# Liguria

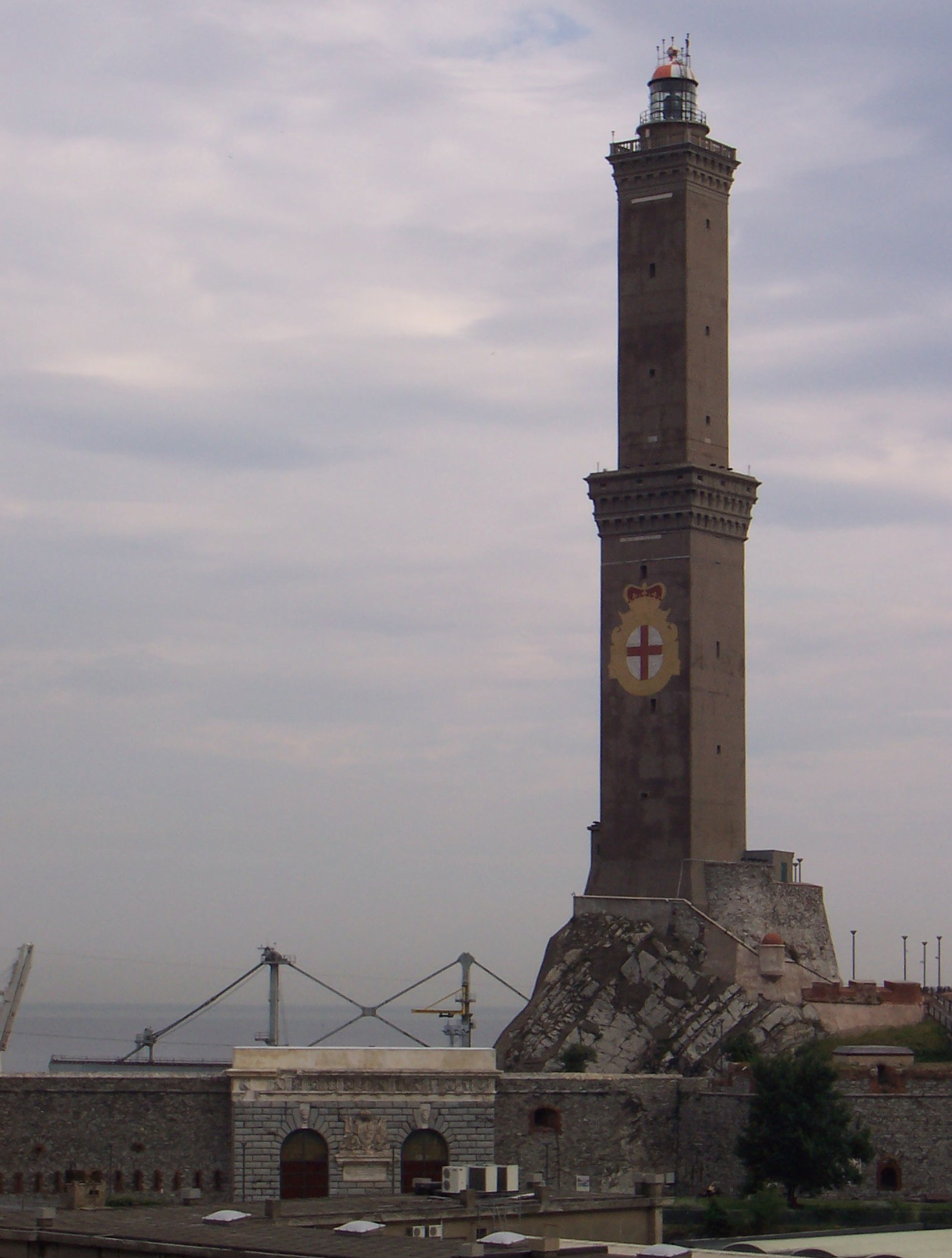
La Lanterna di Genova, simbolo del capoluogo

La Liguria (AFI: /liˈɡurja/; scritto Ligüria, Ligùria o Liguria in ligure e pronunciato /liˈɡyːrja/), ufficialmente denominata come Regione Liguria (Region Liguria in ligure), è una regione italiana a statuto ordinario dell'Italia nord-occidentale di 1 510 199 abitanti, istituita nel 1948 e resa operativa nel 1970. Ha come capoluogo la città di Genova. È bagnata a sud dal Mar Ligure, a ovest confina con la Francia (regione Provenza-Alpi-Costa Azzurra), a nord con il Piemonte e con l'Emilia-Romagna e a sud-est con la Toscana. La regione fa parte dell'Euroregione Alpi-Mediterraneo.
I confini della regione amministrativa attuale, coincidono in gran parte con l'area governata dalla Repubblica di Genova, e sono stati raggiunti quando le province di Genova e Porto Maurizio arrivarono a un'estensione simile a quella della regione attuale.
La Liguria è una nota destinazione turistica, con le frequentate Riviera dei Fiori, Portofino, le Cinque Terre e Portovenere. Registra annualmente circa 15 milioni di presenze turistiche alberghiere su 80 milioni di presenze turistiche annue complessive.
Fino al 1860 la circoscrizione amministrativa della Liguria, facente parte dal 1815 del Regno di Sardegna, comprendeva anche la Contea di Nizza, ceduta poi alla Francia a seguito del trattato di Torino del 24 marzo 1860 con l'eccezione del circondario di Sanremo e di quello di Porto Maurizio, entrati a far parte del Regno d'Italia.
Secondo un luogo comune, la Liguria sarebbe stretta tra il mare e le catene montuose delle Alpi e dell'Appennino: di conseguenza la regione potrebbe essere ridotta a due fasce costiere, a est e a ovest di Genova: la Riviera di Ponente e la Riviera di Levante. In realtà, la Liguria comprende anche grandi porzioni di territorio tributarie del bacino del Po a nord del crinale alpino-appenninico (circa il 28% della superficie regionale appartiene al bacino padano) e quasi tutto il retroterra marittimo, il lungo tratto di litorale compreso tra gli storici confini con la Francia (Rio San Luigi presso Grimaldi di Ventimiglia) e la bassa valle del Magra nei dintorni di Sarzana e Aulla (MS): questo confine orientale appare tuttavia meno definito, poiché coincide solo in parte con il basso corso del fiume Magra e include parte della piana litoranea di Luni.
A un criterio amministrativo (secondo cui sarebbe da considerare amministrativamente ligure almeno tutto ciò che è posto a sud del crinale alpino-appenninico nel tratto Grimaldi-Mortola/Passo del Bracco) si sottraggono alcune aree marginali del territorio della Liguria "fisica", che per ragioni storico-politiche appartengono ad altre amministrazioni regionali o statali; è il caso della media e alta Val Roia (a lungo contesa tra Repubblica di Genova, Ducato di Provenza e Ducato di Savoia e ora amministrativamente francese, dopo essere stata ligure e piemontese) e delle alte valli dei torrenti Pennavaira e Neva (con i borghi di Alto, Caprauna e Cerisola che, pur rimanendo nella sfera di influenza economico-commerciale della città di Albenga, sono stati lungamente controllati dal Ducato di Savoia e poi inclusi nella Provincia di Cuneo).
Alla Liguria è legato storicamente e linguisticamente l'Oltregiogo in provincia di Alessandria con Novi Ligure, Ovada, Arquata Scrivia che comprende parte delle valli Orba, Lemme, Scrivia, Borbera e Spinti. L'Oltregiogo fu parte della Repubblica di Genova fino al 1797, poi della Repubblica Ligure fino al 1805 e dopo la restaurazione della Provincia di Novi, parte della Divisione di Genova. Venne annesso al Piemonte dopo il decreto Rattazzi del 1859. 
L'isola di Capraia fu parte della Liguria fino al 1925 e dell'Arcidiocesi di Genova fino al 1977. 
Capraia è dal 2011 un comune onorario della provincia di Genova, ripristinando così il legame centenario con il capoluogo ligure.

## Etimologia
Sull'origine del termine "Liguria" ci sono due principali ipotesi:
- I Greci chiamavano i Liguri lígyes ("Λίγυες"), da cui il latino Ligures, derivato da lígys ("Λίγυς") dal significato di "stridolo", "risonante", probabilmente in riferimento alle grida che i Liguri erano soliti emettere prima di combattere oppure al forte rumore delle onde che sbattevano sugli scogli durante le tempeste.[18]
- Secondo un'altra ipotesi il nome "Liguri" deriva dalla radice mediterranea *liga- dal significato di "melma", "fango", "palude". Secondo questa ipotesi, in origine i Liguri, stanziati nei pressi dell'attuale città di Marsiglia, a causa delle invasioni dei Celti dovettero migrare più a est, nei territori protetti dalle Alpi. Proprio qui avrebbero fondato una città, che durante il Medioevo verrà chiamata Prata Liguriae e poi Liviera, in stretto contatto con la cultura greca, dalla quale permeò il nome.[19]

L'utilizzo del termine "Liguria" per indicare l'attuale Regione è comunque un'invenzione recente. Il suo primo utilizzo era per designare genericamente il territorio che in età preromana si estendeva dalla Provenza al Veneto. In età augustea qualificava la Regio IX Liguria, comprendente anche parte del Piemonte e la parte più occidentale della attuale Emilia-Romagna. Sino a tutto il XVIII secolo, e poi ancora per buona parte dell'Ottocento, in suo luogo si utilizzava il termine Genovesato. Gli abitanti delle riviere, quando andavano in paesi stranieri, si autodefinivano genovesi; e la parola ligure, paradossalmente, nei dialetti di Liguria neppure esiste. Tutto questo è comprensibile se si considera che la storia della Liguria si identifica in certo senso con la lotta condotta da Genova per affermare la propria egemonia su quel territorio: egemonia apparentemente realizzata nel 1528 allorché, sottomesse le più agguerrite città rivali, fu proclamata la Repubblica di Genova. Essa durò sino al 1797, anno in cui - con il contributo determinante del generale Bonaparte e della sua Armata d'Italia - il regime aristocratico cadde e fu sostituito da uno Stato democratico il quale, volendo esser nuovo anche nel nome, si chiamò Repubblica Ligure. Allora per la prima volta questo nome di Liguria venne di moda per designare il Genovesato. In parte dipese dal generale risveglio del lessico greco-romano che accompagnò la Rivoluzione francese e la sua espansione in Europa. In parte rispose alla volontà di annunciare un'epoca in cui i privilegi delle antiche «città dominanti» dovevano cedere il posto a una politica di eguaglianza. Era la stessa logica in base alla quale la Francia rivoluzionaria aveva riorganizzato le proprie circoscrizioni amministrative dando ai dipartimenti nomi tratti unicamente dalla geografica fisica (della Senna, delle Alpi Marittime, ecc.) per distruggere il ricordo delle antiche province e per abolire ogni discriminazione fra città e campagne. Nella Repubblica genovese, che fino all’ultimo aveva mantenuto caratteristiche di Stato cittadino dove molte comunità sentivano come prevaricatrice la supremazia della capitale (o, come allora appunto si diceva, della Dominante), quelle parole "Ligure" e "Liguria" suonarono davvero rivoluzionarie e parvero a molti un presagio di progresso per l’intera regione.
Dal punto di vista amministrativo i confini della Liguria sono infine stati delineati solo alla vigilia dell'unificazione nazionale, quando le due province di Porto Maurizio e di Genova giunsero ad abbracciare un territorio quasi identico a quello della Liguria odierna.

## Geografia fisica

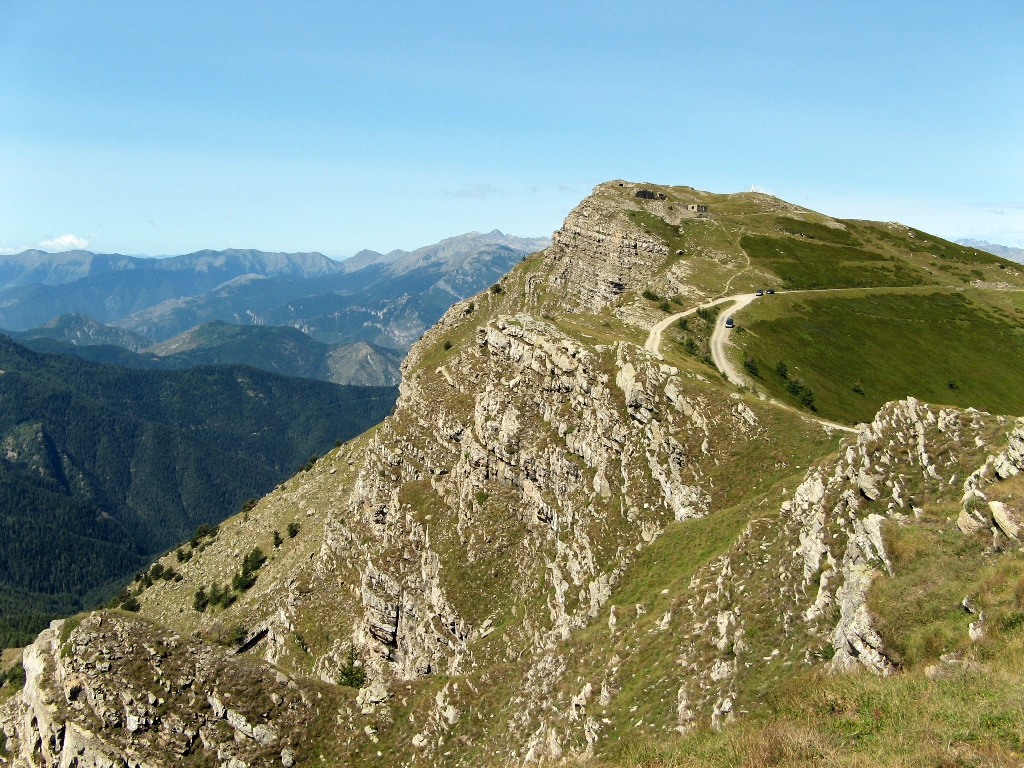
Vetta del monte Saccarello, nell'imperiese, il punto più elevato della Liguria

### Aspetti generali
Con i suoi 5 416,21 km² la Liguria è una delle regioni più piccole d'Italia, dopo Valle d'Aosta e Molise, ma è una delle più densamente popolate in quanto ospita 1 552 545 abitanti per una densità di 287 ab/km², molto al di sopra della media nazionale, collocandosi al quarto posto, dopo Campania, Lombardia e Lazio, nel rapporto tra numero di abitanti e superficie territoriale. Considerando l'orografia del territorio e il fatto che le foreste ne ricoprono il 62,6%, appare tuttavia evidente come vi siano notevoli differenze fra la densità di abitanti dell'entroterra (in cui peraltro si sono verificati fenomeni di spopolamento e di migrazione verso le città costiere) e quella del litorale, che sfiora i 1 000 ab/km².
La regione è compresa tra le Alpi Liguri e l'Appennino Ligure a nord e il Mar Ligure a sud, con una catena ininterrotta che costituisce una vera e propria dorsale che si presenta continua nel suo sviluppo (orientato secondo due assi: SW/NE e NW/SE che si incontrano alcuni chilometri a ovest del centro di Genova), ma discontinua nella sua morfologia, con tratti in cui la dorsale alpino/appenninica si presenta estremamente compatta ed elevata allineando gruppi montuosi molto elevati (alle spalle di Ventimiglia, una serie di massicci, che dopo la seconda guerra mondiale sono diventati amministrativamente francesi, si innalza fino a quote altimetriche di 2 700–3 000 m) mentre in altri tratti (ad esempio nell'entroterra di Savona e di Genova) la barriera montuosa è poco elevata e profondamente incisa da brevi valli trasversali e da valichi che non arrivano ai 500 m di altitudine sul livello del mare (Colle di Cadibona, Passo dei Giovi, Crocetta d'Orero).
Il Mar Ligure, di fronte alla Liguria, è un braccio di mar Mediterraneo e il golfo di Genova ne costituisce una parte importante, mentre il secondo golfo più grande è quello della Spezia. Nella parte orientale del golfo genovese si trova il golfo del Tigullio, da Portofino a Sestri Levante.
Le coste sono in genere alte, rocciose, frastagliate, soprattutto nella Riviera di levante, mentre a ponente si nota una quasi perfetta alternanza tra rocce a picco sul mare e spiagge sabbiose.
Le coste sono talvolta interrotte da estuari di piccoli fiumi, spesso a carattere torrentizio, i quali solcano il territorio perpendicolarmente alla costa sul fondo di profonde vallate.

### Territorio
Nell'ambito della suddivisione provinciale vi sono ambiti territoriali di forte connotazione ambientale e paesaggistica.
| Città metropolitana di Genova                                                                                             | Città metropolitana di Genova | Provincia di Imperia                                                                         | Provincia della Spezia                                                           | Provincia di Savona |
| - Golfo Paradiso - Tigullio - Val Bisagno - Val d'Aveto - Alta val d'Orba - Val Fontanabuona - Val Graveglia - Val Lerone | - Val Petronio - Alta val Polcevera - Alta val Trebbia - Valle Argentea - Alta valle Scrivia - Valle Stura - Valle Sturla - Val Varenna | - Valle Argentina - Valle Armea - Valle Arroscia - Valle dell'Impero - Val Roia - Val Nervia | - Cinque Terre - Golfo dei Poeti - Riviera spezzina - Val di Magra - Val di Vara | - Altopiano delle Mànie - Val Bormida - Val Lerrone - Val Merula - Val Neva - Valle Arroscia - Valle Pennavaira - Alta val d'Orba |

### Clima

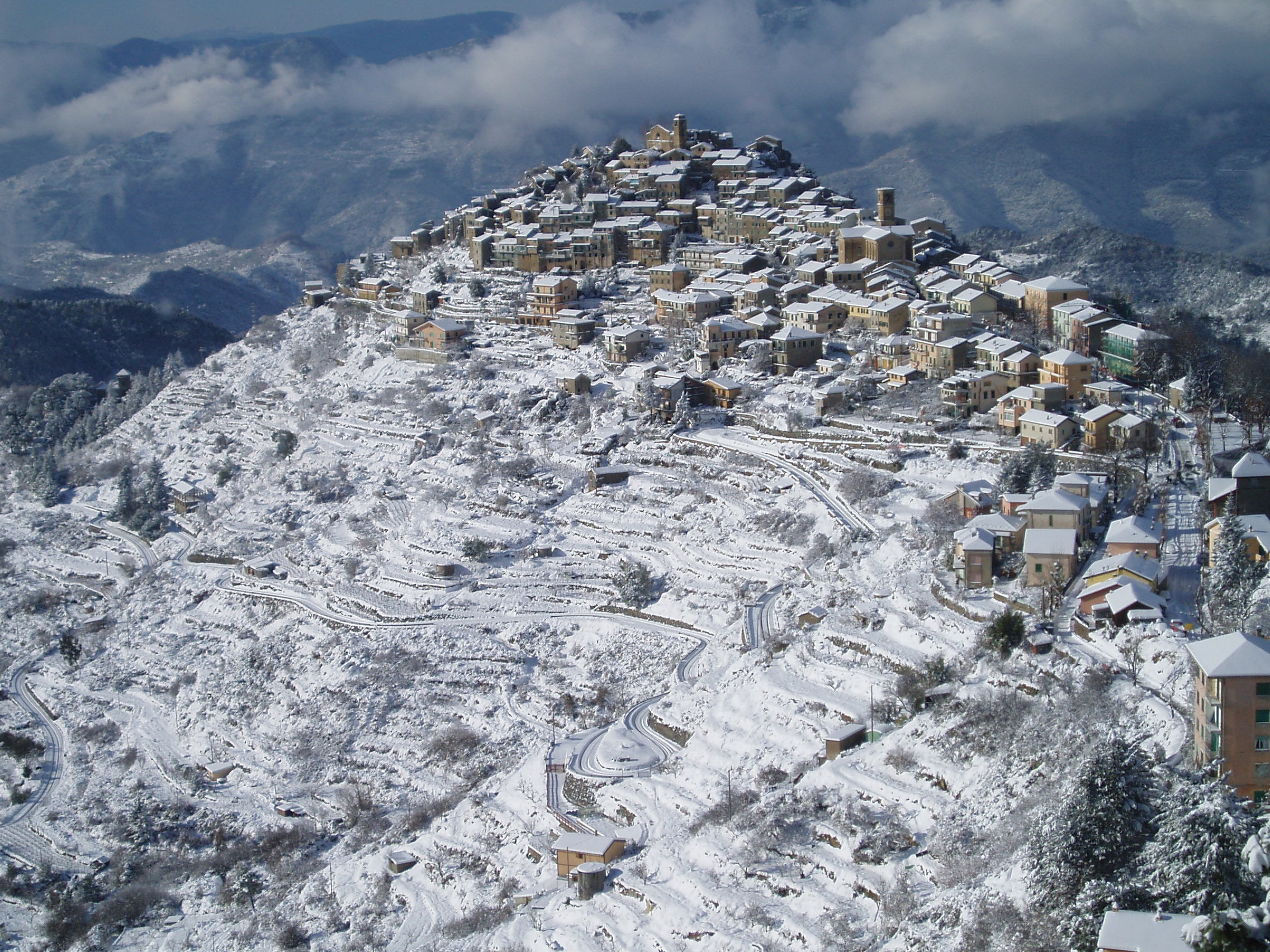
Panorama innevato del borgo di Bajardo, nell'imperiese

La Liguria gode di un clima mediterraneo, ma non uniformemente: essa risente infatti della morfologia accidentata del suo territorio per gran parte montuoso, aperto su un mare decisamente caldo in rapporto alla sua latitudine relativamente elevata.
I fattori morfologici principali sono infatti due: la forma ad arco aperto verso mezzogiorno della regione e la dorsale montuosa che si sviluppa tra il confine francese e quello toscano e costituisce la displuviale tra il versante tributario del Mar Ligure e quello padano-adriatico.
Quando d'inverno si forma un'area di bassa pressione sul golfo di Genova, la zona intorno al capoluogo genovese viene investita dalla tramontana, apportatrice di pioggia e neve a quote basse, che a volte può scendere fino al livello del mare, specialmente in alcune aree ricomprese tra la costa genovese occidentale e il savonese orientale.
L'estate è moderatamente calda ma piuttosto afosa (a Genova Sestri Ponente le medie del mese di luglio sono comprese tra i +20,8 °C della minima e i +27,2 °C della massima). Normalmente le temperature diurne superano i 30 °C solo 3-4 volte nell'arco dell'intero mese di luglio, ma spesso l'umidità relativa atmosferica si mantiene alta anche nel pomeriggio, amplificando la sensazione di calura, che è mitigata solo dalle brezze marittime.
Nell'entroterra il clima è semi-continentale e più rigido, con valori medi invernali decisamente bassi, specie in alcune conche del versante padano della regione (media giornaliera di gennaio di 0 °C a Calizzano, +1,8 °C a Cairo Montenotte, +1,4 °C a Sassello, +1,5 a Masone, +2,2 °C a Busalla). Le minime medie di queste località sono comprese tra -2 e -5 °C, mentre i valori minimi stagionali attesi sono attorno ai -10 °C, anche se le temperature notturne possono scendere ben al di sotto di questo valore durante i periodi di gelo più intenso, in particolar modo in val Bormida e val d'Aveto: ad esempio Calizzano nell'ondata di gelo del 1985 sfiorò i -25 °C. Viceversa le giornate estive sono calde, ma le medie giornaliere durante il trimestre estivo sono condizionate dalla forte escursione termica giornaliera e dalle temperature notturne piuttosto fresche (a Cairo Montenotte, 338 m s.l.m., gli estremi minimi e massimi del mese di luglio sono compresi tra +15,0 °C della minima notturna e i +27,7 °C della massima diurna). Salendo di altitudine, in molte valli del genovese, come la val Trebbia, le estati si presentano invece fresche, secche e ventose, con inverni decisamente rigidi e nevosi, e gelate che possono protrarsi sino a metà aprile. Il 1º giugno 2014, per esempio, si registrarono 4 °C nella val Trebbia genovese. Non è raro registrare minime di 5-6 °C nelle vallate interne anche in pieno luglio, specie nella piana di Rezzoaglio, dove possono anche verificarsi lievi brinate.
Limitandosi all'area costiera, le Cinque Terre, il Golfo Paradiso fino ai quartieri più orientali di Genova (Quarto dei Mille, Quinto al Mare e Nervi), Genova Pegli, la baia del Sole (Alassio e Laigueglia) e l'intera provincia di Imperia, riparati significativamente dagli elevati rilievi immediatamente retrostanti, risultano le zone più miti d'inverno.
La foce del fiume Magra, la città di La Spezia, Genova Voltri, le due "Albissole" (Albissola Marina e Albisola Superiore), Savona e Vado Ligure, e le foci del Polcevera (Genova Sampierdarena e Genova Cornigliano - Cornigliano) e del Bisagno (Genova Foce), risultano invece i territori con clima invernale meno favorevole perché collocati allo sbocco di grandi vallate che collegano il versante marittimo al bacino padano.
Il resto delle località della costa presenta temperature nel complesso similari, comunque molto miti per la loro latitudine.
Caratteristico è il fenomeno della macaia, che si origina soprattutto tra il tardo autunno, l'inverno e la prima parte della primavera in presenza dell'anticiclone subtropicale africano e di venti al suolo dai quadranti meridionali che fanno condensare l'umidità apportata sui vicini rilievi montuosi fino a formare un compatto strato di nuvolosità medio-bassa che può interessare senza soluzioni di continuità gran parte della riviera e dei versanti costieri della regione.

## Ambiente

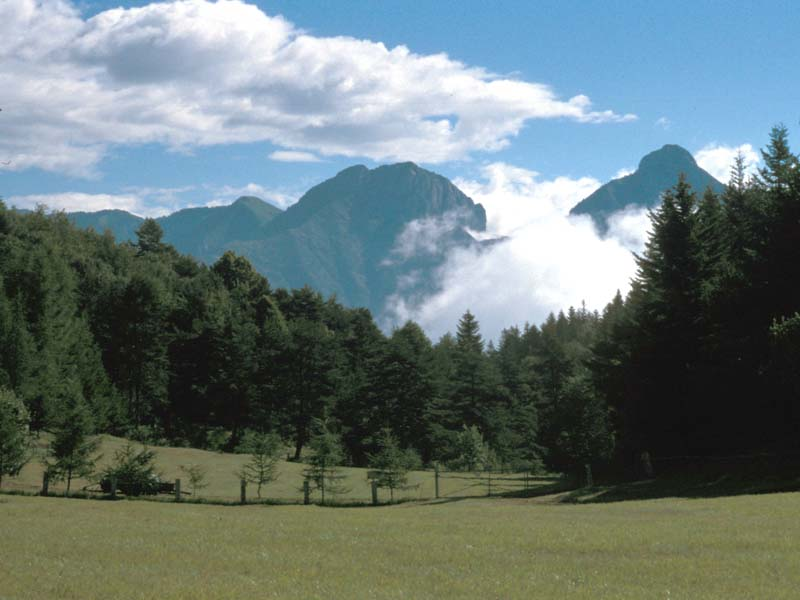
Alta Via dei Monti Liguri

La Liguria è una terra ricca di bellezze naturali in cui il connubio tra terra e mare rende particolarmente eterogenea la varietà di ecosistemi del suo territorio. Infatti si contano un parco nazionale, nove parchi regionali, tre riserve naturali e una nazionale con cui la Liguria protegge pertanto il 12% del suo territorio, per una superficie complessiva di circa sessantamila ettari. Al 2007, con legge regionale n. 34 del 15 novembre, risale l'istituzione del più recente parco naturale della Liguria: il Parco naturale regionale delle Alpi Liguri, avente una superficie di oltre 6 000 ettari e compreso tra la provincia di Imperia e il confine con la Francia. Inserito tra le aree da proteggere dal 1995, ma ancora non istituito ufficialmente dalla Regione Liguria, si trova nel territorio provinciale savonese il Parco naturale regionale del Finalese.
A queste istituzioni si deve aggiungere la celebre e antica Alta Via dei Monti Liguri (AVML), un itinerario escursionistico lungo circa 440 km che percorre tutta la linea dorsale dell'Appennino ligure partendo da Ventimiglia, al confine con la Francia, e arrivando a Ceparana, nella piana di Sarzana al confine con la Toscana. La tutela del mare è affidata a due aree marine protette e al celebre Santuario per i mammiferi marini, quest'ultimo a salvaguardia di un tratto di mare compreso tra il territorio francese-monegasco (Costa Azzurra, Corsica e Principato di Monaco) e il tratto italiano (Liguria e Toscana).
Al 2023, secondo il rapporto sul consumo di suolo dell'Istituto superiore per la protezione e la ricerca ambientale, Marche e Liguria detengono il primato italiano di cementificazione delle coste.

### Parchi nazionali e regionali
| Denominazione                                   | Zona geografica                                   | Comuni | Ettari |
| Parco nazionale delle Cinque Terre              | Provincia della Spezia                            | La Spezia, Levanto, Monterosso al Mare, Riomaggiore, Vernazza | 3 859  |
| Parco naturale regionale delle Alpi Liguri      | Provincia di Imperia                              | Cosio di Arroscia, Mendatica, Montegrosso Pian Latte, Pigna, Rezzo, Rocchetta Nervina, Triora | 6 041  |
| Parco naturale regionale dell'Antola            | Città metropolitana di Genova                     | Busalla, Crocefieschi, Fascia, Gorreto, Montebruno, Propata, Ronco Scrivia, Rondanina, Savignone, Torriglia, Valbrevenna, Vobbia | 4 837  |
| Parco naturale regionale dell'Aveto             | Città metropolitana di Genova                     | Borzonasca, Mezzanego, Ne, Rezzoaglio, Santo Stefano d'Aveto | 3 018  |
| Parco naturale regionale del Beigua             | Città metropolitana di Genova Provincia di Savona | Arenzano, Campo Ligure, Cogoleto, Genova, Masone, Rossiglione, Sassello, Stella, Tiglieto, Varazze | 8 715  |
| Parco naturale regionale di Bric Tana           | Provincia di Savona                               | Millesimo | 170    |
| Parco naturale regionale di Montemarcello-Magra | Provincia della Spezia                            | Ameglia, Arcola, Beverino, Bolano, Borghetto di Vara, Brugnato, Calice al Cornoviglio, Carro, Carrodano, Follo, Lerici, Pignone, Riccò del Golfo di Spezia, Rocchetta di Vara, Santo Stefano di Magra, Sarzana, Sesta Godano, Vezzano Ligure | 2 726  |
| Parco naturale regionale di Piana Crixia        | Provincia di Savona                               | Piana Crixia | 794    |
| Parco naturale regionale di Portofino           | Città metropolitana di Genova                     | Camogli, Portofino, Santa Margherita Ligure | 1 056  |
| Parco naturale regionale di Porto Venere        | Provincia della Spezia                            | Portovenere | 279    |

### Riserve naturali
Nel ponente ligure, soprattutto in provincia di Savona, si trovano tre riserve naturali regionali:

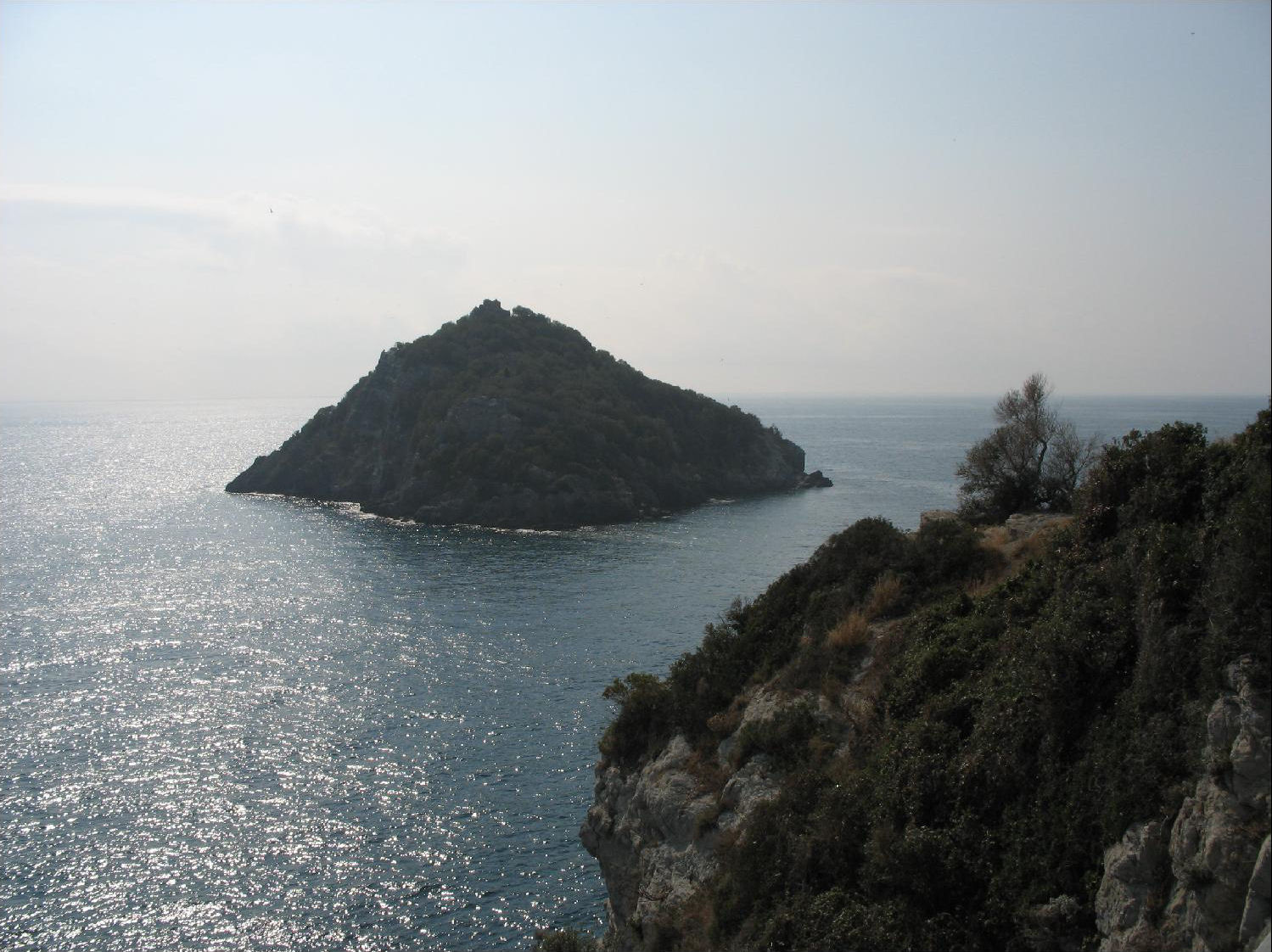
L'isola di Bergeggi

- La Riserva naturale regionale di Bergeggi, 8 ettari, costituita da una piccola isola di roccia calcarea, l'isola di Bergeggi. Essa è coperta di macchia mediterranea e ospita una colonia di gabbiani reali. L'area protetta comprende, oltre all'isola, anche il tratto di costa calcarea tra Bergeggi e Spotorno includendo una grotta marina accessibile solo via mare;
- La Riserva naturale regionale dell'Isola di Gallinara, 11 ettari, ospita sul terreno calcareo la tipica vegetazione della macchia mediterranea e specie floristiche come la rosa e il fiordaliso della Gallinara;
- La Riserva naturale regionale di Rio Torsero, composta da 4 ettari, è un deposito fossilifero risalente al Pliocene inferiore. Nelle sue rocce si trovano resti di antichi molluschi. Una collezione di fossili provenienti dalla Riserva è conservata presso il museo paleontologico Silvio Lai a Peagna, frazione di Ceriale. Il territorio si presenta tipicamente roccioso e calcareo coperto a tratti da macchia mediterranea.

Nella Riviera Ligure di Levante, nella Città metropolitana di Genova, si trova:
- La Riserva naturale Agoraie di sopra e Moggetto, nei confini territoriali del Parco naturale regionale dell'Aveto, a 1 330 m di altitudine e ubicata presso l'Appennino ligure-emiliano. Estesa per 16 ettari è caratterizzata da quattro laghetti perenni del gruppo dei laghi delle Agoraie di Sopra. La vegetazione della riserva è caratterizzata da faggi e abeti, grazie al clima fresco e umido. Qui vivono numerose specie di anfibi come il tritone crestato e la rana temporaria.

### Aree marine protette
Due sono le riserve marine che tutelano i fondali della Liguria, ubicate nel levante ligure in provincia della Spezia e nella Città metropolitana di Genova:
- L'Area marina protetta Cinque Terre[28], costituita da complessivi 4 591 ettari di estensione, si articola tra Punta Mesco e Riomaggiore. La costa è suddivisa in tre zone (A, B, C) diverse per grado di protezione e tutela. Caratteristiche dell'area sono le pareti di roccia a strapiombo sul mare e fondali rocciosi alternati a zone sabbiose. I fondali sono popolati da diverse praterie di gorgonie, anemoni e coralli, invece le aree più sabbiose ospitano la posidonia oceanica;
- L'Area naturale marina protetta e riserva di Portofino[29] è estesa per 372 ettari ed è costituita da tre zone a diverso grado di tutela ambientale. Il tratto di mare protetto è compreso tra Camogli e la baia di Paraggi, unendo così le due aree geografiche del Golfo Paradiso e del golfo del Tigullio. Le scogliere sommerse ospitano pregiate gorgonie, spugne e corallo rosso, mentre nelle aree più sabbiose compare la posidonia oceanica.

Occorre sottolineare che il Mar Ligure è anche parte del Santuario per i mammiferi marini.

### Flora
La Liguria ha una superficie boschiva pari al 69% del proprio territorio, la più alta tra tutte le regioni italiane in percentuale e al tredicesimo posto in termini assoluti, la cui media è del 35%.
L'alta percentuale causa però che questa regione subisca incendi boschivi frequentemente, appiccati con dolo nel 71% dei casi.
I più grandi patrimoni forestali sono ubicati nell'entroterra ligure. Imponenti sono le faggete che coprono i versanti appenninici più umidi, a partire dalla val di Vara, con le pregiate foreste del monte Gottero. Le foreste demaniali del monte Penna e delle Agoraie, ubicate nel Parco naturale regionale dell'Aveto, presentano l'associazione tra il faggio e l'abete bianco, tipica delle antiche foreste dell'Appennino ligure.
La faggeta del Colle del Melogno, vicino a Savona, è stata da alcuni anni riconvertita all'alto fusto così come l'abetina di Gouta a Imperia. Le foreste alpine nell'alta val Tanarello, nella zona dell'imperiese, vede associare nelle quote inferiori il pino silvestre con il faggio e il larice alle pendici del monte Saccarello.
La flora ligure è di tipo mediterraneo, ma specie nel ponente ha accolto diverse associazione alpine alle quote più elevate simili ai territori provenzali o dei Pirenei. Molte specie sono state introdotte nei secoli dall'uomo come l'olivo, il castagno e il pino domestico; nella zona collinare prospiciente il mare le colture comprendono vite, olivo e alberi da frutta; nella fascia litoranea sono sporadicamente coltivati anche gli agrumi, soprattutto il limone. Nella Riviera dei Fiori sono celebri e conosciute le coltivazioni floricole all'aperto o in serra, attività che alimenta l'economia della zona.

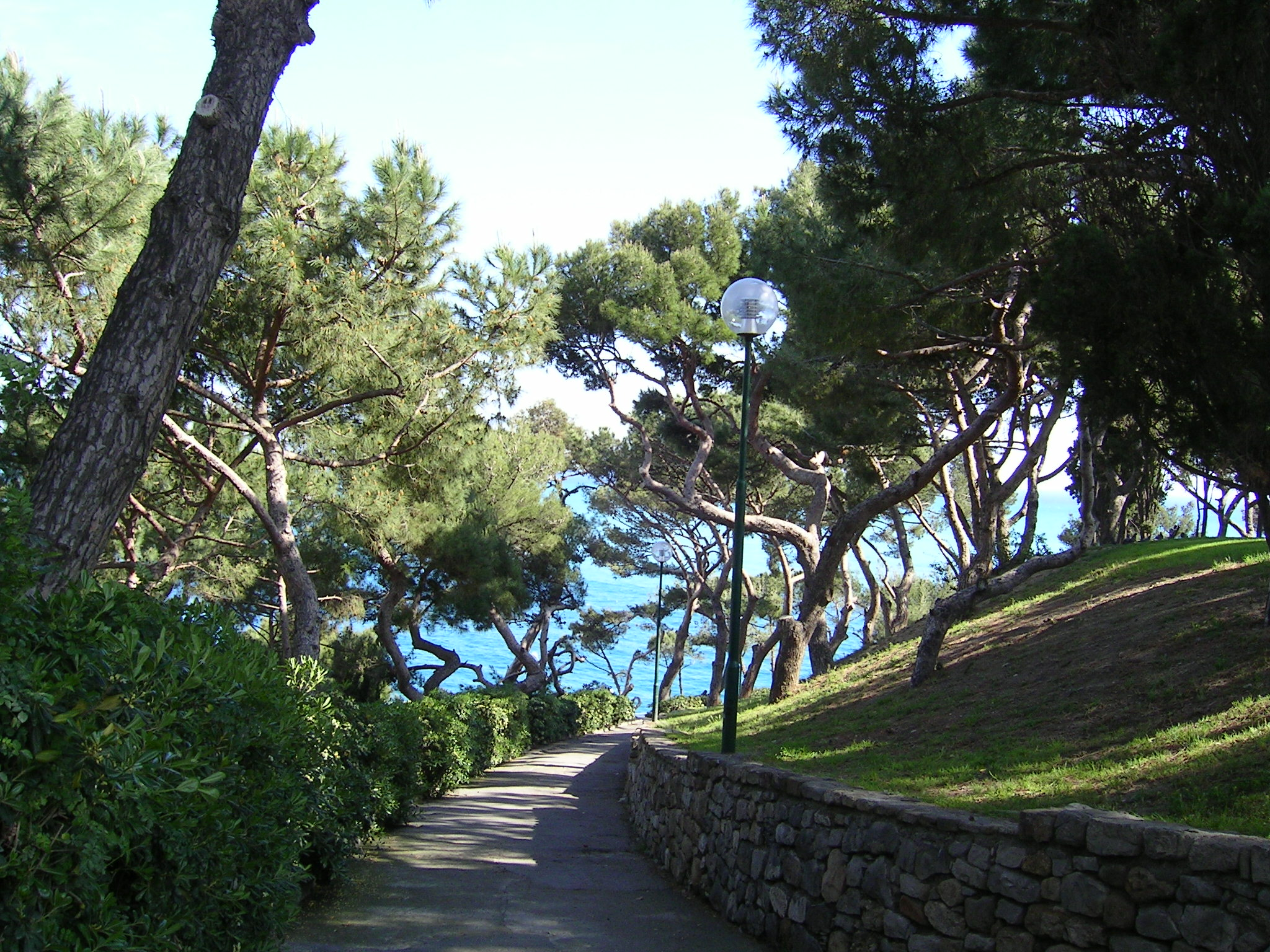
La pineta del Capo presso Bordighera

Lungo la costa, la macchia mediterranea comprende specie quali la ginestra, l'alaterno, il lentisco, il mirto, il corbezzolo e il leccio, albero che in passato formava estese foreste, in gran parte della regione, ad altitudini comprese tra il livello del mare e i 600–700 m, associazioni vegetali più rare e limitate alle zone più calde e aride delle due riviere sono quelle formate dall'olivastro, dal carrubo, cui talvolta si associa l'euforbia arborea; tra gli arbusti aromatici vi sono il timo, l'alloro e il rosmarino. Nelle zone più ventose, su suoli poco evoluti compare la gariga formata da arbusti bassi e legnosi. Nella fascia marittima e in quella collinare sono prevalenti pinete di pino marittimo e, più raramente, di pino d'Aleppo.
Dalla media collina sublitoranea fino a quote montane si trovano vasti boschi di conifere, in gran parte di origine silvicolturale; si tratta di alberi come il pino nero (Pinus nigra) e l'abete rosso (Picea abies) che non appartengono alla flora ligure ma che sono stati introdotti in virtù della buona resa colturale e del pregio del legname e che ora, seppur naturalizzati, presentano problemi di adattamento al clima dei rilievi liguri (in genere troppo umido e soggetto a veloci e improvvisi sbalzi termici).
In altri casi, come avvenuto per il pinastro (Pinus pinaster) nelle aree collinari di tutta la regione e per il larice (Larix decidua) nelle zone alpine, si tratta certamente di specie appartenenti al dominio floristico ligure, ma che, favorite con tagli selettivi e forzate ben oltre il loro "climax vegetativo", crescono anche in zone che, per caratteristiche pedologiche e microclimatiche appaiono molto lontane dai loro contesti di diffusione originaria, che sarebbero la fascia collinare submediterranea delle due riviere, su substrati acidi (rari in regione) per il pinastro e il piano subalpino dei rilievi elevati delle Alpi liguri, in genere in esposizione settentrionale, nel caso del larice. Da ciò deriva quindi la marcata fragilità di molti ecosistemi forestali tipici dell'interno montuoso della regione.
Nelle località turistiche della costa - a partire dal XIX secolo - furono piantati alberi decorativi, per lo più originarie del Nordafrica e delle regioni subtropicali dell'America del Nord, dell'Asia orientale e dell'Oceania, come molte specie di palme, diventate poi il "simbolo" della Riviera specie nel ponente ligure (Riviera delle Palme). Dalla regione asiatica provengono invece le piante di magnolia, diffuse nei giardini della fascia costiera.
Il clima ligure ha favorito l'acclimatazione di tali specie, sostituendo a volte le piante mediterranee autoctone. Uno dei luoghi più esemplificativi sono i giardini di Villa Hanbury vicino a Ventimiglia, creati da una famiglia originaria dell'Inghilterra nell'Ottocento. Furono introdotte originariamente quasi 5 800 specie, ridotte negli anni a circa 2 000. Tra le palme che ornano molte passeggiate a mare, la specie più comune è la Phoenix canariensis (dal fusto grande e tozzo), seguita dalla Phoenix dactylifera o Palma dei datteri dal fusto alto e sottile.

### Fauna
La fauna della regione è particolarmente interessante per la presenza di rari endemiti, specie adattate sul territorio o rimaste isolate per la frammentazione della loro area di distribuzione. Nel complesso le specie faunistiche sono quelle tipiche dell'area mediterranea risentendo molto la vicinanza con la regione francese della Provenza o della Toscana; annovera anche specie di più lontana origine, che dimostrano gli antichi e storici collegamenti con aree distanti e separate dal mare, come il Marocco, la Sardegna e la Corsica.
Nell'estrema Riviera di Ponente sono presenti alcuni endemiti quali il colubro lacertino, il più grande serpente europeo, diffuso nell'Imperiese e nel Nizzardo, e della lucertola ocellata, un sauro dalla caratteristica livrea verde picchiettata a strie nere e con macchie rotonde azzurre sui fianchi detti ocelli. Nell'entroterra vi è la presenza del gallo forcello e vi sono popolazioni di camosci. Sul monte Saccarello - tra Liguria e Francia - è ritornata la marmotta, in seguito a un intervento dei cacciatori negli anni settanta del Novecento (nonostante la specie non sia cacciabile).
Tra gli uccelli si segnalano il passero solitario, l'occhiocotto, la sterpazzolina, il picchio rosso maggiore, il torcicollo, il cuculo e il codirossone; massiccia la presenza del merlo, del fringuello, dello zigolo e del pettirosso.
Folta la presenza dei rapaci notturni e diurni quali l'assiolo, la civetta, il barbagianni, l'allocco, il gufo comune e quello reale; della famiglia dei rapaci diurni si segnalano il biancone, la poiana, il gheppio, il nibbio bruno, il falco pecchiaiolo. Nelle zone tipicamente rocciose nidifica qualche rara coppia di aquila reale e del falco pellegrino (specie nelle coste del levante ligure), mentre nei fitti boschi cacciano l'astore e lo sparviero. Tra i rettili vi è possibile ammirare il biacco, la coronella girondica e la vipera. Tra gli anfibi la salamandra nera sostituisce, dopo la quota di 1 800 m, la salamandra pezzata; alcuni di questi anfibi urodeli popolano diverse grotte della regione.
Anticamente vi era presso i boschi dell'Appennino ligure una massiccia presenza del lupo appenninico, sottospecie che ha subito nel corso degli ultimi secoli una quasi scomparsa ed è sopravvissuta in alcune aree isolate dell'Appennino, fino a una nuova espansione del proprio areale, grazie alla sua tutela, a partire dagli anni '90 in poi. Numerose sono invece le famiglie di cinghiali che talvolta si spingono, per la ricerca di cibo, nei centri abitati: nella stessa Genova più volte i media televisivi o i quotidiani locali ne hanno testimoniato con foto e video la loro presenza lungo i greti dei principali torrenti o a ridosso delle abitazioni. Una situazione di sovrappopolazione che ha pure scatenato polemiche e proteste in alcune zone della regione, con mirate richieste d'intervento ai principali enti regionali e provinciali, per i danni che questi animali sconfinando dal bosco alle proprietà private causano alle recinzioni e alle coltivazioni ortofrutticole.

## Ecologia
Dati sulla percentuale di raccolta differenziata:
|                 | 2005  | 2006  | 2007 | 2008   | 2009   | 2010   | 2011   | 2012   | 2013   | 2018   | 2019   |
| Regione Liguria | 15,7% | 16,7% | 19%  | 22,70% | 25,17% | 26,53% | 29,92% | 32,02% | 33,07% | 49,67% | 53,43% |

## Storia

### Percorso storico
Gli antichi Liguri si sistemarono sul litorale mediterraneo dal Rodano all'Arno, ma successivamente le migrazioni celtiche, come pure le colonizzazioni di Fenici, Greci e Cartaginesi, rimpiazzarono in alcune aree i Liguri a partire dal IV secolo a.C.

Mappa dell'Italia e delle sue lingue. Il gruppo ligure è N4. Il ligure è sempre più riconosciuto come lingua non indoeuropea.

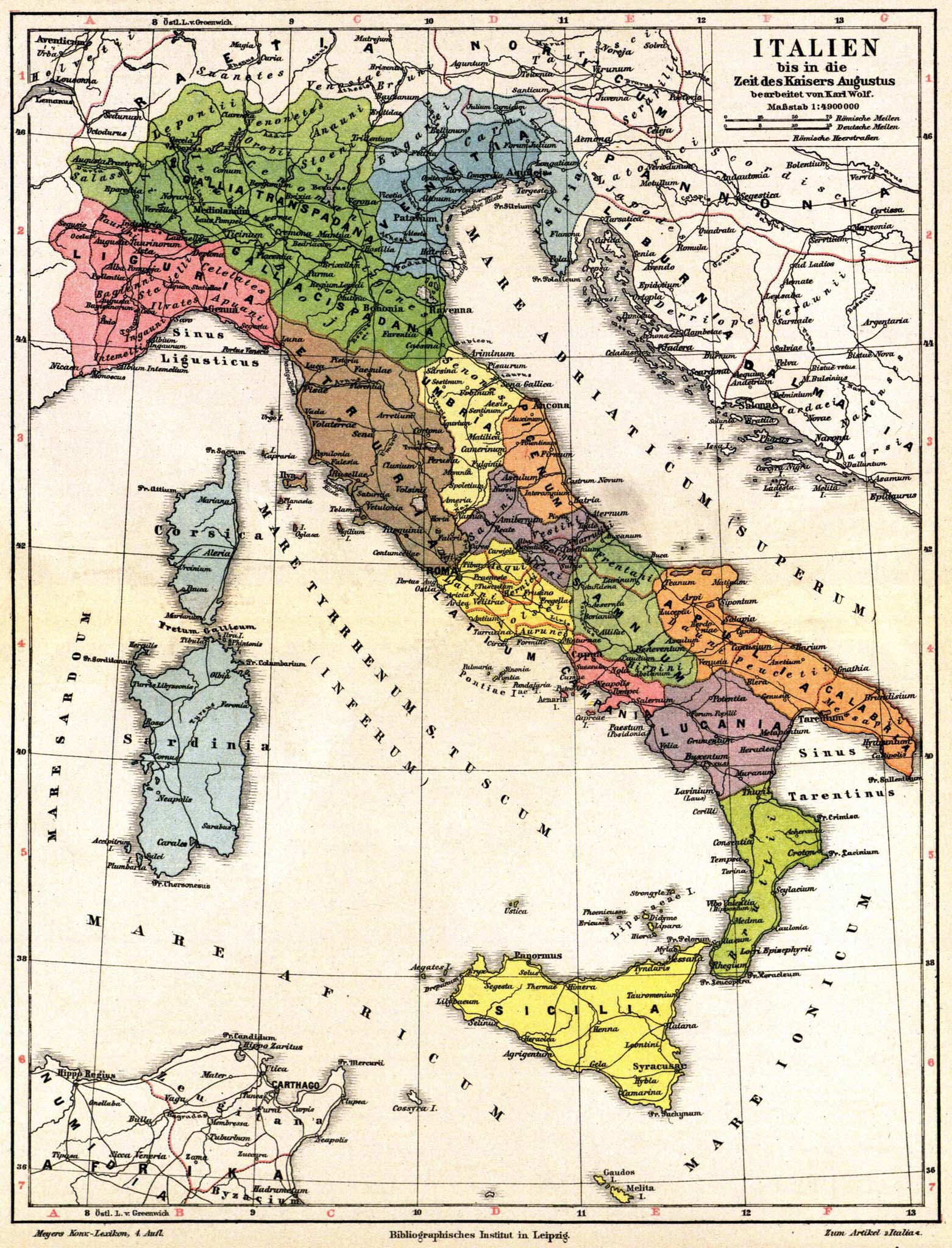
Liguria nell'Italia romana

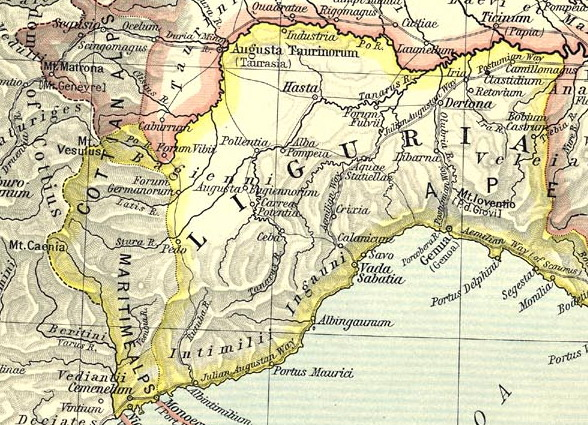
Carta del territorio ligure al tempo dei Romani. È molto probabile che il confine occidentale fu il fiume Siagne per unificare tutta la Liguria

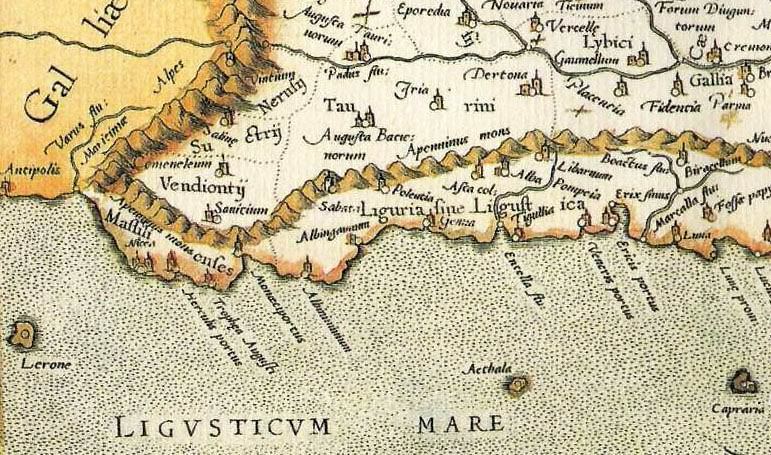
Antica carta del territorio ligure. Nel Medioevo la provincia di Canoa-Grassa è annessa alla Francia e al nord il confine non è più il Po ma gli Appennini

Le testimonianze della presenza dell'uomo in Liguria sono da ricercarsi fin dalla preistoria. Presso il porto di Nizza, a Terra Amata, sono state ritrovate le tracce delle più antiche capanne costruite da cacciatori nomadi, circa 300.000 anni fa. La stratigrafia ha mostrato diversi periodi insediativi, con resti di capanne ovali a focolare centrale, ciottoli scheggiati, raschiatoi e animali catturati quali cinghiali, tartarughe, rinoceronti di Merk, elefanti meridionali, uri, uccelli vari. Vicino a Loano sono state trovate tracce dell'Uomo di Neandertal. Nelle grotte di Toirano sono visibili segni di frequentazioni riconducibili alla fine del Paleolitico Superiore. Nella grotta dei Balzi Rossi di Ventimiglia sono apparsi resti che ricordano l'Uomo di Cro-Magnon. Alle Arene Candide si trovano testimonianze del Neolitico e strati epigravettiani databili tra i 20.000 e i 18.700 anni fa, mentre nelle grotte lungo il torrente Pennavaira, nella valle omonima in territorio ingauno, sono stati ritrovati reperti umani risalenti fino al 7.000 a.C.
La Liguria costiera è sottomessa ufficialmente dai Romani soltanto durante il II secolo a.C., con varie sacche autonome che, date le caratteristiche del territorio, resisteranno al diretto controllo centrale ancora per qualche decennio. La Liguria corrispondeva alla IX regio Italiae come riporta Plinio (III, 5, 49): patet ora Liguriae inter amnes Varum et Macram XXXI Milia passuum. Haec regio ex descriptione Augusti nona est.
La parola Ligure / Liguria fu assegnata a questo popolo prima dai Greci, poi dai Romani e ha il significato di luogo paludoso o acquitrino. In età classica centri importanti sono Genua, Savo, Vada Sabatia, Albium Intemelium, Albium Ingaunum e Lunae; quest'ultima, ubicata nell'estremo levante ligure e nota ai giorni nostri con il nome di Luni, perderà via via d'importanza sino al definitivo abbandono nel XIII secolo.

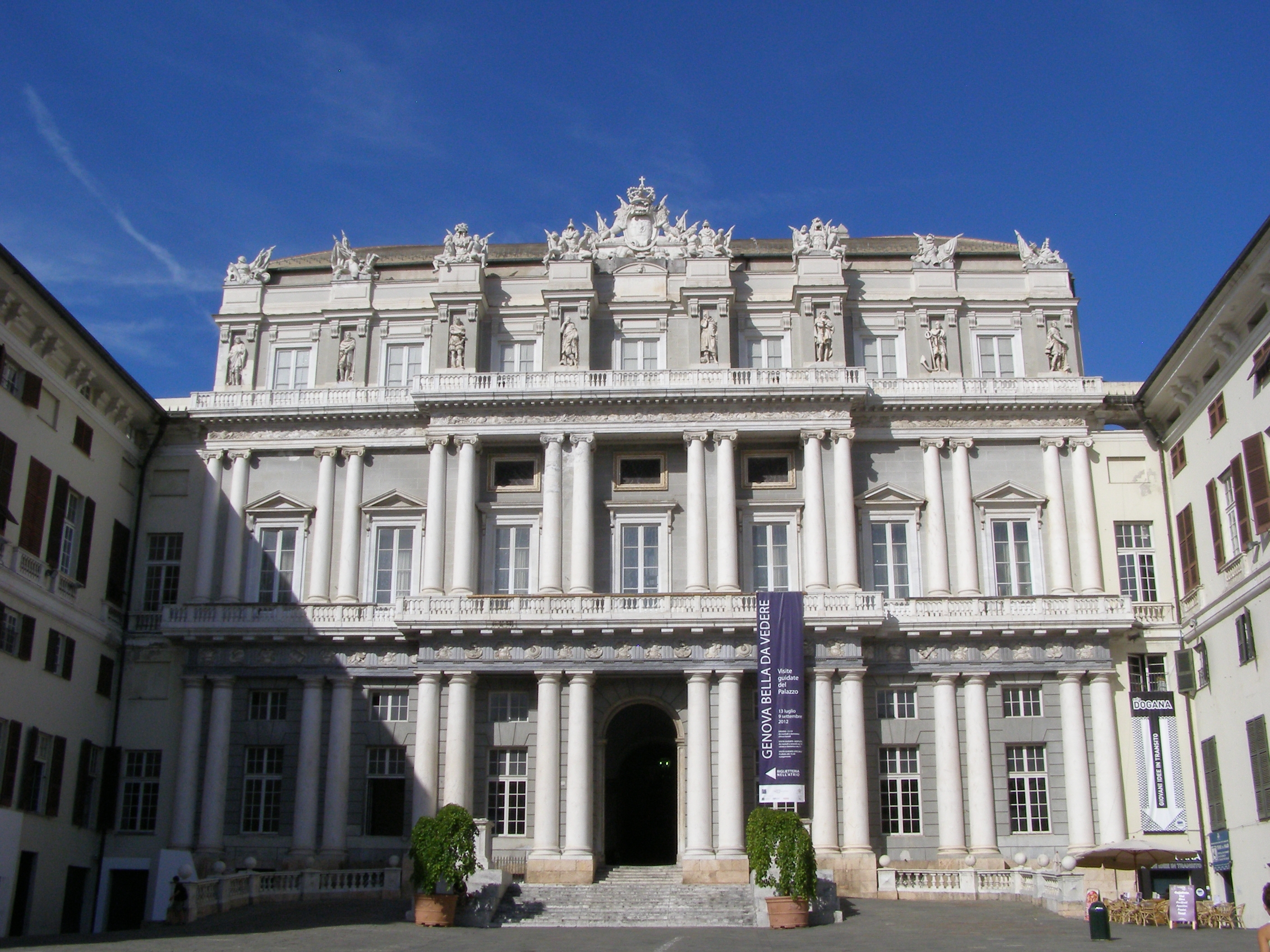
Il palazzo Ducale di Genova, antica residenza dei dogi durante l'epoca della Repubblica

Con la caduta dell'Impero romano d'Occidente (476), dopo il V secolo si ebbe lungo il territorio ligure la devastazione da parte dei Barbari (Eruli e Goti), e solo sotto la dominazione bizantina la Liguria (Λιγύρια in greco bizantino) conobbe una sorta di stabilizzazione geopolitica. Dopo le guerre gotiche vi fu una breve ripresa che durò fino alla conquista longobarda del re Rotari del 641. Dopo i Franchi la Liguria è divisa attorno al X secolo in tre zone (dette marche): l'arduinica, l'aleramica e l'obertenga.
Successivamente sarà Genova e il suo Comune ad affermarsi e via via a formare la futura Repubblica di Genova dall'XI secolo.
Il periodo storico più importante per la regione è il Basso Medioevo, con apice dalla metà del XIII secolo alla metà del XIV secolo (è possibile individuare l'inizio di una lunga decadenza al 1340, inquadrandola in ambito internazionale, con gli avvenimenti anatolici e la crisi delle vie commerciali asiatiche per via della fine della pax mongolica e anche dell'arrivo dei Ming nel Catai).
La storia ligure in età medioevale va ricercata però anche al di fuori della cosiddetta "terraferma", piuttosto marginale per una comprensione e uno studio d'insieme. In sintesi, la storia medioevale dei Liguri andrebbe ricercata pure al di fuori degli odierni confini amministrativi della Liguria.
Essa si sviluppa, a partire dalla prima crociata, attorno alle attività - esplorative prima e commerciali poi - delle famiglie e degli alberghi per lo più genovesi, interessando comunque la vita delle persone di tutto il territorio regionale.

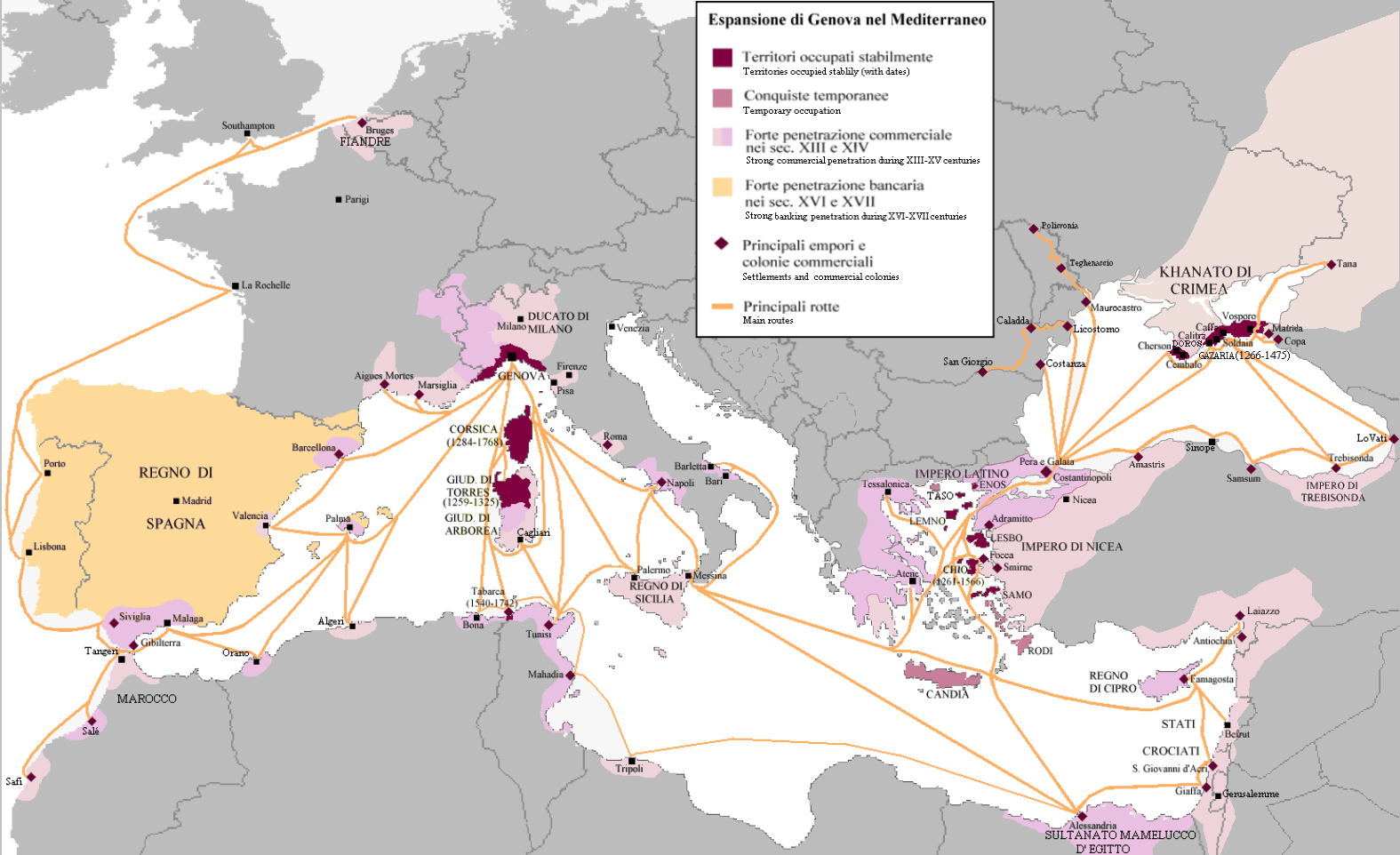
Repubblica di Genova che corrisponde quasi alla Liguria. La parte occidentale della Liguria amministrata per il Ducato di Savoia

La forza economica della Repubblica marinara si manifesta con un impero coloniale ante litteram in senso fortemente e strettamente economico, con basi politiche fatte da una fitta rete di accordi politico-commerciali in tutto il Mar Mediterraneo e il Mar Nero; dense sono le presenze mercantili liguri da Gibilterra sino all'Asia centrale, con testimonianze documentate in una miriade di porti e crocevia commerciali.
Per non citarne che i più importanti:
- Southampton;
- i porti delle Fiandre;
- Gibilterra, l'area di Siviglia, Cadice e Sanlúcar de Barrameda;
- la Provenza;
- la Corsica, come possedimento diretto della Repubblica di Genova per oltre sei secoli, e la Sardegna;
- la costa nordafricana, con Bugia, Biserta, Bona e Tabarca, e l'Egitto a Damietta e Alessandria;
- Cipro, con una lunga occupazione del porto di Famagosta e lo scacco economico alla corona, e Malta;
- tutta la costa mediorientale da Gibelletto, già feudo personale di una famiglia ligure (gli Embriaci), sino all'Armenia, passando per Cesarea, Tiro, Sidone, Giaffa, Beirut, San Giovanni d'Acri;
- l'Anatolia, con la lunga vita della colonia di Chio, e Focea (Fogliavecchia), Metelino, Pera di Costantinopoli, Bursa, Trebisonda, Sinope, Erzurum, Erzincan, Iconio (Konya), Enos, Cesarea d'Anatolia, Savasto (Sivas), Alessandretta;
- la costa romena con Vicina, Moncastro, Chilia, Enisala, Isaccea e la Crimea con Caffa, Soldaia, Cembalo;
- le foci del Don con Tana;
- i crocevia asiatici di Astrachan', Saraj, Samarcanda, sino a Culgia (Almaligh, o Armalicco) e alla Cina sud occidentale, con un fondaco documentato sin dinanzi a Taiwan;
- la Mesopotamia, con mercanti e costruttori navali a Baghdad.

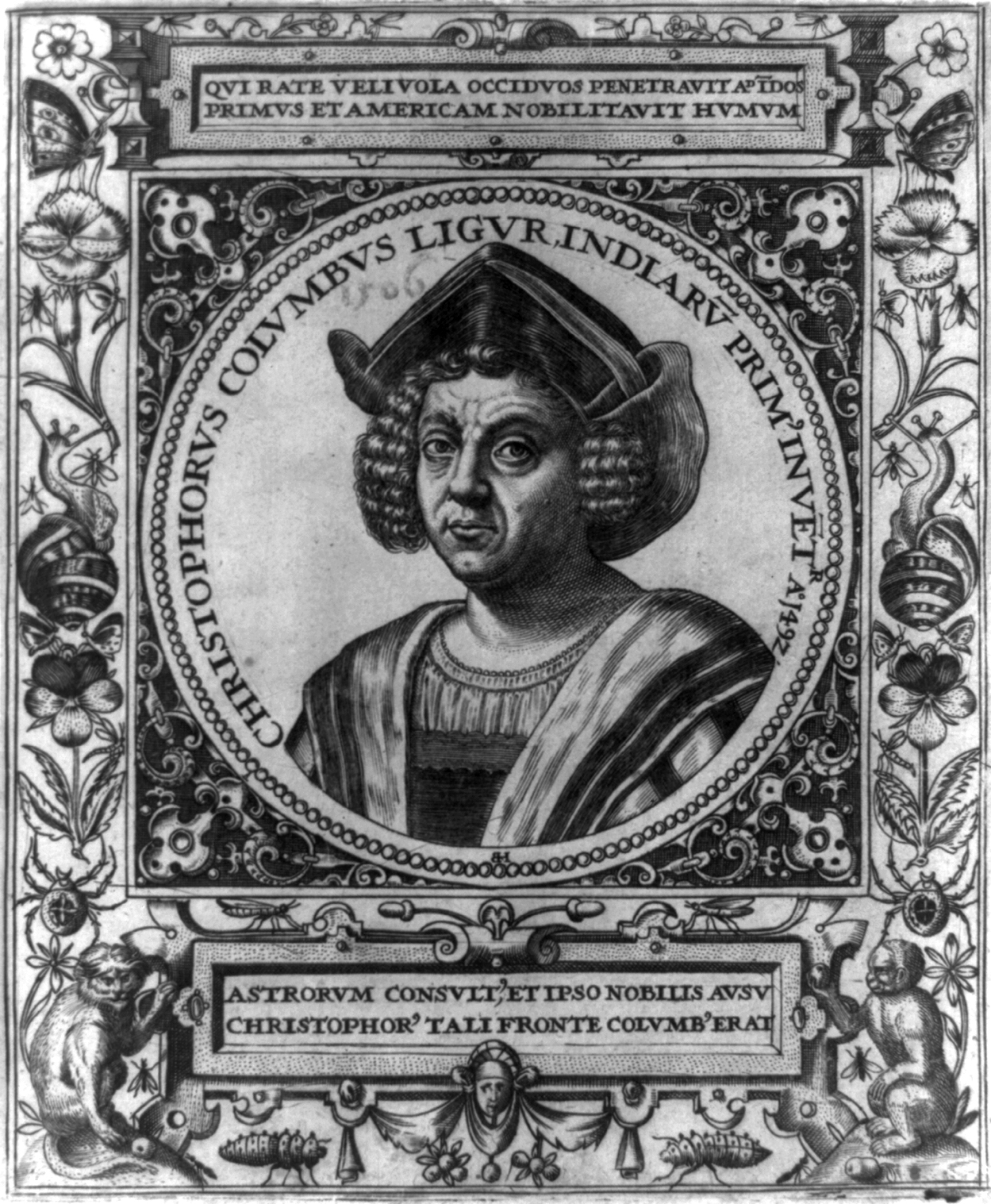
Cristoforo Colombo in una stampa del XVI secolo

Come ha scritto Roberto Sabatino Lopez, gli albori delle marine reali inglese, spagnola e soprattutto francese hanno radici nella scuola ligure, con la chiamata di maestranze dalle Riviere atte a formare maestri d'ascia e arsenali indipendenti. La Liguria si distinse storicamente anche in epoca mercantile e tardo medioevale per i suoi esploratori (tra i più celebri i fratelli Vivaldi, Leon Pancaldo, Lanzerotto Malocello, Antoniotto Usodimare, oltre al più noto Cristoforo Colombo) e ammiragli (in primis Benedetto Zaccaria, poi Ansaldo De Mari, Oberto Doria, Oberto Spinola, sino ad Andrea Doria).
Sulla terraferma Genova e la sua Repubblica prendono gradualmente il controllo della maggior parte della Liguria, da Levante a Ponente e sconfinando anche in quei territori del Basso Piemonte più vicini al capoluogo genovese, e fino alla caduta dell'ultima città rimasta formalmente libera, Savona, che dopo la distruzione della Cittadella e l'insabbiamento del locale porto definitivamente capitolò nel 1528. Con la fine del mondo coloniale concomitante all'avanzata ottomana (caduta di Bisanzio nel 1453 e di Caffa nel 1475), iniziò per la Liguria una nuova era. Il periodo che vide protagonisti le figure di Carlo V e dell'ammiraglio onegliese Andrea Doria - quest'ultimo promotore dell'istituzione di una nuova repubblica (la cosiddetta Quinta repubblica) più indipendente rispetto alle due maggiori potenze europee dominanti (Francia e Spagna) - e che coinvolse il territorio ligure sino agli inizi del XVII secolo fu denominato come El siglo de los Genoveses (il secolo dei Genovesi), caratterizzato dal potere finanziario dei banchieri genovesi e dai prestiti alla Corona di Spagna. A Seicento inoltrato iniziò una nuova e diversa lunga decadenza che si protrarrà per tutto il Settecento, sino al periodo napoleonico e alla rivoluzione industriale, momento della rinascita.
Con l'avvio delle campagne d'Italia napoleoniche di fine XVIII secolo, e il conseguente sconfinamento delle truppe d'oltralpe nelle terre liguri, la Repubblica di Genova cadde dal 1797 all'interno dell'orbita francese con l'istituzione della Repubblica Ligure, fino alla successiva annessione dell'intera regione nel Primo Impero francese (1805). La caduta di Napoleone Bonaparte coincise con la fine dell'indipendenza della regione: dopo l'effimera e breve ricostituzione della repubblica genovese, nel 1814, il Congresso di Vienna decretò, malgrado i disperati tentativi diplomatici del ricostituito Senato genovese di salvare l'indipendenza e malgrado la ferma contrarietà popolare, l'annessione al Regno di Sardegna, da sempre in battaglia con il potere dogale.

Contea di Nizza, parte occidentale della Liguria annessa alla Francia nel 1860

Prima di lasciare Palazzo Ducale, i governanti genovesi emanarono il seguente Proclama:
Ciò che può fare per i diritti e la restaurazione de' suoi popoli un Governo non d'altro fornito che di giustizia e ragione, tutto, e la nostra coscienza lo attesta e le Corti più remote lo sanno, tutto fu tentato da noi senza riserva e senza esitazione. Nulla più dunque ci avanza se non raccomandare alle Autorità Municipali, Amministrative e Giudiziarie l'interino esercizio delle loro funzioni, al successivo Governo la cura delle truppe che avevamo cominciato a formare, e degl'impiegati che han lealmente servito: a tutti i Popoli del Genovesato la tranquillità, della quale non è alcun bene più necessario alle Nazioni.
Riportiamo nel nostro ritiro un dolce sentimento di riconoscenza verso l'Illustre Generale che conobbe i confini della vittoria, e una intatta fiducia nella provvidenza Divina che non abbandonerà mai i Genovesi.
Dal Palazzo del Governo, li 26 dicembre 1814
Firmatari: Gerolamo Serra, Presidente del Governo e i senatori Francesco Antonio Dagnino, Ippolito Durazzo, Carlo Pico, Paolo Girolamo Pallavicini, Agostino Fieschi, Giuseppe Negrotto, Giovanni Quartara, Domenico Demarini, Luca Solari, Andrea Deferrari, Agostino Pareto, Grimaldo Oldoini.»
Con il regno sardo la Liguria fu inquadrata amministrativamente sotto la VII Divisione di Genova comprendente le province di Genova, Albenga, Bobbio, Chiavari, di Levante, di Novi e di Savona. Fondamentali e decisive alla causa di unificazione d'Italia furono in epoca risorgimentale diverse personalità genovesi e liguri: tra i più celebri Giuseppe Garibaldi, Giuseppe Mazzini e Goffredo Mameli. L'annessione della regione ligure al Regno d'Italia portò a un nuovo inquadramento amministrativo del suo territorio; alle storiche province di Genova e di Porto Maurizio (quest'ultima assumerà, nel 1923, l'attuale denominazione "di Imperia" dopo la creazione dell'omonimo capoluogo imperiese) seguì l'istituzione della Provincia della Spezia (1923) nella zona più levantina della regione e nel corso del 1927 dell'ente provinciale savonese.

### Simboli
(Descrizione araldica dello stemma)
(Descrizione araldica del gonfalone)

Lo stemma è stato deliberato con la legge regionale n. 3 del 15 gennaio 1985. 

### Gemellaggio
La regione è gemellata dal 7 maggio 2002 con la prefettura giapponese di Aomori.

## Politica

### Suddivisione amministrativa
Dal 1º gennaio 1948, ex art. 131 della Costituzione, la Liguria è una regione ad autonomia ordinaria della Repubblica Italiana, ma solo con la legge n. 281 del 1970 furono attuate le sue funzioni.
Il territorio comprende 234 comuni, suddivisi nei seguenti quattro enti di area vasta (di cui tre province e una città metropolitana):
| Stemma | Provincia                     | Carta | Comuni | Abitanti (30/11/2023) | Superficie (km²) |
| ------ | ----------------------------- | ----- | ------ | --------------------- | ---------------- |
|        | Città metropolitana di Genova |       | 67     | 815 346               | 1 833,79         |
|        | Provincia di Imperia          |       | 66     | 208 639               | 1 154,78         |
|        | Provincia di Savona           |       | 69     | 267 273               | 1 546,29         |
|        | Provincia della Spezia        |       | 32     | 214 916               | 881,35           |
|        | Liguria                       |       | 234    | 1 506 174             | 5 416,21         |

A partire dal 1º gennaio 2015 - ottemperando quanto previsto dalla legge del 7 aprile 2014, n. 56 recante "Disposizioni sulle città metropolitane, sulle province, sulle unioni e fusioni di comuni" - la Provincia di Genova ha cessato di esistere in favore dell'istituzione della Città metropolitana di Genova che raggruppa i comuni della precedente istituzione provinciale.

### Presidenti della Regione
Le elezioni regionali del 31 maggio 2015 hanno proclamato all'elezione di Giovanni Toti (Forza Italia) quale Presidente della Regione. Toti, in lizza contro il giornalista Ferruccio Sansa, è stato confermato presidente anche nelle regionali del settembre 2020 fino alle sue dimissioni il 26 luglio 2024

### Onorificenze
In Liguria molte sono le istituzioni insignite di alte onorificenze, soprattutto in virtù dei sacrifici della popolazione locale durante la seconda guerra mondiale e durante il periodo della Resistenza antifascista (Città decorate al valor militare per la guerra di liberazione).
Le principali onorificenze sono state assegnate in epoca repubblicana alle seguenti istituzioni: Provincia di Genova, Provincia di Imperia, Provincia della Spezia, Provincia di Savona, Comune di Albenga, Comune di Calice al Cornoviglio, Comune di Genova, Comune di Lavagna, Comune della Spezia, Comune di Recco, Comune di Ronco Scrivia, Comune di Savona, Comune di Testico, Comune di Zignago, Comune di Zoagli.

La Regione Liguria è insignita di:

## Società

### Evoluzione demografica

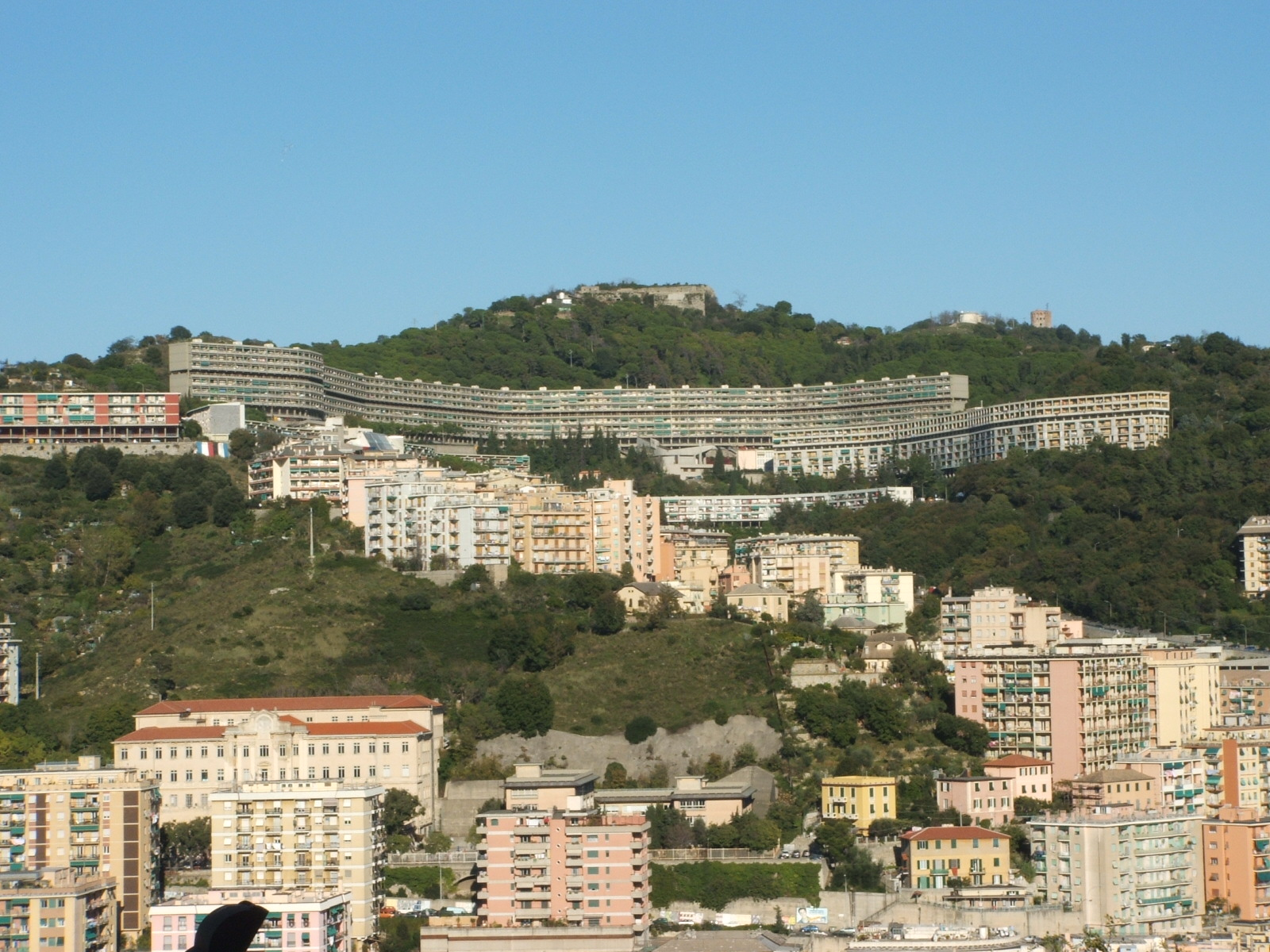
Vista del Biscione, quartiere di Genova, uno dei simboli dell'espansione edilizia cittadina

La popolazione ligure è concentrata principalmente nei medi e grandi centri costieri, distribuiti su entrambe le riviere.
Una buona parte della popolazione, però, vive in medi e piccoli comuni dell'entroterra. Questa regione si caratterizza per la presenza di rilievi e l'assenza di vaste vallate che favoriscano l'insediamento. I centri si arroccano su colline e montagne e mediamente hanno poche centinaia di abitanti. Densità maggiori si hanno invece nell'alta valle Scrivia e nella val Bormida (in quest'ultima si trova Cairo Montenotte, il centro più popolato dell'interno). Per quanto riguarda i servizi, i comuni di queste regioni fanno riferimento ai grandi centri costieri, ma talvolta anche alle città piemontesi.
Da diversi anni la Liguria ha il primato nazionale dell'indice di invecchiamento. I decessi superano nettamente le nascite, causando gravi conseguenze sul piano sociale. Il flusso migratorio degli ultimi decenni (comunque più limitato rispetto alle altre regioni del nord) è riuscito a compensare solo in parte questa situazione.
Nel 2019 i nati sono stati 8 747 (5,7‰), i morti 21 354 (14,0‰), con un incremento naturale di −12 607 unità rispetto all'anno precedente (-8,3‰). Alla fine dello stesso anno si contavano 139 509 stranieri (9,1%).
| Genova    | 5,8‰ (4 781) | 14,2‰ (11 739) | -8,4‰ (−6 958) |
| Imperia   | 5,8‰ (1 207) | 13,6‰ (2 860)  | -7,9‰ (−1 653) |
| La Spezia | 6,1‰ (1 336) | 13,4‰ (2 926)  | -7,3‰ (−1 590) |
| Savona    | 5,2‰ (1 423) | 14,0‰ (3 829)  | -8,8‰ (−2 406) |

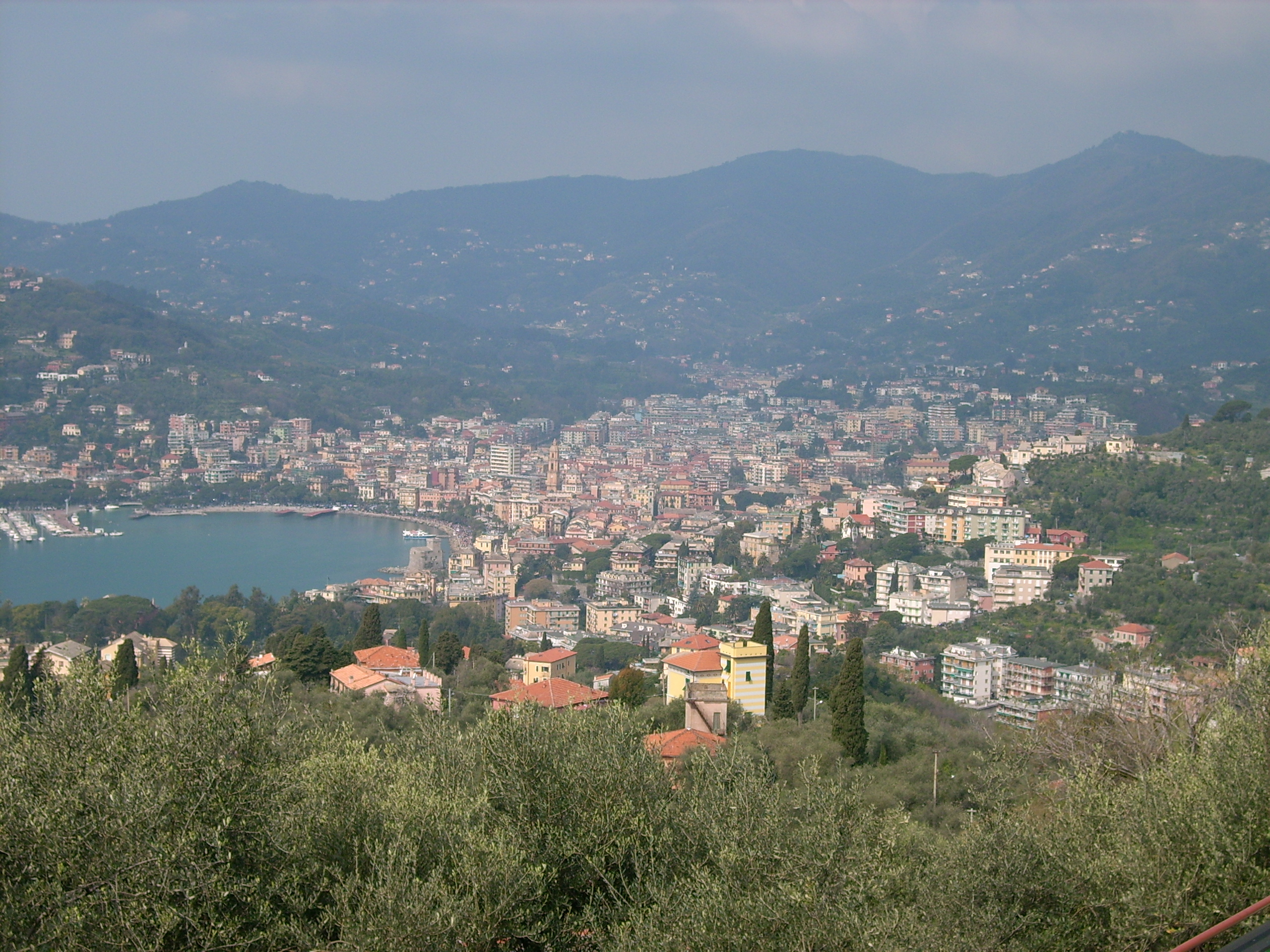
Rapallo

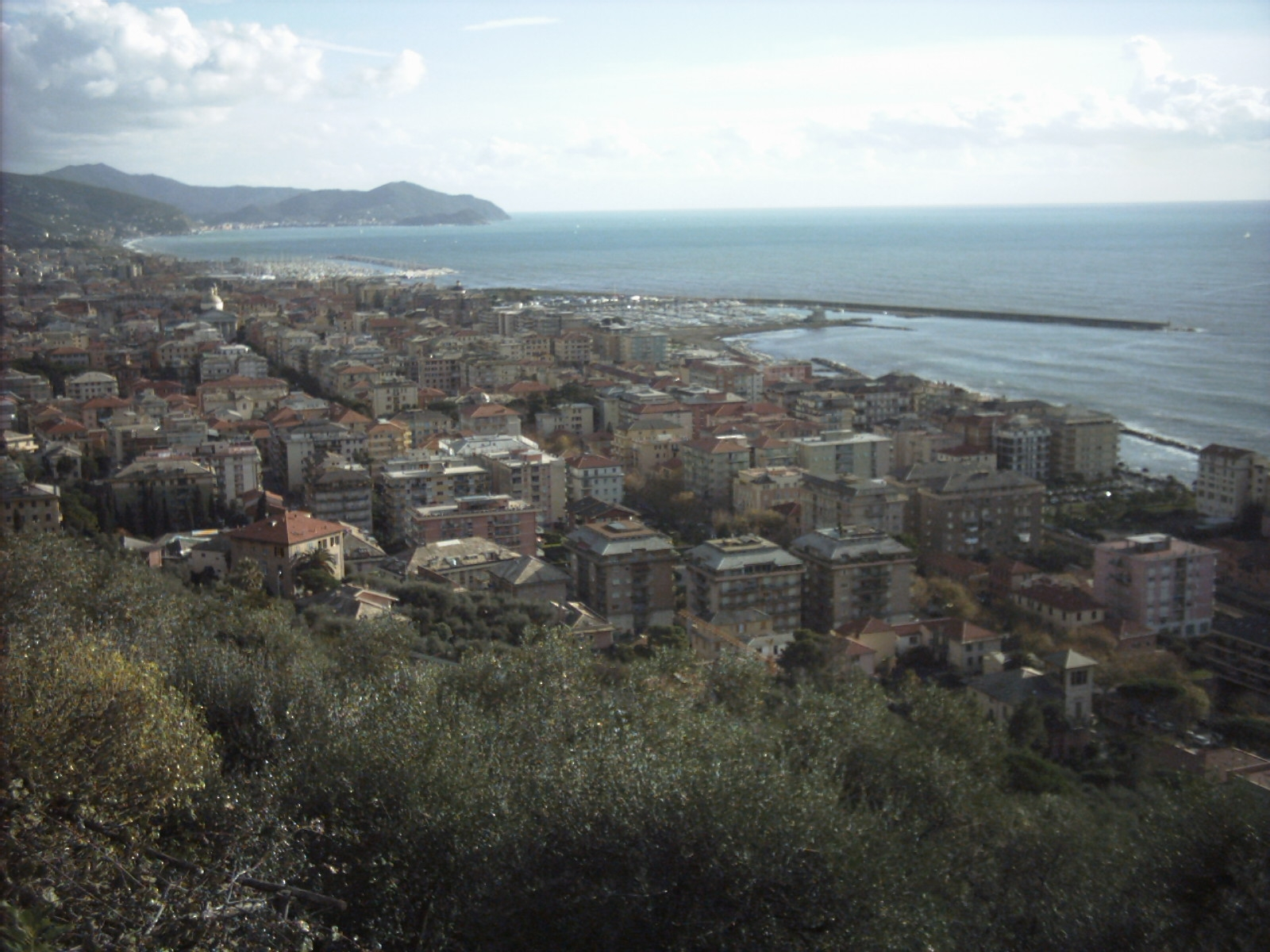
Chiavari

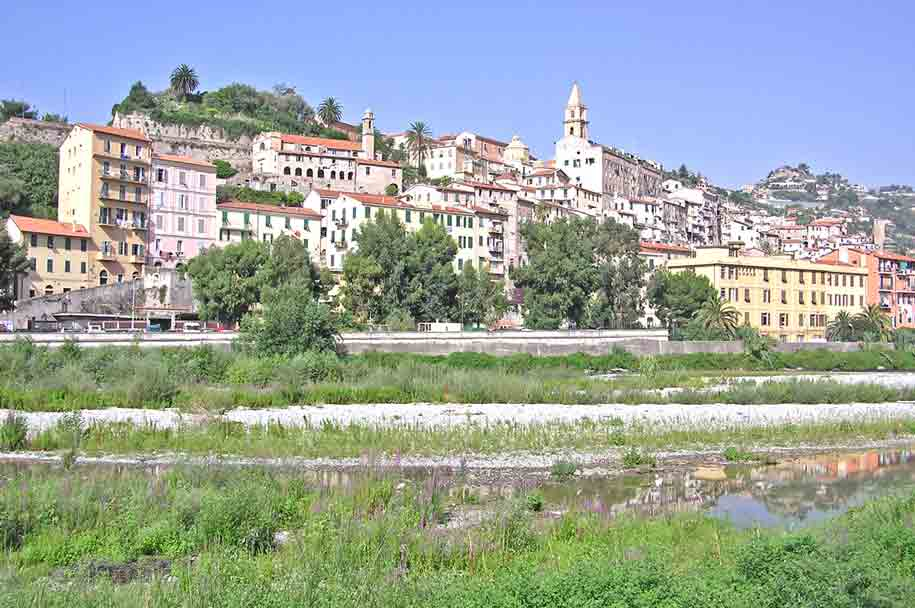
Ventimiglia

La Liguria in passato fu una regione depressa dal punto di vista economico e nel XIX e nel XX secolo migliaia di persone si spostarono verso le Americhe dove ancora si trovano consistenti comunità liguri (in Cile e Argentina soprattutto). Probabilmente il fenomeno fu favorito dalla presenza del porto di Genova, punto d'imbarco per gli emigranti del Nord Italia.
Con il boom del secondo dopoguerra (Genova è divenuta uno dei vertici del triangolo industriale) la situaizione si è invertita e la regione è divenuta terra di immigrazione, prima dall'Italia meridionale, oggi dall'estero. Ne è conseguita un'impennata dello sviluppo edilizio, con gravi deturpazioni dell'ambiente e il paesaggio. La città che forse meglio rappresenta questo grave problema è Rapallo, nel Tigullio, dove la grande espansione edilizia ha stravolto molte zone periferiche della cittadina, non prevedendo, tra l'altro, i problemi legati al traffico. Il caso porterà i media a coniare il verbo rapallizzare, ossia costruire in modo anomalo e senza controllo. Anche la stessa Genova fu coinvolta nel fenomeno negli anni sessanta e settanta. Alcuni studiosi hanno affermato che il diminuire della popolazione può essere addirittura vantaggioso per risolvere la forte pressione antropica sul territorio.
Se in passato la tendenza era quella di abbandonare il piccolo comune natio per recarsi, sempre per il problema lavorativo, a un centro maggiore come i comuni costieri, oggi si sta verificando l'effetto contrario, cosa per altro tipica delle grandi aree metropolitane di tutto il mondo occidentale. Sono sempre più le famiglie che lasciano le grandi città, talvolta congestionate per l'intensa urbanizzazione, per trasferirsi nei comuni del circondario.

### Aree urbane con più di20 000abitanti
Nella regione esistono vari comprensori geografici che suddividono l'intero territorio.
Diversi tra questi hanno al loro interno, o si identificano con, una principale area urbanizzata.
Tranne la Val di Magra, la Val di Vara, la Val Bormida, le altre dodici aree si trovano tutte lungo la costa e coprono quasi tutto il litorale ligure, da ovest a est. Secondo le pubblicazioni ufficiali di Cityrailways che diffonde i dati relativi all'ultimo aggiornamento di Urbanismi, Cluster urbani e aree metropolitane – volume primo, Italia, sulla distribuzione urbana della popolazione in Italia, l'urbanizzazione incontrollata ha contribuito a far parlare dell'Area metropolitana della Liguria centrale, che ha come perno l'agglomerato urbano di Genova e comprende gran parte della provincia di Savona, la porzione orientale della Provincia della Spezia e, in una visione ancor più allargata verso un unico grande territorio con forti integrazioni logistiche-produttive, anche quella parte del Basso Piemonte che un tempo costituiva l'Oltregiogo della Repubblica di Genova, per una popolazione complessiva che conta 1 510 781 abitanti in una superficie di 4 164,60 km².
| N° | Area Urbana                         | Stemma | Città            | Provincia                     | Popolazione comunale Ultimi rilevamenti Istat | Popolazione area urbana | Caselli autostradali |
| -- | ----------------------------------- | ------ | ---------------- | ----------------------------- | --------------------------------------------- | ----------------------- | --- |
| 1  | Agglomerato urbano di Genova        |        | Genova           | Città metropolitana di Genova | 595 025                                       | 800 709                 | Arenzano GE A10-A26 Masone GE Prà GE Pegli GE Aeroporto GE Ovest Sopraelevata GE A10-A7 GE Bolzaneto Busalla Ronco Scrivia Isola del Cantone GE A7-A12 GE A10-12 GE Est Pedemontana GE Nervi ReccoRapalloChiavari LavagnaSestri Levante |
| 2  | Golfo dei Poeti e Riviera spezzina  |        | La Spezia        | Provincia della Spezia        | 92 474                                        | 136 000                 | La Spezia A12-A15 Lraccordo de La Spezia-Uscita Lerici-Porto raccordo de La Spezia-Uscita La Spezia Centro |
| 3  | Agglomerato urbano di Savona        |        | Savona           | Provincia di Savona           | 60 595                                        | 116 960                 | Savona Raccordo di Savona Savona A10-A6 Albisola Celle Ligure Varazze |
| 4  | Sanremo-Argentina                   |        | Sanremo          | Provincia di Imperia          | 55 331                                        | 85 177                  | Sanremo Variante Taggia-Sanremo Aurelia Bis Taggia Circonvallazione Argentina |
| 5  | Val di Magra                        |        | Sarzana          | Provincia della Spezia        | 21 759                                        | 77 771                  | Sarzana Tangenziale Di La Spezia-Uscita Vezzano Ligure |
| 6  | Imperia-Golfodianese                |        | Imperia          | Provincia di Imperia          | 42 597                                        | 68 121                  | Imperia Ovest Imperia Est San Bartolomeo al Mare |
| 7  | Ingauno                             |        | Albenga          | Provincia di Savona           | 23 568                                        | 63 080                  | Andora Albenga-Aeroporto- Variante Alassio-Aeroporto-Albenga Aurelia Bis |
| 8  | Conurbazione di Ventimiglia         |        | Ventimiglia      | Provincia di Imperia          | 24 729                                        | 53 549                  | Confine di Stato Ventimiglia Ventimiglia Bretella SS. 20 Col di Tenda Ventimiglia SS. 20 Centro Città Bordighera |
| 9  | Tigullio centrale                   |        | Chiavari         | Città metropolitana di Genova | 27 295                                        | 52 501                  | Chiavari Lavagna |
| 10 | Tigullio occidentale                |        | Rapallo          | Città metropolitana di Genova | 30 493                                        | 43 771                  | Rapallo |
| 11 | Val Bormida                         |        | Cairo Montenotte | Provincia di Savona           | 13 209                                        | 40 412                  | Altare-Carcare-Cairo M. Millesimo |
| 12 | Conurbazione di Loano               |        | Loano            | Provincia di Savona           | 11 521                                        | 39 166                  | Borghetto Santo Spirito Loano Pietra Ligure |
| 13 | Tigullio orientale                  |        | Sestri Levante   | Città metropolitana di Genova | 18 177                                        | 32 520                  | Sestri Levante |
| 14 | Val di Vara                         |        | Varese Ligure    | Provincia della Spezia        | 2 092                                         | 30 275                  | Carrodano Brugnato |
| 15 | Agglomerato Urbano di Finale Ligure |        | Finale Ligure    | Provincia di Savona           | 11 706                                        | 21 937                  | Finale Ligure Orco Feglino |

1. 1 2 3  Il comprensorio geografico del “Tigullio” si divide urbanisticamente in tre territori facenti capo a Rapallo, Chiavari e Sestri Levante
2. 1 2  Area urbana compresa nello stesso comprensorio geografico del “Finalese”

### Comuni più popolosi
Al 28-2-2024, I comuni più popolosi della Regione sono i seguenti:
Genova 562 171
La Spezia 92 661
Savona 58 644
Sanremo 53 009
Imperia 42 416
Rapallo 29 422
Chiavari 27 483
Albenga 23 553
Ventimiglia 22 922
Sarzana 21 750

### Etnie e minoranze straniere
Secondo i dati Istat al 1º gennaio 2023 i cittadini stranieri residenti in Liguria sono 150 541, pari all' 9,98% della popolazione regionale.
Le etnie più rappresentate sul totale della popolazione residente erano:
 Albania 21 036 1,39%-
 Romania 20 928 1,38%-
 Marocco 15 024 0,99%.
I numeri più alti di stranieri residenti si sono registrati nei quattro capoluoghi provinciali e nei comuni di Sanremo (7 110) e Rapallo (3 517), rispettivamente la quarta e la sesta città della Liguria per numero di abitanti.
Il comune di Airole si conferma l'ente comunale dove la percentuale di residenti stranieri, rispetto alla popolazione italiana, è più alta in tutta la regione con il dato del 31,42%.

### Religione
Secondo il recente studio (2016) del gruppo di ricerca americano Joshua Project, tra la popolazione ligure, l‘affiliazione religiosa è la seguente:
80,75% Cattolici
4,25% Altri cristiani
15,00% Senza affiliazione religiosa
Fonte: https://joshuaproject.net/people_groups/13057/IT
Secondo le elaborazioni ISMU su dati ISTAT e ORIM del 1º gennaio 2016, la affiliazione religiosa degli stranieri residenti in Liguria è la seguente:
32,72% Cattolici
32,50% Altre religioni non cristiane
29,12% Altri cristiani
5,66% Senza affiliazione religiosa
Considerando che gli stranieri residenti in Liguria corrispondono all‘8,8% della popolazione, si può affermare che l‘affiliazione religiosa in Liguria, sul totale della popolazione residente nel 2016 sia la seguente:
76,52% Cattolici
6,44% Altri cristiani
2,86% Altre religioni
14,18% Senza affiliazione religiosa
Per quanto riguarda la pratica religiosa, nel 2015, il 18,6% dei liguri frequentava il proprio luogo di culto almeno una volta a settimana.
Divisione per Provincia (2016):
Imperia
90% Cristiani (87% Cattolici, 3% Altri cristiani)
2% Altre religioni
8% Senza affiliazione religiosa (6% Senza denominazione/agnostici/indifferenti, 2% atei)
Savona
86% Cristiani (81% Cattolici, 5% Altri cristiani)
3% Altre religioni
11% Senza affiliazione religiosa (7% Senza denominazione/agnostici,/indifferenti, 4% atei)
Genova
80% Cristiani (73% Cattolici, 7% Altri cristiani)
4% Altre religioni
16% Senza affiliazione religiosa (9% Senza denominazione/agnostici/indifferenti, 7% atei)
La Spezia
79% Cristiani (74% Cattolici, 5% Altri cristiani)
2% Altre religioni
19% Senza affiliazione religiosa (10% Senza denominazione/agnostici/indifferenti, 9% atei)
Totale Liguria
83% Cristiani (77% Cattolici, 6% Altri cristiani)
3% Altre religioni
14% Senza affiliazione religiosa (8% Senza denominazione/agnostici/indifferenti, 6% atei)

## Economia
L'economia della Liguria è basata su aspetti particolari dei tre settori produttivi, generalmente correlati tra loro.
Il settore primario si basa sostanzialmente su un'agricoltura di qualità, con produzioni specifiche e con garanzie di controllo particolari, ma anche su attività di allevamento (nell'entroterra) e di pesca lungo le coste.
L'industria ligure è generalmente associata ai grandi poli produttivi che sorgono nelle periferie dei maggiori centri urbani come i capoluoghi di provincia. Questo aspetto ha senz'altro contribuito allo sviluppo dall'attività degli importanti porti di Genova, La Spezia e Savona, che hanno dato impulso al commercio marittimo, all'attività cantieristica navale e anche al turismo.
L'importazione di materie prime attraverso i porti ha sviluppato quindi l'industria siderurgica, petrolchimica, chimica e metalmeccanica.
Di seguito la tabella che riporta il PIL ed il PIL procapite, prodotto nella Liguria dal 2000 al 2006:
|                                              | 2000     | 2001     | 2002     | 2003     | 2004     | 2005     | 2006     |
| -------------------------------------------- | -------- | -------- | -------- | -------- | -------- | -------- | -------- |
| Prodotto Interno Lordo (milioni di euro)     | 33 669,8 | 35 534,7 | 36 053,6 | 37 218,6 | 38 644,1 | 39 913,5 | 41 004,5 |
| PIL ai prezzi di mercato per abitante (euro) | 21 264,2 | 22 568,9 | 22 948,0 | 23 633,8 | 24 382,7 | 24 927,3 | 25 484,5 |

Di seguito la tabella che riporta il PIL, prodotto in Liguria ai prezzi correnti di mercato nel 2006, espresso in milioni di euro, suddiviso tra le principali macro-attività economiche:
| Macro-attività economica                                                         | PIL prodotto | % settore su PIL regionale | % settore su PIL italiano |
| Agricoltura, silvicoltura, pesca                                                 | € 611,9      | 1,49%                      | 1,84%                     |
| Industria in senso stretto                                                       | € 4.030,7    | 9,83%                      | 18,30%                    |
| Costruzioni                                                                      | € 2.261,8    | 5,52%                      | 5,41%                     |
| Commercio, riparazioni, alberghi e ristoranti, trasporti e comunicazioni         | € 10.285,0   | 25,08%                     | 20,54%                    |
| Intermediazione monetaria e finanziaria; attività immobiliari ed imprenditoriali | € 10.898,9   | 26,58%                     | 24,17%                    |
| Altre attività di servizi                                                        | € 8.512,1    | 20,76%                     | 18,97%                    |
| Iva, imposte indirette nette sui prodotti e imposte sulle importazioni           | € 4.404,2    | 10,74%                     | 10,76%                    |
| PIL Liguria ai prezzi di mercato                                                 | € 41.004,5   |                            |                           |

### Dati sul lavoro
Il tasso di disoccupazione tra persone dai 15 ai 64 anni risulta al 6,3% nel 2023, ed è più basso di quello nazionale corrispondente al 7,8%.
Di seguito il dato sul tasso di disoccupazione diviso per province della Liguria:
| Anno      | 2019  | 2020  | 2021  | 2022 | 2023 |
| --------- | ----- | ----- | ----- | ---- | ---- |
| Liguria   | 9,8%  | 8,6%  | 8,5%  | 7,1% | 6,3% |
| Imperia   | 13,9% | 10,2% | 11,2% | 9,5% | 8,7% |
| Savona    | 5,8%  | 6,5%  | 7,7%  | 5,1% | 6,3% |
| Genova    | 10,2% | 8,4%  | 7,7%  | 6,9% | 6%   |
| La Spezia | 9%    | 10,2% | 10,1% | 8,2% | 5,1% |

Per quanto riguarda il tasso di occupazione, questo si aggira a livello regionale attorno al 67,4% ed è più alto del corrispondente dato nazionale (61,5%). Di seguito il dato sul tasso di occupazione diviso per province:
| Anno      | 2019  | 2020  | 2021  | 2022  | 2023  |
| --------- | ----- | ----- | ----- | ----- | ----- |
| Liguria   | 63,2% | 61,5% | 63,5% | 66%   | 67,4% |
| Imperia   | 59,5% | 58%   | 59,9% | 62,1% | 62,6% |
| Savona    | 64,1% | 61,2% | 62,5% | 66,1% | 64,2% |
| Genova    | 63,6% | 62,3% | 64,7% | 67,4% | 69,6% |
| La Spezia | 64,1% | 61,8% | 63,7% | 64,2% | 67,8% |

### Agricoltura

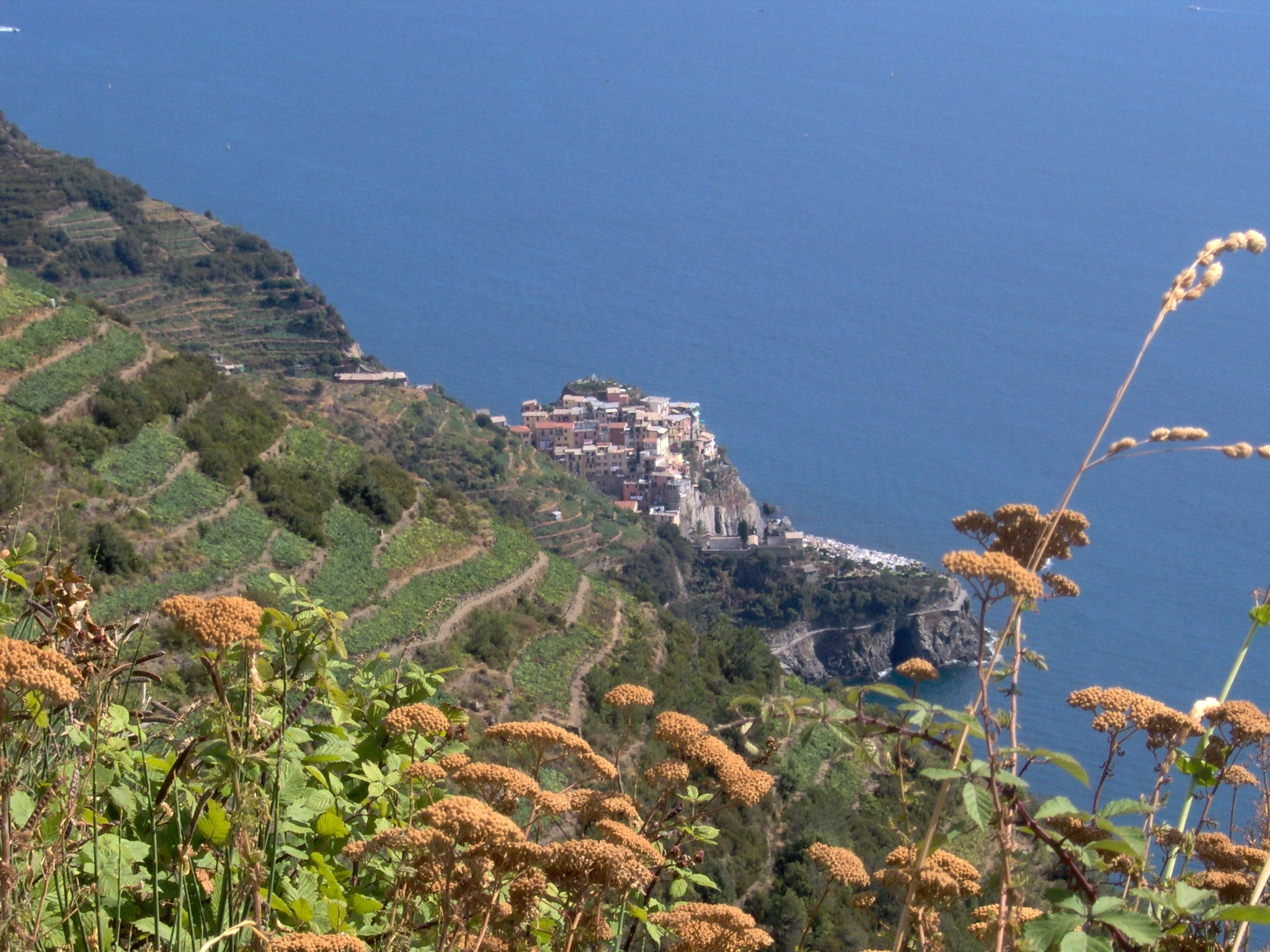
Viticoltura sui terrazzamenti delle Cinque Terre

La morfologia territoriale ligure condiziona pesantemente la natura delle produzioni agricole e quindi l'utilizzo stesso della terra, limitato alla costa e poche regioni dell'entroterra.
Un caso tipico è quello delle Cinque Terre, dove si è sviluppata l'arte di costruzione dei muri a secco, grazie ai quali si è costituito il tipico terrazzamento ligure, base delle coltivazioni rivierasche.
Si producono frutta, olive, e soprattutto fiori. La coltivazione floreale (più sviluppata nella Riviera di Ponente) corrisponde a circa metà dell'intera produzione nazionale; a questo si deve il fatto che l'A10 sia stata battezzata "Autostrada dei fiori".
L'agricoltura prevede per la maggior parte una produzione ortofrutticola (tradizionale), olivicoltura (specie nelle zone di Leivi, Lavagna, Sestri Levante, imperiese e savonese) e alberi da frutta (limoni, pesche, albicocche) e viticoltura (Moscato bianco, il Ciliegiolo, la Bianchetta Genovese, il Vermentino, l'ormeasco di Pornassio, il Pigato). La maggior parte di produzione vinicola si concentra nella provincia spezzina dove i principali vitigni sono sangiovese, ciliegiolo e canaiolo per le uve nere, bosco, albarola, trebbiano e vermentino per le uve bianche.
Significativo è l'esempio che fornisce il distretto della Val di Vara, in cui si è potenziata la pratica di agricoltura biologica, fino a divenire la quasi totalità della produzione locale, tanto da conferire l'appellativo di "Valle del Biologico". Qui è molto fiorente la zootecnia, allevamento bovino al pascolo sia da carne che da latte.
La piana di Albenga, seconda per estensione solo a quella di Sarzana, è diventata il punto di maggiore produzione agricola. Famosa nei secoli passati per la produzione della canapa, risulta assai coltivata con tipiche produzioni come il basilico, il cuor di bue, l'asparago violetto, il carciofo e la zucca trombetta. Oltre a questi la piana di Albenga produce molte aromatiche in vaso, insieme a coltivazioni floreali quali ciclamini, stella di Natale e Margherita.

### Industria ed energia

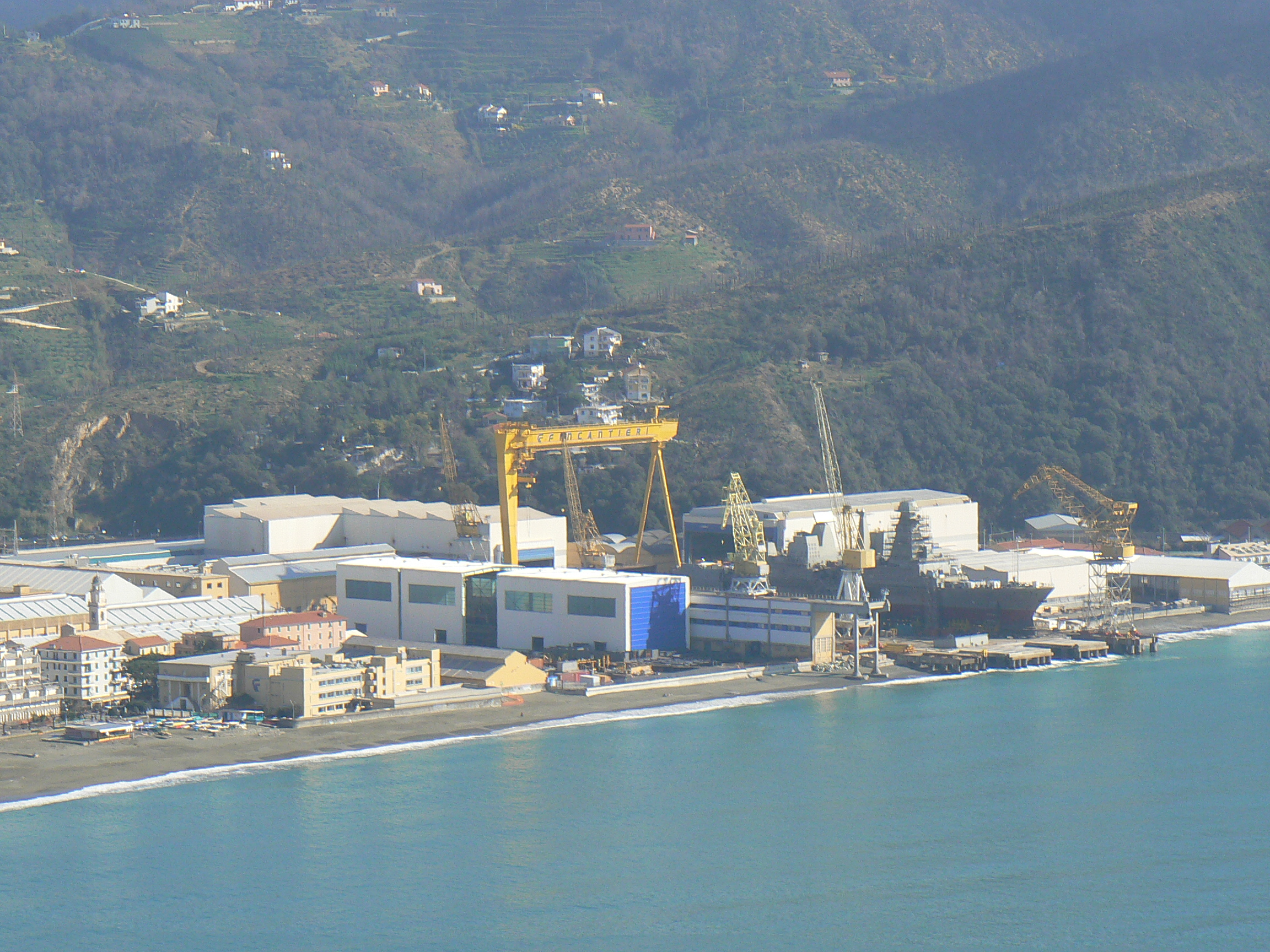
I cantieri navali Fincantieri di Riva Trigoso

In Liguria hanno sede alcuni tra i più importanti centri produttivi industriali nazionali soprattutto nel settore della meccanica e della cantieristica. Tra i principali vi sono:
- Leonardo-Finmeccanica: Ansaldo a Genova e Oto Melara (dal 2016 Divisione Sistemi di Difesa Leonardo-Finmeccanica) a La Spezia
- Fincantieri: Cantiere navale del Muggiano (SP), Cantiere navale di Riva Trigoso e Cantiere navale di Genova Sestri Ponente (GE)
- Termomeccanica a La Spezia.

Naturalmente alla presenza di tali centri produttivi consegue una miriade di attività imprenditoriali ed artigianali dell'indotto cantieristico e meccanico.
Tuttavia le criticità economiche liguri sono da addebitarsi principalmente al fatto che il comparto industriale, tradizionalmente a partecipazione pubblica, che aveva dominato l'economia ligure fino agli anni settanta, è entrato in crisi, lasciando al contempo una significativa eredità negativa in termini di impatto ambientale.
Gli spazi ristretti rendono inoltre difficile l'espansione dei porti. La scarsità numerica della popolazione contribuisce alle difficoltà legate alla ripresa.
I settori industriali ad alta tecnologia sono una delle poche realtà emergenti dell'economia della regione. In tal senso è stato costituito alla Spezia il distretto nautico, una realtà settoriale in espansione, che ha visto la necessità di aggregare in un unico distretto le realtà produttive in materia di nautica da diporto. Un altro esempio di High tech in regione è costituito dall'Istituto Italiano di Tecnologia di Genova Bolzaneto.
Nei comuni montani, maggiormente in Val Fontanabuona, è molto fiorente e redditizia l'estrazione e la lavorazione dell'ardesia, chiamata la pietra nera, esportando prodotti (tra i più richiesti i biliardi) in tutta Italia ed in Europa conquistando quasi interamente il settore ardesiaco. Altre attività presenti nelle vallate genovesi sono dedite alle lavorazioni della plastica, del legno e della carta. Ad Albissola Marina e Albisola Superiore, caratteristica e tipica è la lavorazione della ceramica, dove piccole e medie attività locali adempiono alla produzione e alla vendita diretta di tali oggetti della pregiata e antica materia.
Tra le regioni la Liguria è al 19º posto in Italia per produzione lorda di energia idroelettrica (187,2 GWh), all'11º posto per la produzione di energia termoelettrica (11.227,5 GWh), al 9º per l'energia eolica (8,4 GWh) ed al 17º posto da biomasse (45,4 GWh).
Le centrali termoelettriche del territorio sono:
- A Genova sorge un impianto di produzione termoelettrica[64], situato all'interno del porto della città, tra il molo San Giorgio ed il molo ex Idroscalo, in concessione all'Enel, capace di produrre circa 300 MegaWatt di potenza con combustione ad olio/carbone[65].
- Alla Spezia si trova la centrale termoelettrica ENEL "Eugenio Montale"[66], un impianto con in esercizio un solo gruppo termoelettrico tradizionale policombustibile, per una potenza complessiva di circa 1300 MegaWatt.
- A Vado Ligure c'è una centrale termoelettrica Tirreno Power S.p.a. in cui sono operative due unità con combustione ad olio/carbone per una produzione di circa 660 MegaWatt.[67]

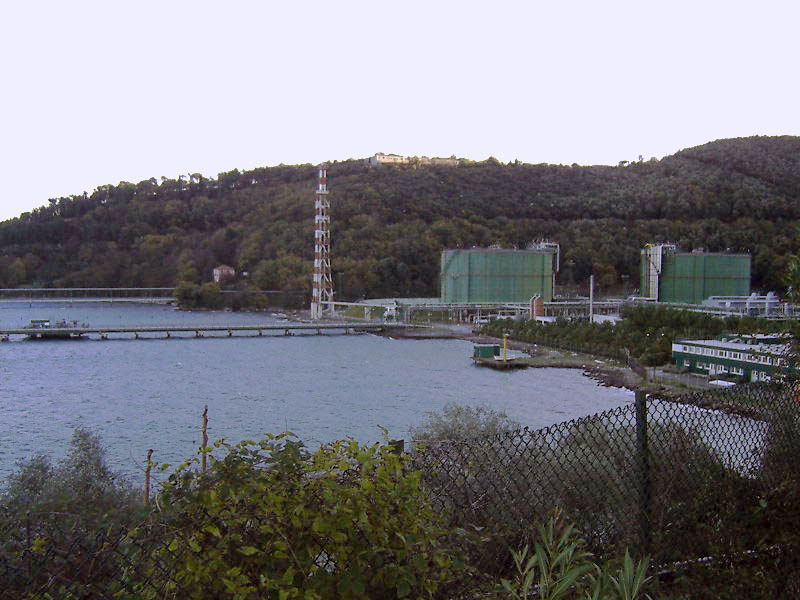
Il rigassificatore di Panigaglia

In Liguria c'è una continua ricerca di produzione di energia attraverso fonti rinnovabili:
- A Varese Ligure (SP) è attiva la più potente centrale elettrica eolica in Italia, un impianto che genera una potenza di circa 6,5 GigaWatt l'anno.[69]
- A Bergeggi (SV) sono state realizzate alcune centrali fotovoltaiche connesse con un parco mezzi (auto, moto, pulmini e biciclette) a propulsione elettrica;
- A Mendatica (IM) c'è una centrale idroelettrica comunale;
- A Sesta Godano (SP) è attiva la centrale idroelettrica in località Ponte Margherita;
- Ad Armo (Im) ci sono alcune pale eoliche in località San Bernardo;
- A Ventimiglia, in frazione Varase, si trova una centrale idroelettrica;[70]
- A Ventimiglia, in frazione Bevera, è attiva una centrale a biomasse.

Sul golfo della Spezia si affaccia il primo impianto di rigassificazione del gas naturale liquefatto (GNL) realizzato in Italia, il rigassificatore di Panigaglia.
L'impianto spezzino, di proprietà di GNL Italia del gruppo Snam, ha capacità di 2 Gm³/anno ed è situato in una baia sulla costa ponentina del golfo, nel territorio comunale di Portovenere.
La proprietà, nel giugno 2007, ha presentato un progetto di rammodernamento dell'impianto che prevede, tra l'altro, di aumentare la capacità produttiva dell'impianto stesso più del doppio della capacità attuale, sollevando enormi polemiche sul territorio e manifestazioni degli abitanti. Al settembre 2007, tutti i comuni del golfo spezzino (Lerici, La Spezia e Portovenere) si sono dichiarati contrari a qualsiasi ipotesi di ampliamento dell'impianto.

### Principali aziende e attività economiche in regione
|                                                                                            | Città Metropolitana di Genova | Provincia della Spezia                                                             | Provincia di Savona | Provincia di Imperia                                                                                         |
| ------------------------------------------------------------------------------------------ | --- | ---------------------------------------------------------------------------------- | --- | --- |
| Alimentare                                                                                 | Appetais Italia, Cellini Caffè, Generale Conserve, Grondona, Icat Food, Igino Mazzola, Latte Tigullio, Lavagetti, Madi Ventura, Panarello, Proforec, Riunione, Santagata, Tonitto 1939, Vandermorteele Italia | G.F.E., Italcaffè, Italpesto, Sapori d'Italia, Zanini Alimentare                   | Acque (Calizzano, Vallechiara), Aziende dolciarie (Besio, Giacobbe, Isaia, La Sassellese, Virginia), Conad Nord Ovest, Frascheri, Minuto Caffè, Noberasco, Orsero, Salumificio Chiesa, Sommariva | Acqua Santa Vittoria, Aziende olearie (Carli, Isnardi, Piccardo & Savorè, Sasso), CLAS, Fassi, Latte Alberti |
| Alta tecnologia                                                                            | Alenia Marconi Systems, Esaote, Istituto Italiano Tecnologie, Selex Communications, Siemens | ENEA, Distretto delle Tecnologie Marine                                            | Demont | - |
| Editoria                                                                                   | De Ferrari Editori, Erga Editoria, Fratelli Frilli Editori, Il Secolo XIX, Primocanale, Radio Babboleo, Sagep, Telenord                                                                                       | Tele Liguria Sud                                                                   | Radio 104, Radio Onda Ligure 101, Sabatelli Editore | Imperia TV, Petrilli International Print                                                                     |
| Manifatturiera e tessile                                                                   | Cressi Sub, Mares, Lavorazione ardesia Valfontanabuona, Technosub, Zena Abbigliamento | Lavorazione marmi di Levanto                                                       | Ceramiche di Albissola | Mercato dei Fiori di Bussana, Saponificio Risso                                                              |
| Metalmeccanica, metallurgica, siderurgia, petrolchimica, energetica, chimica, farmaceutica | Ansaldo Energia, Erg, Fincantieri, Fisia, Iplom, Iren, Orizzonte Sistemi Navali, Piaggio Aero Industries, SO.GE.PA, Techint, Whitehead Alenia Sistemi Subacquei                                               | Cantieri Navali Baglietto, ENEL, Fincantieri, Intermarine, OTO Melara, San Giorgio | Azimut Yachts, Bitron, Alstom, Depositi Costieri Savona, Erg Petroli, Esso Italiana, Infineum Italia, PetroLig, Piaggio Aero Industries, Sarpom, Tirreno Power                                   | Fratelli Marchisio, Metallurgica ValRoya, Munters Italy                                                      |
| Porti industriali                                                                          | Porti di Genova | Porto della Spezia                                                                 | Porti di Savona-Vado | - |
| Porti turistici                                                                            | Marina di Genova, Marina di Lavagna, Porto di Rapallo | Porto Lotti, Porto Mirbello                                                        | Marina di Alassio, Marina di Loano, Marina di Varazze, Porto di Finale Ligure, Vecchia Darsena di Savona                                                                                         | Go Imperia, Marina degli Aregai, Porto di San Lorenzo, Porto di Ventimiglia, Portosole Sanremo               |
| Servizi bancari e assicurativi                                                             | Banca Passadore, Casalegno Assicurazioni | -                                                                                  | - | - |
| Trasporti e intrattenimento                                                                | Acquario di Genova, Costa Crociere, Festival Crociere, Grandi Navi Veloci | Battellieri del Golfo                                                              | Costa Crociere, Parco Acquatico Le Caravelle | Casinò Municipale di Sanremo                                                                                 |

### Turismo

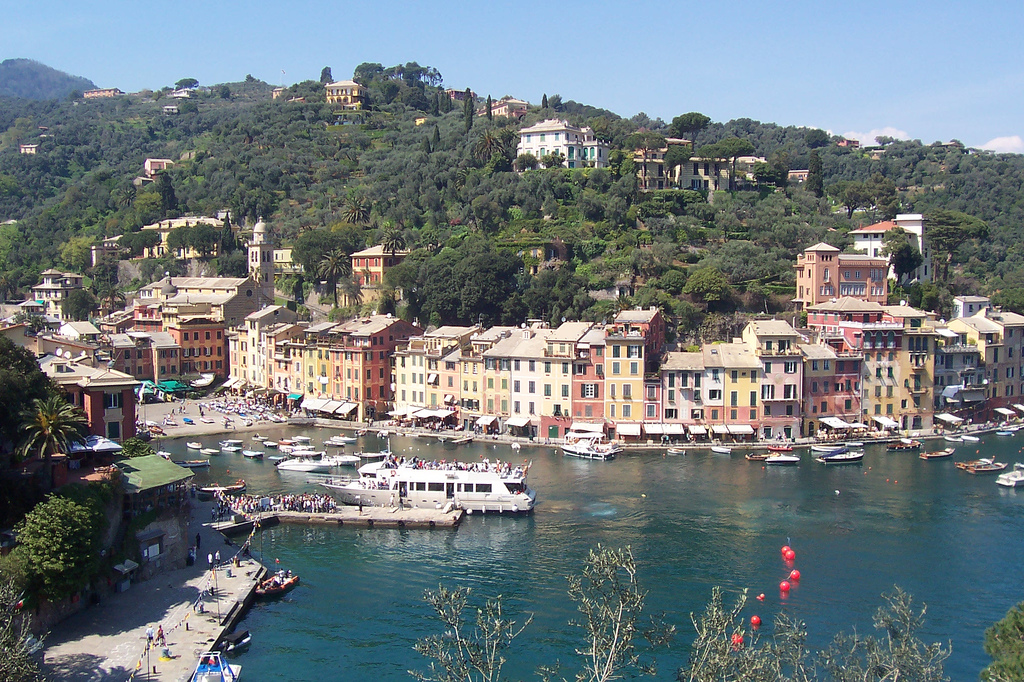
La baia di Portofino

Il turismo è una delle attività economicamente più rilevanti per la Liguria. Il clima mite, i paesaggi rinomati come Portofino, le Cinque Terre o Portovenere, la diversificazione delle offerte e la qualità dei servizi attirano turisti sia dall'Italia che dall'estero. Gli arrivi turistici nel 2007 sono stati di 2.412.238 italiani e 1.203.730 stranieri.
La maggior parte dei flussi turistici avvengono nella stagione estiva, in cui è possibile usufruire e godere degli innumerevoli chilometri di spiagge e di servizi balneari.
Il turismo di massa (che fa sì che in estate la regione arrivi a triplicare la propria popolazione) ha causato notevoli danni ambientali, come la cementificazione delle coste (fenomeno noto in Liguria come rapallizzazione, da Rapallo, uno dei luoghi turistici tradizionali).
Tuttavia in Liguria è possibile trovare, oltre al classico turismo stagionale, proposte tra le più disparate, come il pescaturismo o l'agriturismo, ovvero forme di soggiorno in cui è possibile contribuire all'attività di pesca o agricola insieme a gente del mestiere.
Il turismo in Liguria offre molte possibilità culturali, sia estemporanee (mostre, convegni, festival e feste), sia la visita dei borghi e dei luoghi storici della regione.
Per quanto riguarda il turismo invernale sull'Appennino Ligure, nonostante la vicinanza di altre stazioni climatiche montane piemontesi (es. Limone Piemonte) è possibile sciare sulle piste di Monesi e di Santo Stefano d'Aveto; fino agli anni 2000 era possibile sciare anche ad Alberola, frazione del comune di Sassello.
La Liguria registra annualmente circa 15 milioni di presenze turistiche Nella stagione estiva, con picchi nel mese di agosto, si registrano oltre 3 milioni di presenze alberghiere 
 ed un numero quadruplicato di presenze turistiche alloggiate in seconde case .

## Infrastrutture e trasporti

### Strade ed autostrade

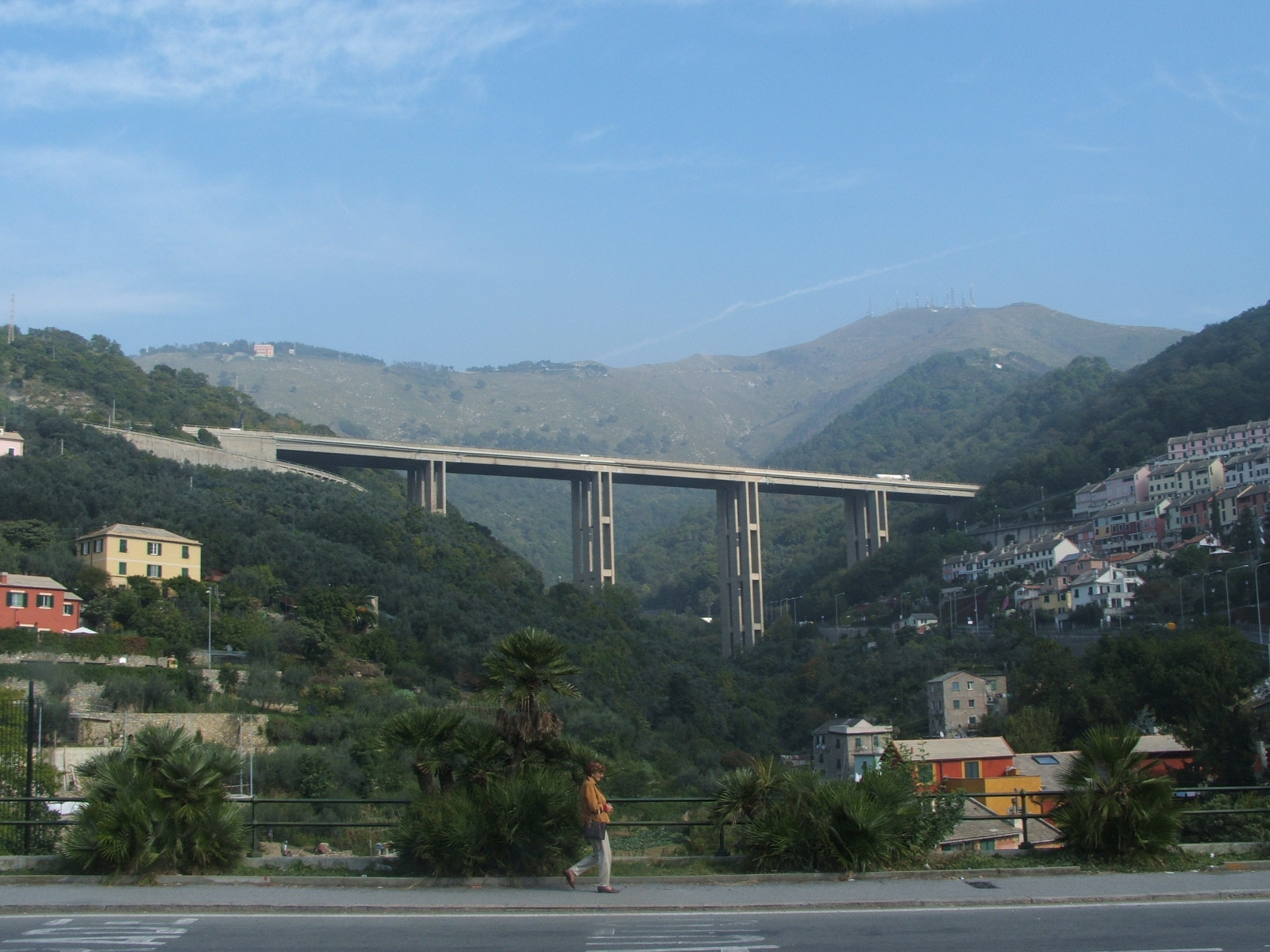
Viadotto autostradale dell'Autostrada A12 nei pressi di Genova Nervi

Le arterie autostradali che attraversano, o collegano la Liguria ai territori limitrofi, sono:
- l'Autostrada A6, anche conosciuta come VerdeMare (più popolarmente chiamata autostrada della morte per l'estrema pericolosità delle curve di certi tratti fra Ceva e Savona), collega Savona a Torino;
- l'Autostrada A7 collega Milano a Genova;
- l'Autostrada A10, detta anche Autostrada dei Fiori o AutoFiori, percorre interamente la Riviera di Ponente, collegando Genova a Ventimiglia;
- l'Autostrada A12, detta anche Autostrada Azzurra, percorre il litorale ligure e tirrenico collegando Genova a Livorno;
- l'Autostrada A15, detta anche Autocamionale della Cisa, collega Parma alla Spezia attraversando la bassa valle del Taro, la Lunigiana e arrivando nella bassa Val di Magra;
- l'Autostrada A26, detta anche Autostrada dei Trafori, parte da Genova, in prossimità del quartiere Voltri, supera la catena appenninica al Passo del Turchino e, dopo aver intersecato l'Autostrada A21 nei pressi di Alessandria e poi l'Autostrada A4 nei pressi di Biandrate, termina a Gravellona Toce.

Esse sono collegate alle tangenziali e alle circonvallazioni dei principali centri urbani della regione, costituite da delimitate tratte autostradali, da superstrade, o da alcuni segmenti di strade statali o provinciali.
Le principali strade statali sono:
| - Strada statale 1 Via Aurelia - Strada statale 28 del Colle di Nava - Strada statale 29 del Colle di Cadibona - Strada statale 30 di Val Bormida - Strada statale 45 di Val Trebbia - Strada statale 62 della Cisa - Strada statale 456 del Turchino | - Strada statale 490 del Colle del Melogno - Strada statale 523 del Colle di Centocroci - Strada statale 330 di Buonviaggio - Strada statale 331 di Lerici - Strada statale 370 Litoranea delle Cinque Terre - Strada statale 432 della Bocca di Magra | - Strada statale 530 di Portovenere - Strada statale 566 della Val di Vara - Strada statale 582 del Colle di San Bernardo - Strada statale 586 della Valle dell'Aveto - Strada statale 654 della Val di Nure |

### Linee ferroviarie
La rete infrastrutturale ferroviari ligure è indubbiamente condizionata dalla morfologia territoriale della regione; infatti le linee ferroviarie si adattano all'asperità del terreno, formando una dorsale che percorre tutta la costa (ad eccezione delle connessioni con le regioni limitrofe).
Le linee ferroviarie liguri sono:
- la ferrovia Genova-Ventimiglia (comprendente il collegamento regionale Genova - Savona), che corre lungo tutta la costa del ponente ligure, dal capoluogo genovese fino al confine con la Francia (parzialmente a binario unico);
- la linea regionale Genova - La Spezia, parte della ferrovia Genova-Pisa che dal capoluogo ligure percorre la riviera di Levante fino ad arrivare in Toscana e proseguire lungo il litorale tirrenico;
- la linea interregionale Genova - Ovada - Acqui Terme (a binario unico);
- la linea interregionale Genova - Milano;
- la linea interregionale Genova - Torino;
- la linea interregionale Savona - Torino;
- la linea interregionale Savona - Acqui Terme;
- la ferrovia Pontremolese, che congiunge Parma con la dorsale tirrenica nei pressi della Spezia;
- la ferrovia Cuneo-Limone-Ventimiglia, in parte in territorio francese;
- la ferrovia Genova-Casella, in concessione, a scartamento ridotto.

Sono inoltre in costruzione:
- la linea AV/AC Tortona/Novi Ligure-Genova, meglio conosciuta come "Terzo Valico", che consentirà un trasporto più veloce delle merci dal porto di Genova alla retrostante Pianura Padana e stimolerà la crescita del porto stesso;
- l'ampliamento del nodo ferroviario di Genova col quadruplicamento dei binari tra le stazioni di Genova Voltri e Genova Brignole, consentendo di separare tra le stazioni sopra citate i percorsi dei treni a lunga percorrenza da quelli regionali.

### Porti e aeroporti
La Liguria presenta nelle due riviere di ponente e levante numerosi porti turistici. Alcuni di questi presentano un buon livello di posti barca e ormeggi, premiati ogni anno con la Bandiera Blu.

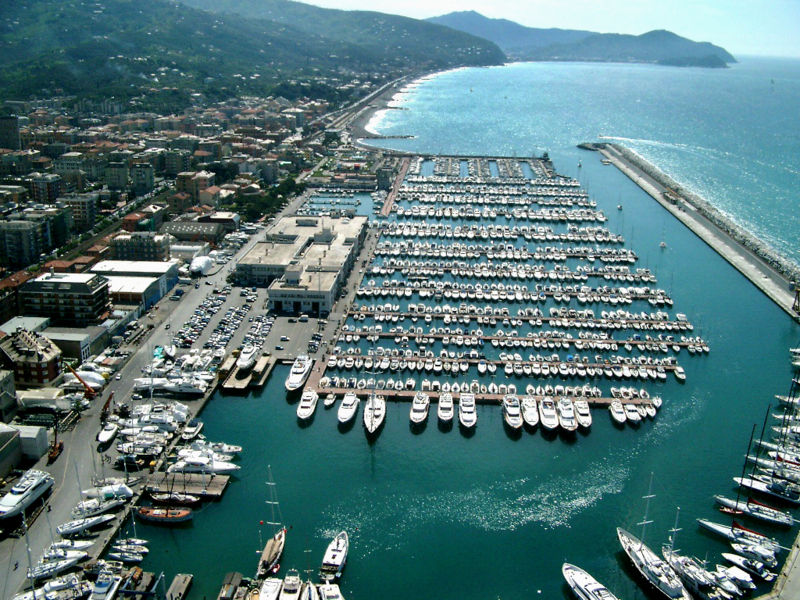
Il porto turistico di Lavagna, il maggiore della Liguria

Tra i principali scali della Riviera di Ponente si trovano in provincia di Imperia i porti turistici di Ventimiglia (in costruzione), Bordighera (250 posti), Sanremo (903 posti), Arma di Taggia (204 posti), Riva Ligure (120 posti), Santo Stefano al Mare (Marina degli Aregai 974 posti), San Lorenzo al Mare (100 posti), Imperia (1101 posti), Diano Marina (270 posti) e San Bartolomeo al Mare (170 posti).
In provincia di Savona sono i maggiori quelli di Andora (800 posti), Alassio (400 posti), Loano (1057 posti), Finale Ligure (550 posti), Savona (100 posti), Celle Ligure (80 posti) e Varazze (800 posti).
Nella Città metropolitana di Genova quelli di Arenzano (186 posti), Genova (500 posti), Camogli, Portofino (270 posti), Santa Margherita Ligure (350 posti), Rapallo (401 posti), Chiavari (459 posti), Lavagna (1600 posti) e Sestri Levante (20 posti). Il porto di Lavagna si conferma il maggiore porto turistico della Liguria e d'Italia, e nuovi lavori di ampliamento completati nel 2007 hanno permesso che il porto sia classificato come uno dei maggiori del mar Mediterraneo per posti barca.
Ad est della regione, in provincia della Spezia, i maggiori sono quelli di Levanto (80 posti), Monterosso al Mare (53 posti), Vernazza, Portovenere (Marina del Fezzano 263 posti), Bocca di Magra (230 posti) e Sarzana (150 posti).

#### Porto di Genova

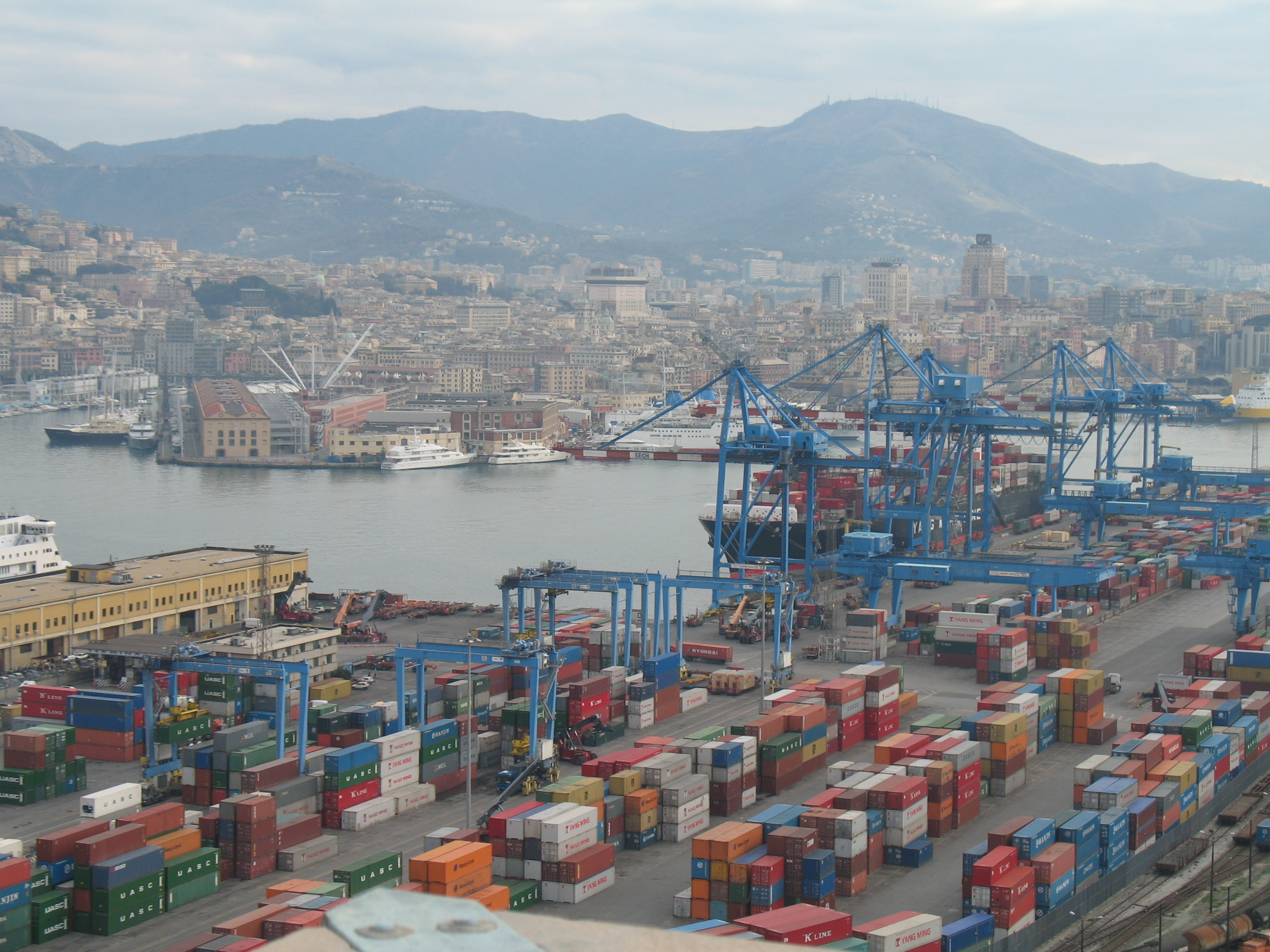
Il porto di Genova

Il più importante d'Italia e uno dei maggiori in Europa è quello di Genova, forte motore dell'attività economica e commerciale del capoluogo ligure. Il porto è situato in un'ansa protetta del mar Ligure, occupando all'incirca cinquecento ettari di superficie a terra e altrettanti nello specchio mare antistante.
Si estende per un totale di oltre venticinque chilometri lungo una fascia costiera che partendo dalla delegazione genovese di Pra', arriva nel cuore del Porto Antico.
Due sono i fari principali: oltre a quello conosciuto universalmente come la Lanterna, che sorge sulla collina di San Benigno, nella zona di Sampierdarena, vi è quello, minore e dedicato alle superpetroliere, ubicato a Punta Vagno, nella zona residenziale di corso Italia.
Lo scalo portuale permette di ospitare oltre duecento navi, favorendo i traffici e gli scambi commerciali, tanto da essere classificato come uno dei maggiori scali marittimi del mar Mediterraneo e al vertice per volumi di traffico merci. Poco oltre il bacino petrolifero di Pegli è ubicato sul mare il moderno aeroporto Cristoforo Colombo.
Ai terminal destinati esclusivamente al trasporto delle merci, bisogna aggiungere l'immensa area portuale il rinnovato terminal crociere - presso lo storico e celebre Ponte dei Mille - e il terminal traghetti di recente costruzione.

#### Porto di Savona

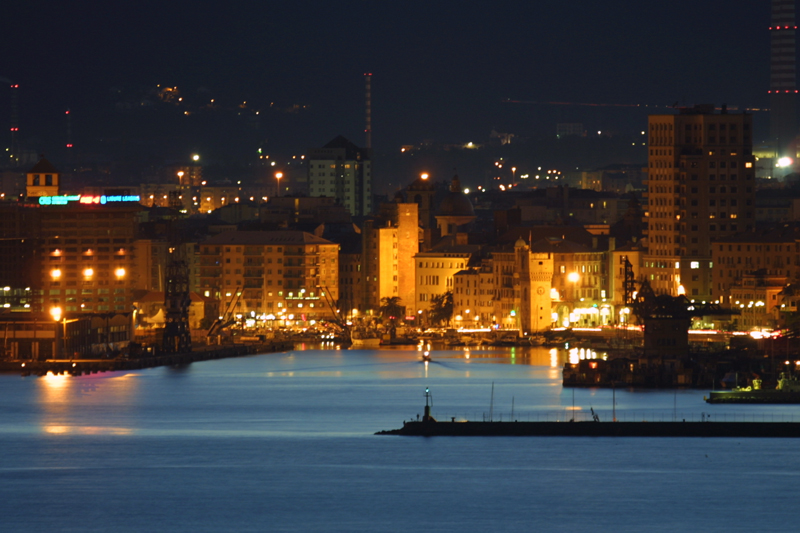
Una foto del porto di Savona risalente al 2002

Il porto comprende nel complesso due bacini, uno a Savona e l'altro nella vicina Vado Ligure distanziati tra loro circa quattro chilometri. Insieme formano un punto di snodo per i mercati del Sud Europa, al 2011 occupano, per volume di traffico, la tredicesima posizione fra gli scali portuali italiani (Porti d'Italia per flusso di merci).
In passato fu un importante scalo marittimo per il Piemonte e per il Ducato di Savoia, alleanza che porterà la Repubblica di Genova ad interrarne il porto più volte, ha una lunga tradizione nel settore dell'acciaio e dei prodotti forestali - molte infatti nel territorio provinciale le industrie e le vaste aree boschive - nonché un importante scalo per i traffici di autovetture.
L'inaugurazione nel 2003 del nuovo Palacrociere ha permesso di aumentare il numero di passeggeri in transito, dai 200 000 del 2003 fino ai circa 750 000 del 2008 (di cui circa 500 000 tra partenze e arrivi). L'effetto di questo aumento di traffico a Savona è stato principalmente avvertito a Genova, che ha registrato un aumento di prenotazioni per la visita guidata. A Savona, invece, rimangono i problemi ambientali e di viabilità connessi all'avere un porto passeggeri a poche centinaia di metri dai "carruggi" del centro storico.
Il vicino porto di Vado Ligure, oramai inglobato assieme a quello savonese, è un punto di riferimento nel mar Mediterraneo per i traffici ortofrutticoli. Situato nell'angolo nord-est del golfo, il porto mercantile ha una superficie acque complessiva di circa 400.000 metri quadrati.

#### Porto della Spezia

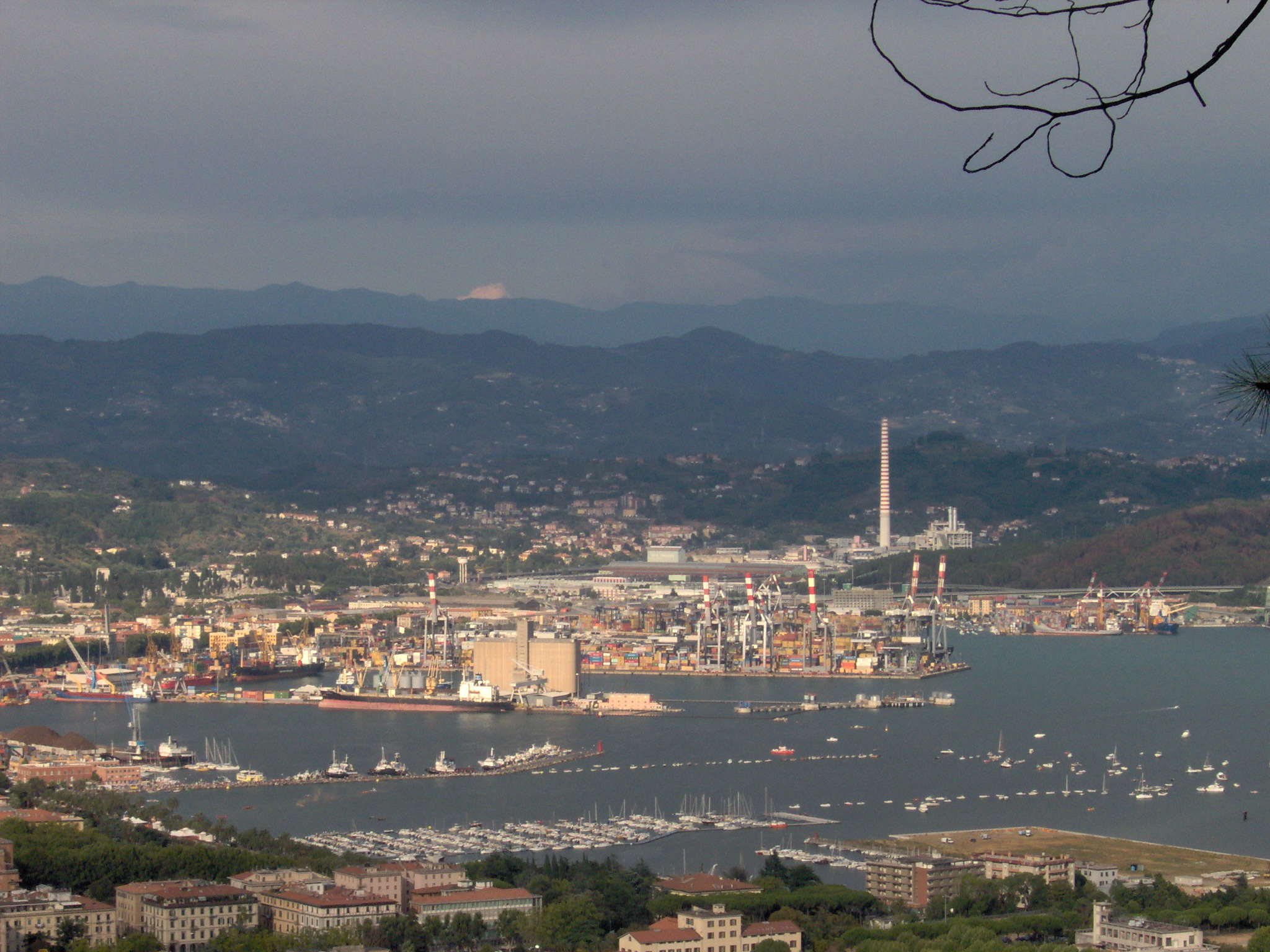
Il porto della Spezia

Grazie alla sua particolare posizione, all'estremità di un profondo golfo, ricco di insenature minori e orientato a nord-ovest/sud-est, il capoluogo provinciale della Spezia ha un vero e proprio porto naturale.
Al centro dell'arco costiero che va da Genova a Livorno, il porto è protetto da una catena di monti e riparato dai venti di libeccio grazie al promontorio di Portovenere e alle isole Palmaria e Tino.
La diga foranea di circa 2.200 metri rende tranquilla la rada, facilitando pertanto le manovre di ancoraggio, di accosto alle banchine, di ormeggio della navi praticamente in tutte le stagioni.

#### Porto di Imperia
La città è dotata di 2 aree portuali:
- un porto turistico a Porto Maurizio che, specie nella stagione estiva, agisce da fulcro per il turismo marino, importante risorsa economica della città
- quello di Oneglia invece ospita principalmente pescherecci e navi mercantili[79]

Il porto commerciale di Imperia (Oneglia) è un grande patrimonio storico e risorsa imperiese e, specie in passato, ferveva di traffici mercantili (commercio dell'olio e della pasta, del legname e, per un certo periodo, persino componenti per la FIAT). Esso fu per diversi anni l'unico sbocco sul Mediterraneo della casata Savoia (il Principato di Oneglia faceva parte degli stati dei duchi di Savoia) e, per questo, luogo strategico più volte insidiato e cannoneggiato dai nemici dei Savoia del momento (Regno di Francia, Spagnoli ecc.).
Antico e caratteristico con i suoi portici tinti di un bel rosa, ospita una famosa asta del pesce e una flotta locale di pescherecci medio-piccoli. Per il futuro è previsto il potenziamento della filiera del pesce onegliese e inoltre anche dell'area commerciale, grazie ai lavori di una nuova banchina mercantile in via di ultimazione, a supplemento e supporto della banchina oceanica esistente e attrezzata con bighi di forza e gru, del settore mercantile con traffici compatibili con gli spazi a disposizione. La Compagnia Lavoratori Portuali "Lodovico Maresca" gestisce dal 1933 le operazioni di sbarco e imbarco del Porto commerciale di Imperia.
Alla città è stata conferita nel 2006 la Bandiera Blu per la qualità dei servizi del porto turistico (Imperia Mare).
Ha acquistato rilevanza internazionale per i raduni biennali di Vele d'epoca, che vedono centinaia di yacht, grandi e piccoli, riunirsi nel porto. Sempre nell'ambito dei raduni navali a Imperia è degno di nota e conosciuto a livello internazionale il raduno di motoryacht d'epoca, che si tiene ogni due anni (alternandosi alle Vele d'epoca) in calata Cuneo, nel porto di Oneglia.

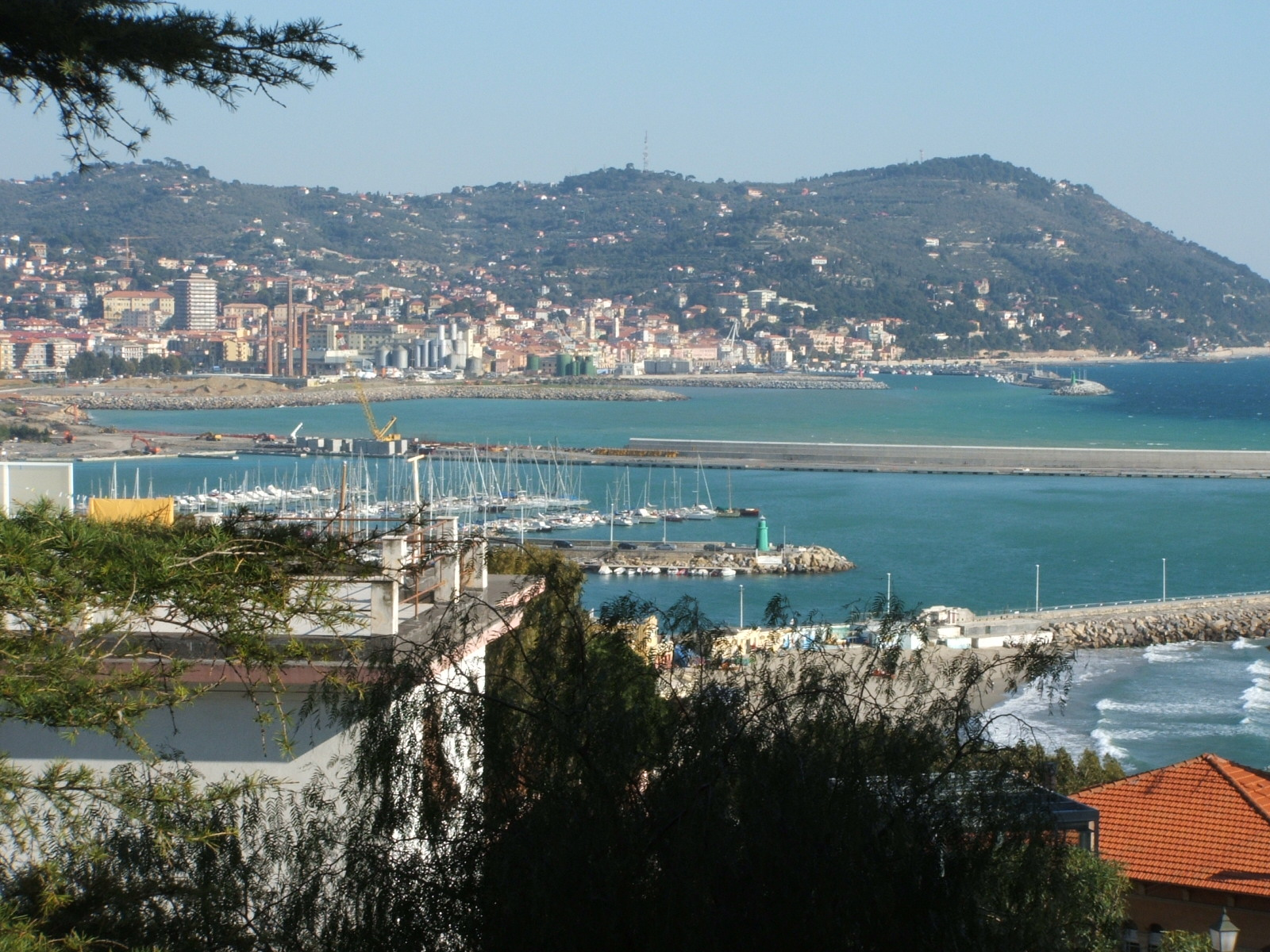
Il porto di Imperia

Si stanno effettuando i lavori di ampliamento portuale, che prevedono la realizzazione di 1400 posti barca e un'ampia serie di servizi ed esercizi commerciali a terra. I lavori per il nuovo porto hanno preso il via con la posa della prima pietra a marzo del 2006, e nel 2009 sono state completate le prime opere, mentre per vederlo terminato totalmente bisognerà probabilmente aspettare ancora molto tempo. I lavori consistono sia nella riqualificazione di aree che precedentemente ospitavano insediamenti industriali, sia nella costruzione di nuovi moli in aree precedentemente occupate dal mare e che sono state interrate nel secondo dopoguerra.

#### Aeroporti
L'aeroporto principale della regione è indubbiamente l'internazionale "Cristoforo Colombo" di Sestri Ponente. Si tratta di uno scalo situato a circa 9 km ad ovest dal centro di Genova (a cui è collegato con l'autostrada dei Fiori), e sviluppato su una penisola artificiale realizzata con il riempimento di un tratto di mare.
Inaugurato nel 1962, inizialmente era dotato di una pista di 2285 metri che è lunga 3065 metri e di un'aerostazione provvisoria costituita da alcuni prefabbricati. Invece di essere temporanei, i prefabbricati sopravvissero a lungo e la nuova, definitiva aerostazione vide la luce solamente nel 1986.
Lo scalo viene talvolta utilizzato come scalo di supporto per gli aeroporti del nord Italia quando questi sono chiusi per nebbia. L'aeroporto genovese riveste un ruolo importante per il supporto fornito alle strutture e al personale del porto mercantile, che costituisce il principale bacino d'utenza, insieme alle industrie manifatturiere e alle strutture fieristiche.
Aeroporti minori si trovano ad Albenga (Aeroporto internazionale Riviera Airport - Clemente Panero), Sarzana (Aeroporto Bartolomeo Arrigoni, scalo militare e aeroclub) e La Spezia (Aeroporto militare Luigi Conti).
- Aeroporto Internazionale di Genova - Sestri Ponente "Cristoforo Colombo" (aeroporto civile e pubblico)
- Aeroporto Internazionale dell'area metropolitana di Genova - Albenga "C. Panero" (aeroporto civile e privato, con alcuni voli pubblici, e aeroclub)
- Aeroporto di La Spezia Cadimare "L. Conti" (aeroporto utilizzato dall'Aeronautica militare ed idroscalo)
- Aeroporto di Sarzana - Luni "B. Arrigoni" (aeroporto utilizzato dalla Marina militare, dalla Guardia costiera e dalla Aviazione generale)
- Aviosuperficie di Andora Stellanello
- Aviosuperficie della Fontanabuona Calvari
- Aviosuperficie della Valdivara Borghetto di Vara
- Eliporto di Genova Ospedale San Martino
- Eliporto di Savona Ospedale San Paolo
- Eliporto di Pietra Ligure Ospedali Riuniti Santa Corona
- Eliporto di Imperia San Lazzaro
- Eliporto di Lavagna
- Eliporto dell'Aveto Rezzoaglio

l'Area metropolitana di Genova è servita nel suo entroterra da:
- Aeroporto del retroterra genovese di Novi Ligure "E. Mossi", oltre i confini amministrativi della Liguria

servono la regione anche altri tre scali raggiungibili dal territorio ligure in circa mezz'ora di percorso stradale:
- Aeroporto di Nizza-Côte d'Azur (aeroporto civile e pubblico)
- Aeroporto internazionale Galileo Galilei di Pisa (aeroporto civile e pubblico)
- Eliporto del Principato di Monaco

## Cultura

### Siti interessanti

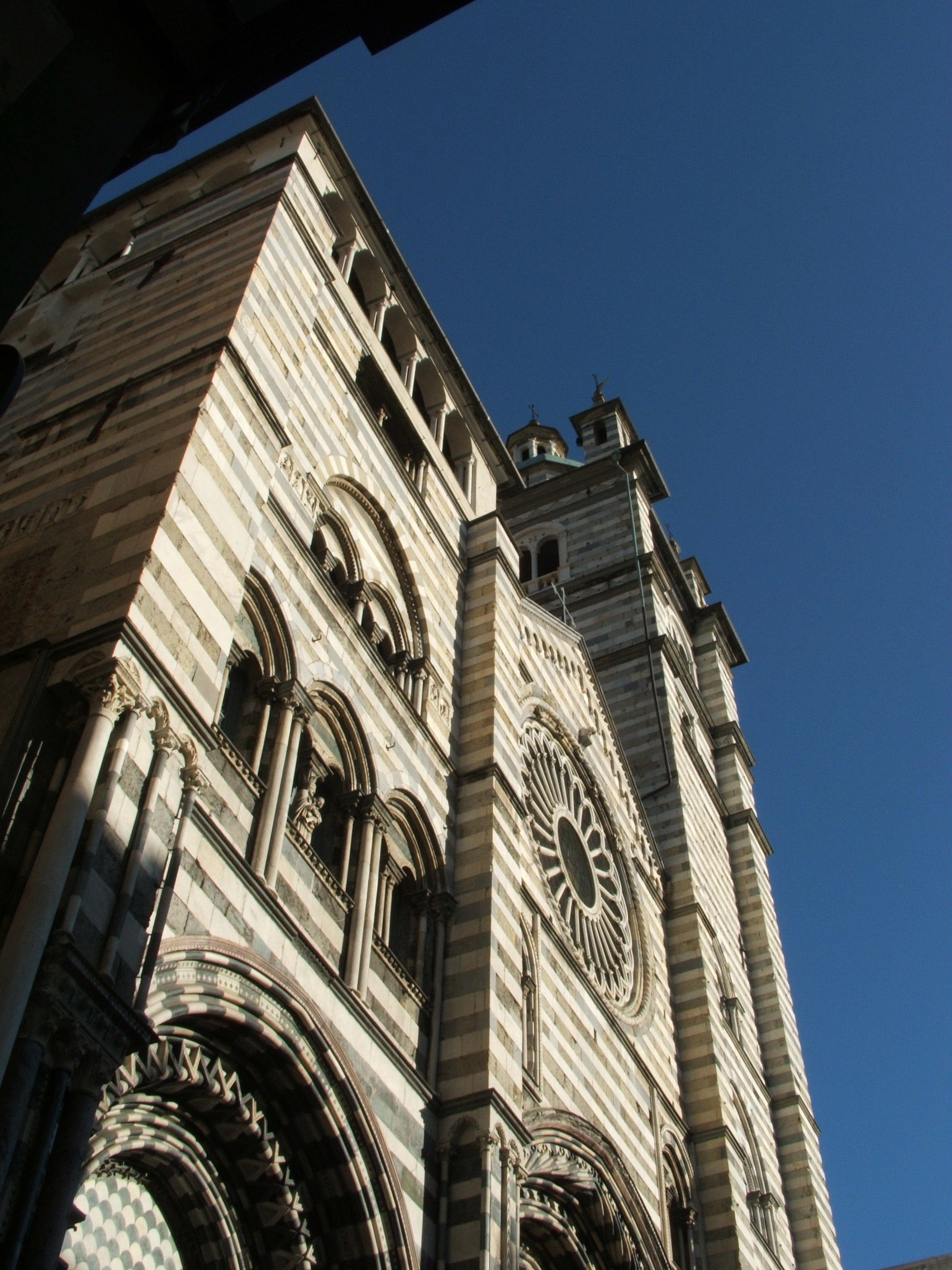
Cattedrale di San Lorenzo a Genova

#### Patrimoni dell'umanità UNESCO
- Centro storico di Genova
- Cinque Terre, Tino, Tinetto, Palmaria e Portovenere

#### Zone a Protezione Speciale (ZPS)
Elenco delle Zone di Protezione Speciale (ZPS) della Liguria, classificate ai sensi della direttiva 79/409/CEE e definite dal Decreto 25 marzo 2005 (pubblicato sulla Gazzetta Ufficiale della Repubblica Italiana n. 168 del 21 luglio 2005).
- Piancavallo
- Monte Saccarello - Garlenda
- Sciorella
- Monte Toraggio - Gerbonte
- Testa d'Alpe-Alto
- Ceppo-Tomena
- Parco del Beigua - Passo del Turchino

### Istruzione
Nel capoluogo esistono diversi istituti di studi superiori (sia pubblici che privati), tra i quali spiccano per eccellenza l'Università di Genova e l'Istituto Italiano di Tecnologia (IIT). Oltre all'Università che raccoglie undici facoltà, gli altri istituti sono perlopiù monofacoltà, e rispettivamente sono: gastronomico, architettonico, astronomico, tecnologico, idrografico, linguistico, medico, della Marina Mercantile, artistico, musicale, danza accademica. A questi si affiancano numerose accademie, sparse in tutta la regione.
L'Università di Genova, con sedi didattiche anche a Imperia, Pietra Ligure, Savona, Chiavari e La Spezia, conta undici facoltà, per un totale di 125 corsi di studi di primo livello e oltre 90 di laurea specialistica. Nell'anno accademico 2002/2003 vi risultavano quarantamila iscritti.
A Genova si trova anche il parco scientifico tecnologico degli Erzelli, tuttora in costruzione.

#### Istituti Universitari e di Livello Superiore
Nella regione sono collocati 36 istituti e 18 scuole private di lingue.

##### Plurisettoriali

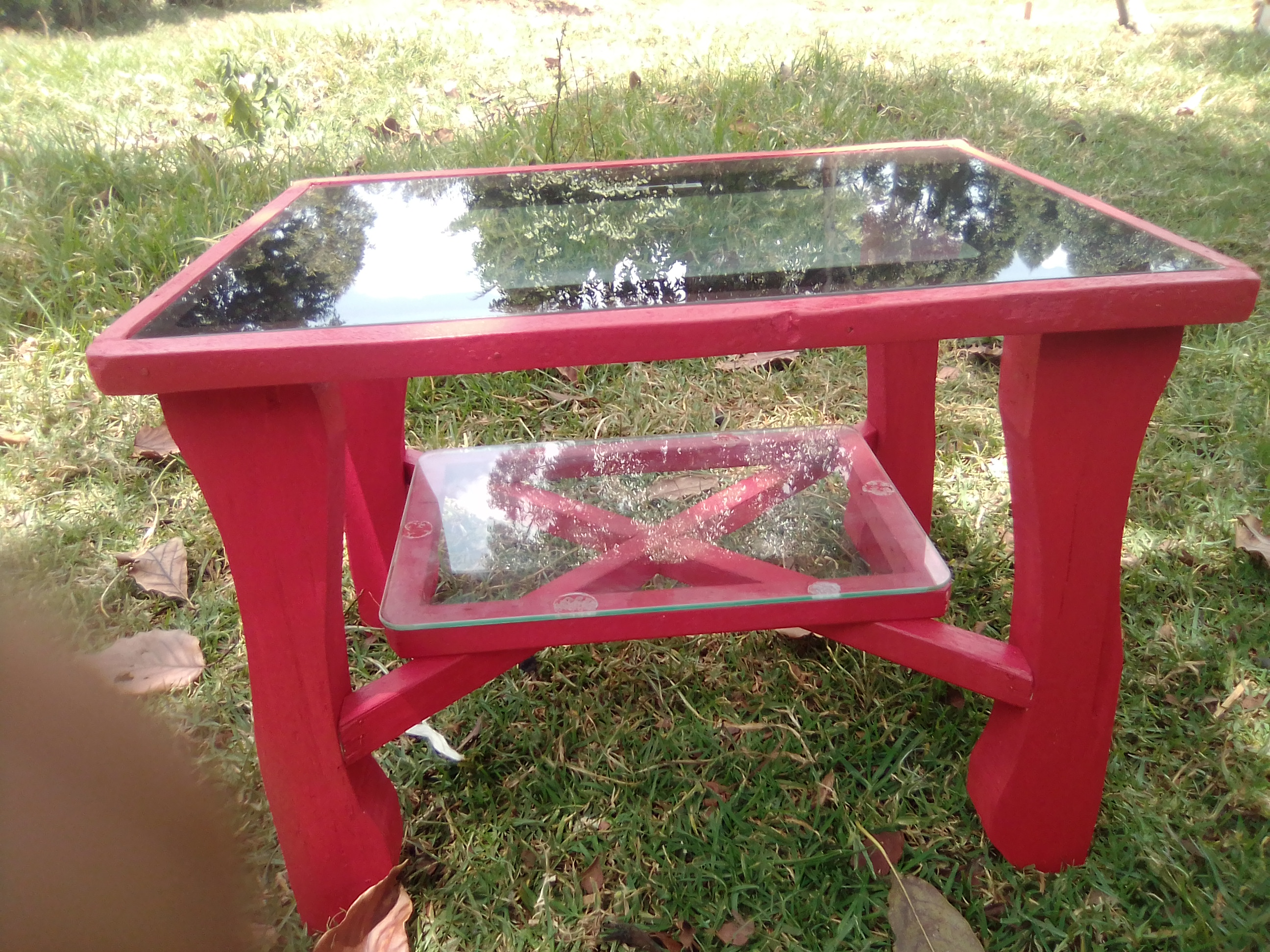
Lo stemma dell'Università di Genova

- Università di Genova
(con sedi a Genova, Imperia, Pietra Ligure, Savona, Chiavari, La Spezia)

##### Monosettorali
- Accademia della Marina Mercantile Italiana (GE) - Scienze della Marina
- Accademia del Mare (SP, GE-Bogliasco) - Scienze della Navigazione
- Università Popolare Sestrese O.A.G.[83] (GE) - Cultura e Astronomia
- Clemson University[84] (GE) - Architettura
- (Futuro) Polo Genovese dell'Università di Scienze Gastronomiche[85] (GE) - Enogastronomia
- Accademia Lunigianese di Scienze "G. Capellini" (SP) - Naturalismo

##### Scientifici
- Istituto Italiano di Tecnologia (GE)
- Istituto Idrografico della Marina (GE)
- Accademia Nazionale di Medicina[86] (GE)

##### Linguistici
- The International Language Center[87] (GE)
- Wall Street Institute[88] (GE)
- Scuola Superiore per Stranieri "Il mondo"[89] (GE)
- The Kensington School Of English[90] (GE)
- Associazione Italo Britannica[91] (GE)
- Scuola Di Lingue Millennium Language School (GE)
- Alliance Francaise De Genes (GE)
- Living Language[92] (GE)
- American Culture & Language Association (GE)
- A Door To Italy (GE)
- Languages International (GE)
- Goethe Institut (GE)
- American Culture Language Association ACLA (GE)
- Lexico School (GE)
- Benedict School (GE, SV, SP)
- The Old Bag Theatre Workshop (SV)
- Ellea (SV, Cairo Montenotte)
- International House & C. (SP, Sarzana)
- British School Of La Spezia (SP)

##### Artistici
- Accademia Ligustica di Belle Arti (GE)
- Accademia Riviera dei Fiori "G.Balbo" (Bordighera)
- Accademia di Belle Arti di Sanremo (Sanremo)
- Accademia del Fumetto (Rapallo)
- Scuola Chiavarese del Fumetto (Sestri Levante)

##### Musicali
- Conservatorio Statale di Musica Niccolò Paganini (GE)
- Conservatorio Statale di Musica Giacomo Puccini (SP)
- Accademia Artistica Genovese Sinafé (GE)
- Accademia Musicale Teresiana (GE-Arenzano)
- Accademia della Canzone Italiana (Sanremo)
- Accademia Musicale el Finale (Finale Ligure)
- Accademia Ricerche Musicali Lyra (SV-Vado)
- Accademia di Musica di Savona (SV)
- Accademia Musicale di Chiavari (Chiavari)
- Rock Child School (SP)
- Accademia Musicale "Andrea Bianchi" (Sarzana)

##### Danza
- International Dance Academy di Genova(GE)
- Accademia delle Arti SCENART (Diano Marina)

##### Culturali
- Accademia Ligure di Scienze e Lettere (Genova)
- Accademia Genovese Cultura Fisica (Genova)
- Accademia Internazionale Messner (Genova)
- Accademia Lunigianense di Scienze (La Spezia)
- Accademia di Cultura Intemelia (Ventimiglia)
- Accademia Estetica Internazionale di Rapallo (Rapallo)
- Accademia Culturale di Rapallo (Rapallo)
- Istituto Internazionale di Studi Liguri

### Eventi e manifestazioni

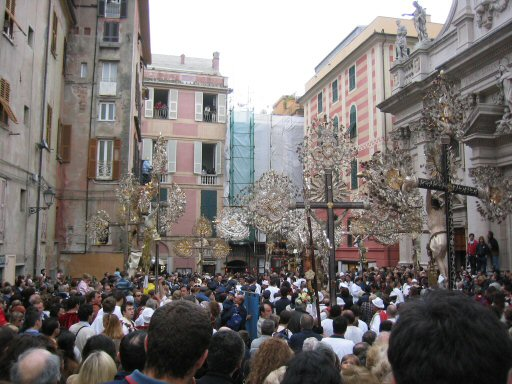
I tradizionali Cristi nella festa di santa Caterina di Varazze

La Liguria ha mantenuto nei secoli molte manifestazioni folcloristiche della cultura locale

, dalle ricorrenze religiose - talvolta ereditate da antiche tradizioni pagane - alle feste profane.
La vigilia di Natale nei comuni di Genova, Savona e Pietra Ligure si celebra la tradizionale cerimonia medievale del Confuoco - detto in lingua ligure O Confeugo - nel corso della quale le autorità locali vengono omaggiate con un tronco d'alloro, bruciato nella pubblica piazza per trarre, come vuole la leggenda locale, gli auspici per il nuovo anno. Nello Spezzino, alla veglia del ceppo natalizio segue la conservazione dei resti del pasto, quale rimedio per le malattie degli animali durante il periodo invernale.
La notte di Natale nei borghi storici di Pigna, Carpasio e Montalto Ligure sopravvive la tradizionale offerta dell'agnello da parte dei pastori locali. Tipici e famosi sono i presepi (celebre il Presepe genovese) con i classici costumi liguri allestiti a Genova, Bargone (Casarza Ligure), Lavagna, Rapallo e Zoagli. La domenica più vicina al 20 gennaio - ricorrenza di san Sebastiano - a Dolceacqua e a Camporosso in val Nervia, la processione viene aperta da un grande albero di alloro - dove secondo la tradizione il santo fu legato - decorato con ostie colorate, i cui rami vengono in seguiti tagliati e distribuiti ai presenti.
A Taggia la notte precedente la festa di san Benedetto - prima metà di febbraio - viene celebrata con un gran falò derivante il lancio di piccoli razzi, detti i fùrgari; in tale ricorrenza si celebra inoltre il ricordo dello scampato pericolo nel 1625 durante la guerra tra la Repubblica di Genova e il Ducato di Savoia.
Il periodo pasquale, specie il Venerdì santo, viene ricordato solennemente con le tradizionali processioni delle confraternite - dette anche Casacce - dai ricchi abiti e dagli enormi crocifissi ricoperti di finissime decorazioni floreali in argento. I crocifissi, ricordanti appunto la Crocifissione di Gesù, possono arrivare ad un peso complessivo fino a 150 chilogrammi e vengono portati in processione
da un uomo solo (esiste un'apposita tecnica per sopportare meglio il peso) con la figura di Gesù rivolta all'indietro verso il corteo. Secondo alcune fonti storiche codesta tradizione è risalente dopo la battaglia di Lepanto del 1571, quando i crocifissi furono rivolti a poppa nella navi dei Genovesi, evitando così l'oltraggio degli infedeli.

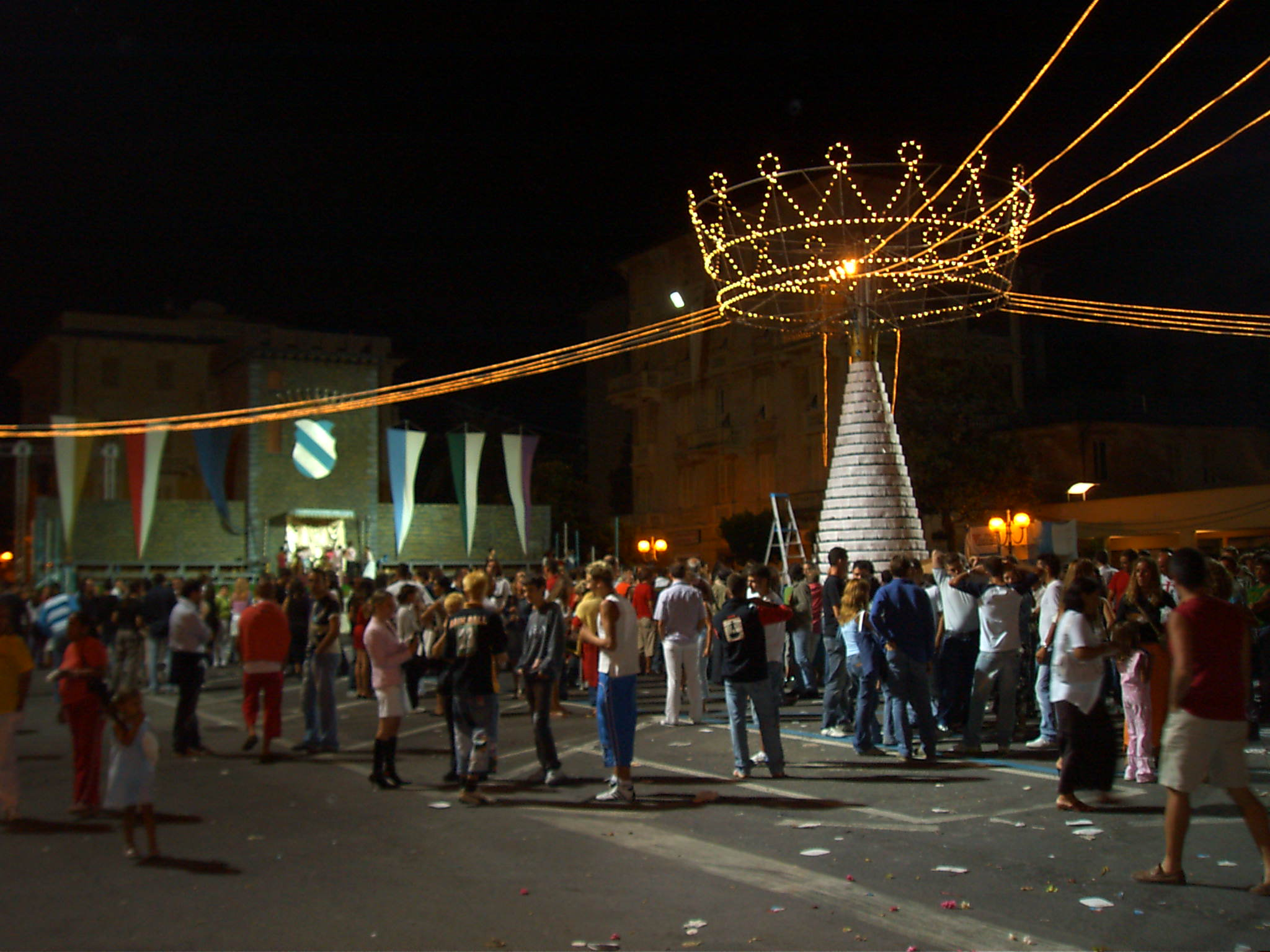
La Torta dei Fieschi di Lavagna

Curioso il venerdì santo che si celebra a Ceriana dove le quattro confraternite locali animano con le loro processioni la notte e il giorno seguente, cantando durante la lunga cerimonia antichi miserere. A Savona, invece, tale ricorrenza pasquale si tiene durante gli anni pari nella quale le confraternite, in abiti caratteristici, portano in processione preziose casse di legno scolpite dal celebre scultore Anton Maria Maragliano e conservate nelle chiese cittadine, oltre alla reliquia della croce di Gesù.
A Bajardo nel giorno di Pentecoste si celebra la storica Festa della Barca, per ricordare la tragica fine della figlia del conte locale, mandata a morte dal padre insieme all'amato, un capitano della flotta navale di Pisa giunto nel comune per tagliare un albero per la propria nave. Ogni anno nella piazza principale viene innalzato un grande albero, attorno al quale la popolazione danza in circolo tenendosi per mano e cantando una celebre ballata rievocando così la storia della giovane.
A Sassello nelle manifestazione de il Cantu de ove alcune uova dal guscio dipinto vengono scambiate con un ramoscello fiorito di pesco o di mandorlo; stessa tradizione si svolge nell'alta val Bormida dove la ricorrenza prevede una schermaglia fra il gruppo dei cantori locali e gli ospiti.
A Varazze il 30 aprile si festeggia Santa Caterina da Siena, in onore dell'omonima Santa che si fermò a Varazze e la guarì dalla peste. Durante la festa è possibile ammirare la processione di Cristi tra le più famose in Italia. Assieme alla processione viene figurato un corteo storico che ripercorre la vita della Santa (il corteo negli ultimi viene fatto la domenica precedente alla festa).
Nel borgo marinaro di Camogli la seconda domenica di maggio si festeggia san Fortunato, patrono dei pescatori. La processione avviene il sabato sera dove la cassa con la statua del santo, pesante circa quattro quintali, viene portata a braccia da otto volontari lungo le vie cittadine. Al rientro del santo nella Basilica di Santa Maria Assunta inizia lo spettacolo pirotecnico culminate con l'incendio del campanile. Il giorno seguente viene allestita la celebre Sagra del pesce dove un grosso padellone permette la cottura nell'olio di quintali di pesce, serviti poi ai partecipanti alla sagra.
Il Corpus Domini viene celebrato a Diano Marina, Civezza, Sassello e a Brugnato con spettacolari infiorate, ossia grandi decorazioni delle principali strade cittadine con petali di fiori che raffigurano personaggi e scene sacre.
Nella notte del 24 giugno, solennità di san Giovanni Battista, a Triora si accendono falò sulle alture per segnalare la salita all'alpeggio delle greggi transumanti. Il 22 luglio si svolge a Taggia la Festa della Maddalena, festività culminante con l'originale Danza della morte, eseguita da due uomini travestiti accompagnati dalla banda musicale cittadina che alterna una tarantella a una danza funebre.

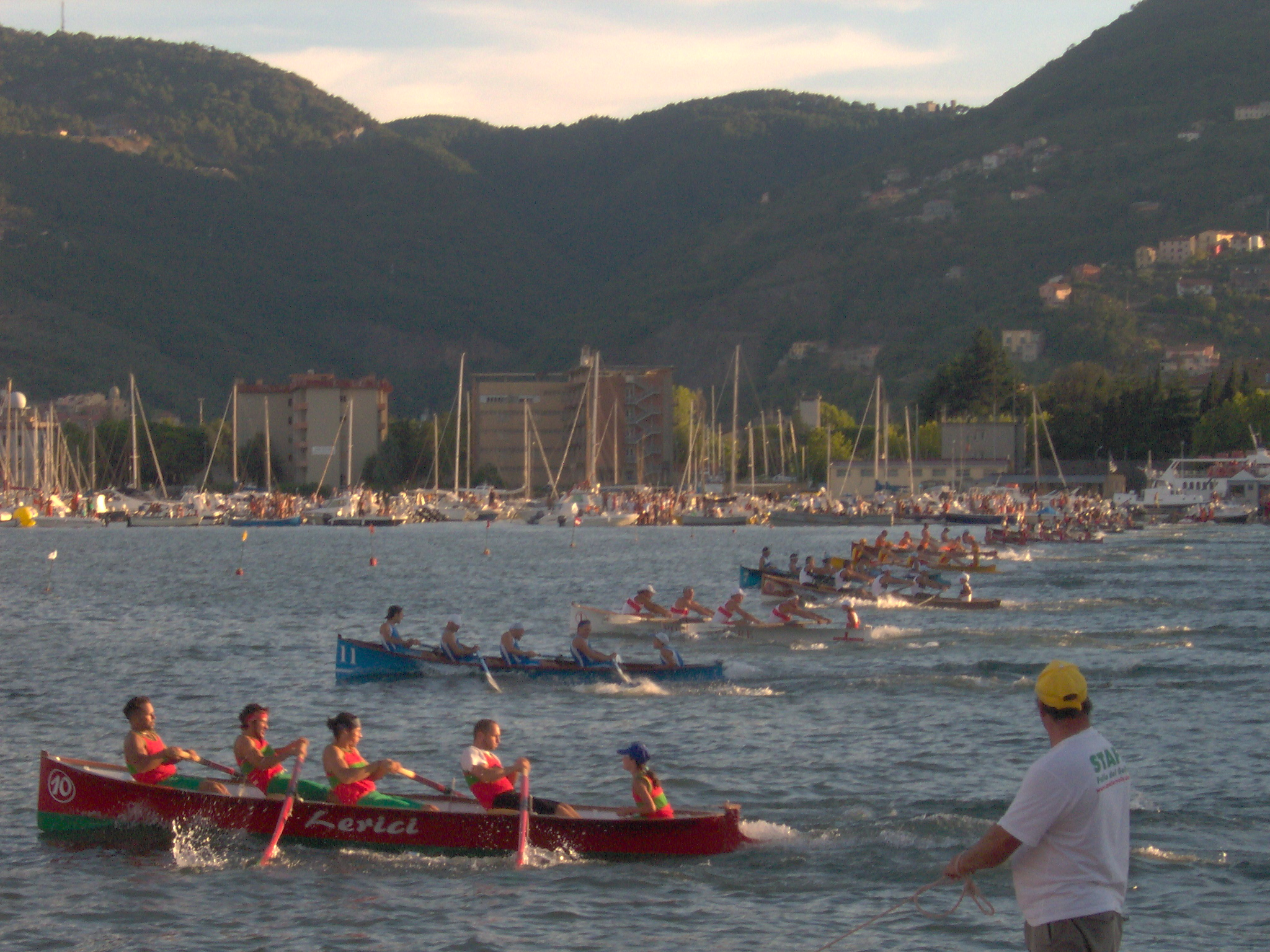
Il Palio del Golfo alla Spezia

A Dolceacqua, durante la Festa della Michetta, la mattina del 15 agosto un semplice dolce locale viene offerto dai giovani alle ragazze del borgo; la ricorrenza trae ricordo dalla ribellione popolare del 1364 contro il jus primae noctis. In luglio e agosto si svolgono palii e rievocazioni storiche. A Giustenice, in luglio, si assiste alla rievocazione dell'assalto al castello, episodio che fa riferimento ad un fatto realmente accaduto tra il 1448 e il 1452 tra il Marchesato di Finale e la Repubblica di Genova; la domenica successiva ricorre il Palio dei Carri.
A Camogli, la prima domenica d'agosto, si svolge la processione di barche della Stella Maris; a Ventimiglia, la domenica precedente il Ferragosto, si organizza un corteo storico in costume e una gara di tiro alla balestra. A Lavagna, il 14 agosto, vi si celebra la Torta dei Fieschi, una festa in costume che rievoca il fastoso matrimonio del conte Opizzo Fieschi con Bianca dei Bianchi nel 1230; per l'occasione viene preparata una gigantesca torta. Verso settembre celebre è la Sagra del Fuoco di Recco, festa patronale della cittadina recchese in onore alla sua santa patrona.
Tra le maggiori manifestazioni si ricordano: il Salone Nautico Internazionale di Genova, il Festival della canzone italiana di Sanremo,la Battaglia di Fiori di Ventimiglia, le Vele d'Epoca di Imperia, l'esposizione floreale dell'Euroflora di Genova, e sempre a Genova il Salone ittico di Slow Food, l'Expo di Savona, il Festival teatrale di Borgio Verezzi, il Festival di poesia di Genova, il Festival della Mente, Sarzana Dantesca, La Mostra Nazionale dell'Antiquariato e la contemporanea "Soffitta nella strada" a Sarzana, la Festa dell'inquietudine e il Salone dell'Agroalimentare Ligure a Finale Ligure, il Palio del Golfo alla Spezia ed il Mondomare Festival, una rassegna legata al mare organizzata in quattro località del territorio regionale in rappresentanza della Città Metropolitana e delle restanti 3 Province.

### Enogastronomia

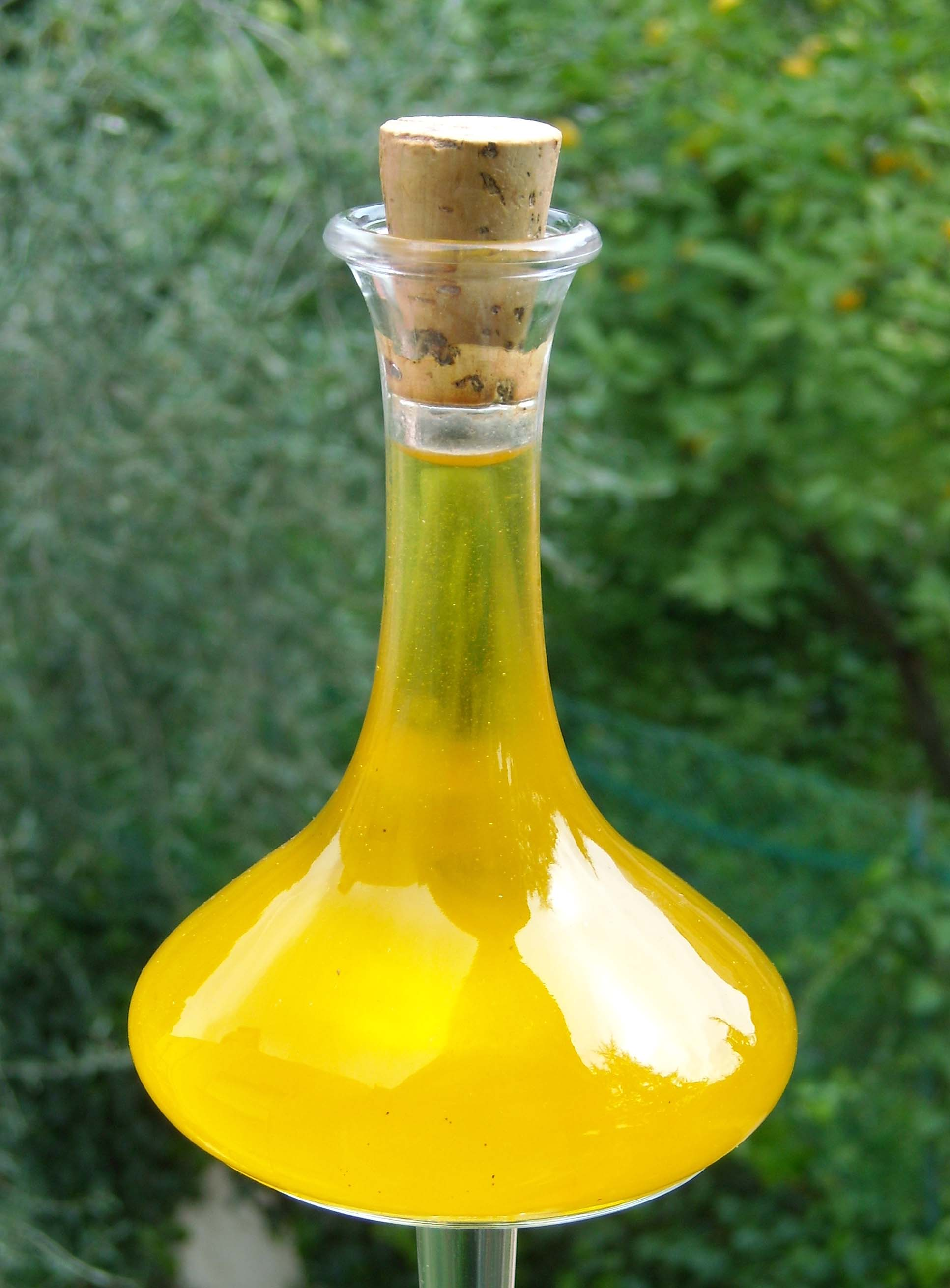
Olio d'oliva della Riviera ligure
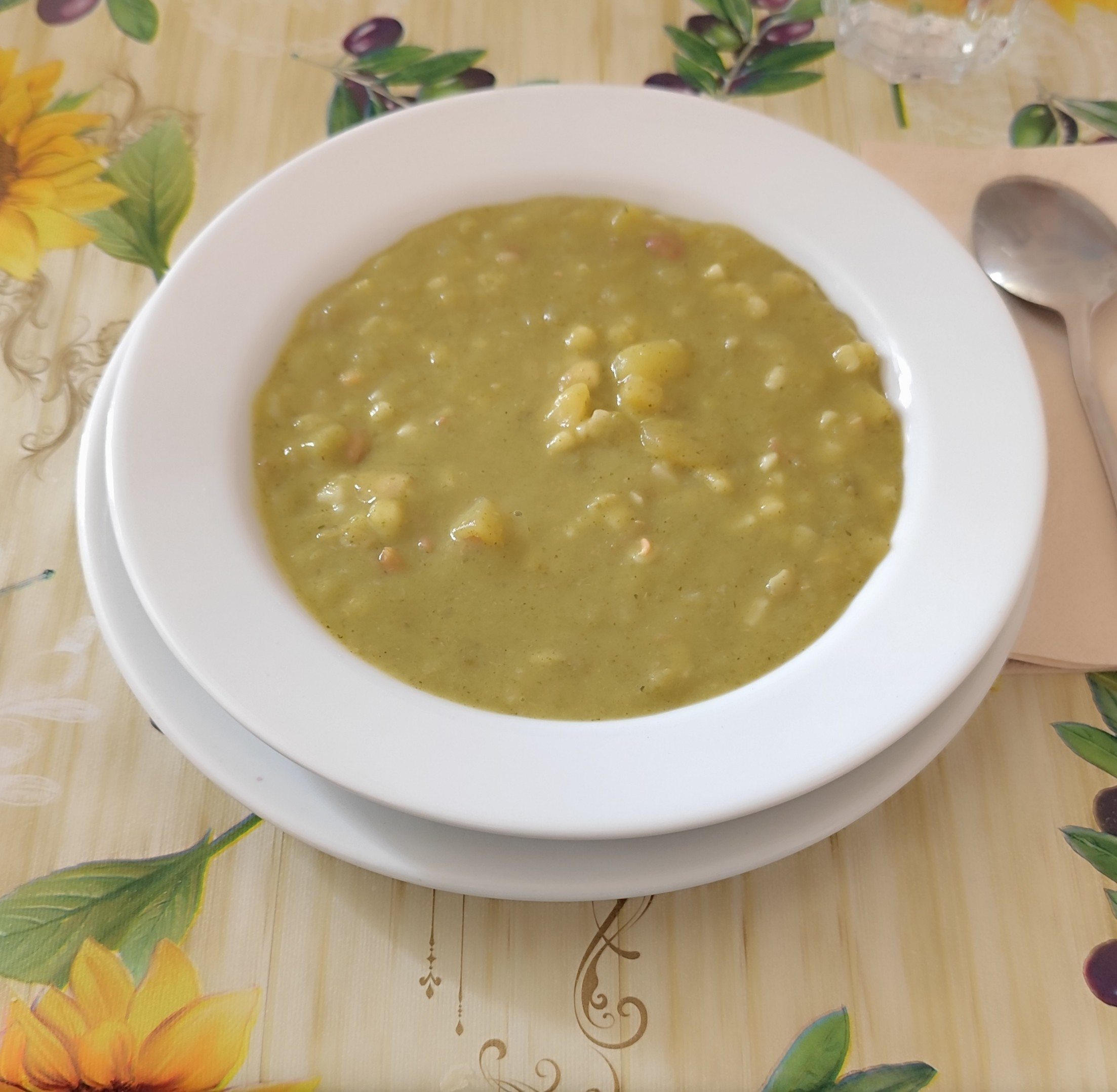
Minestrone alla genovese
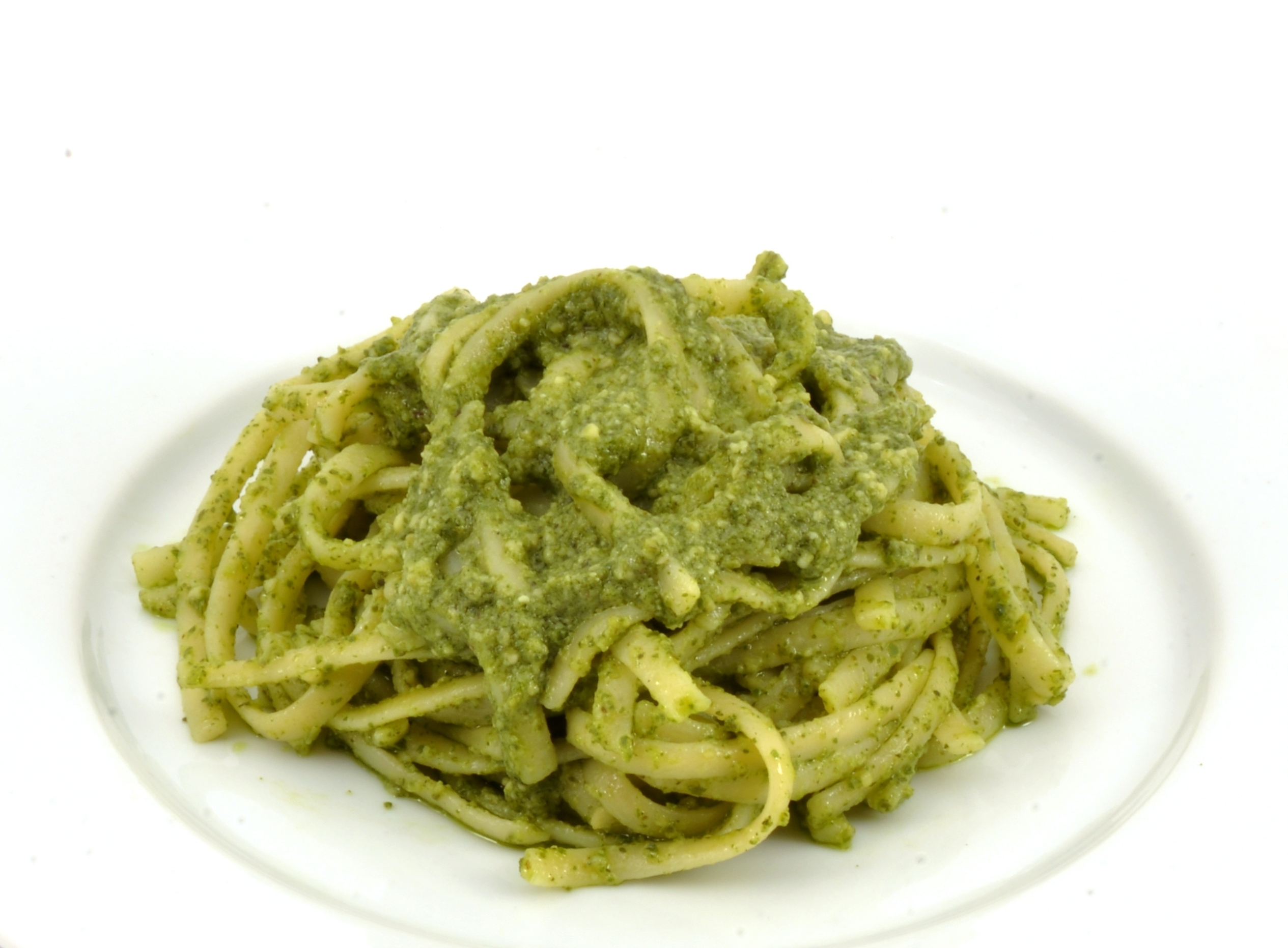
Linguine al pesto
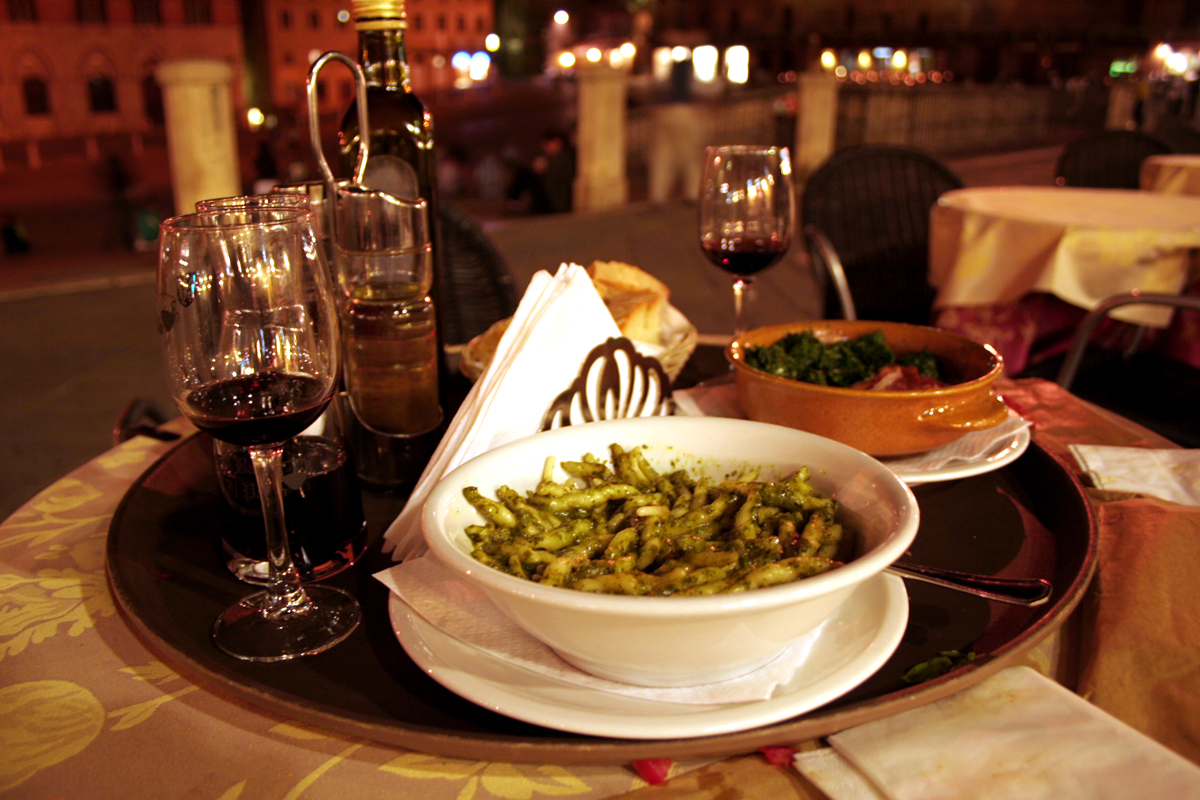
Trofie al pesto
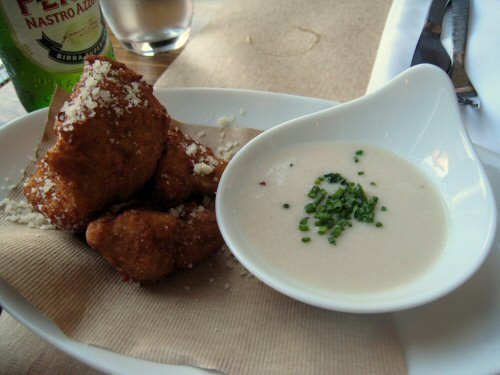
Agliata
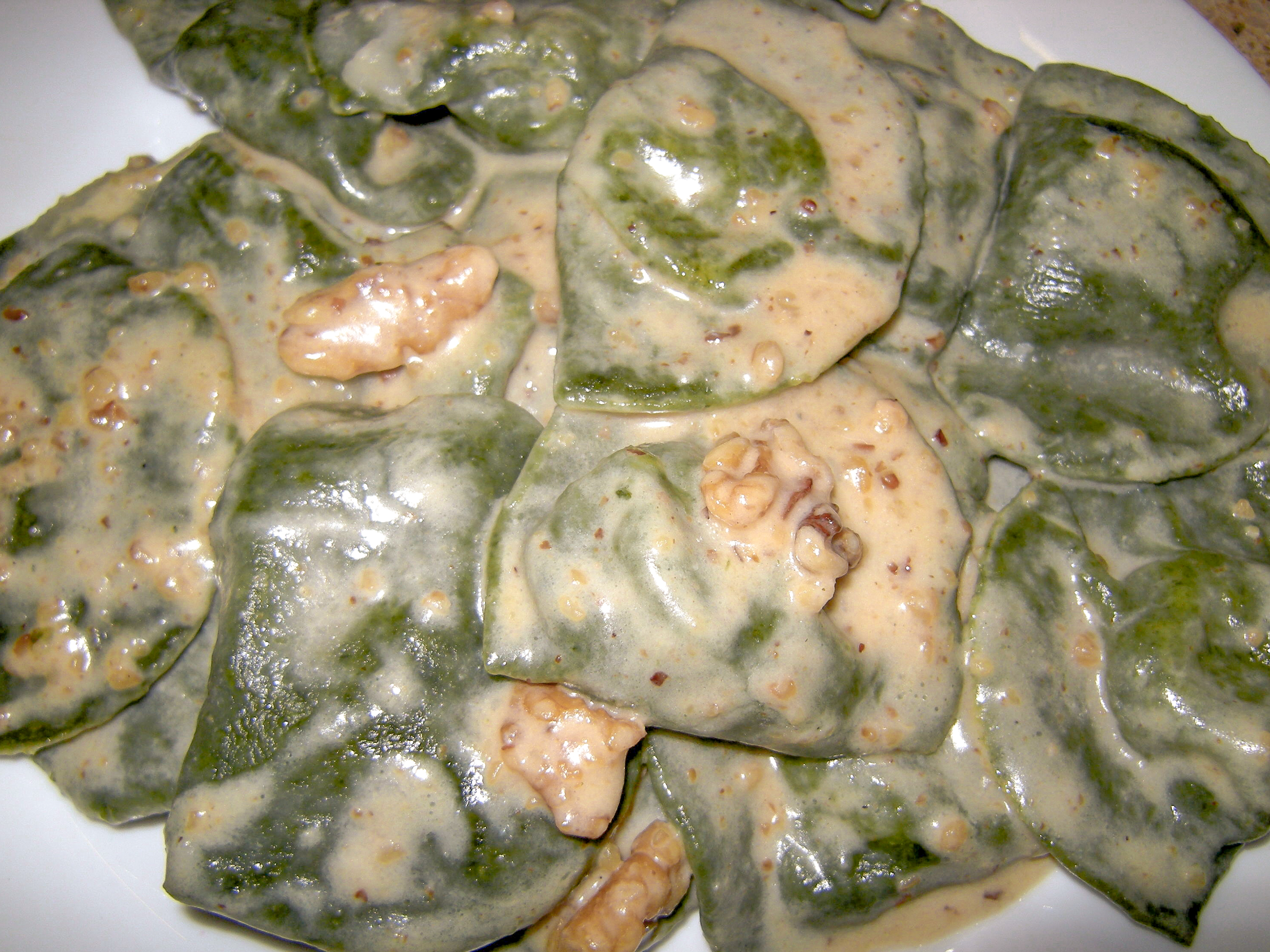
Salsa di noci
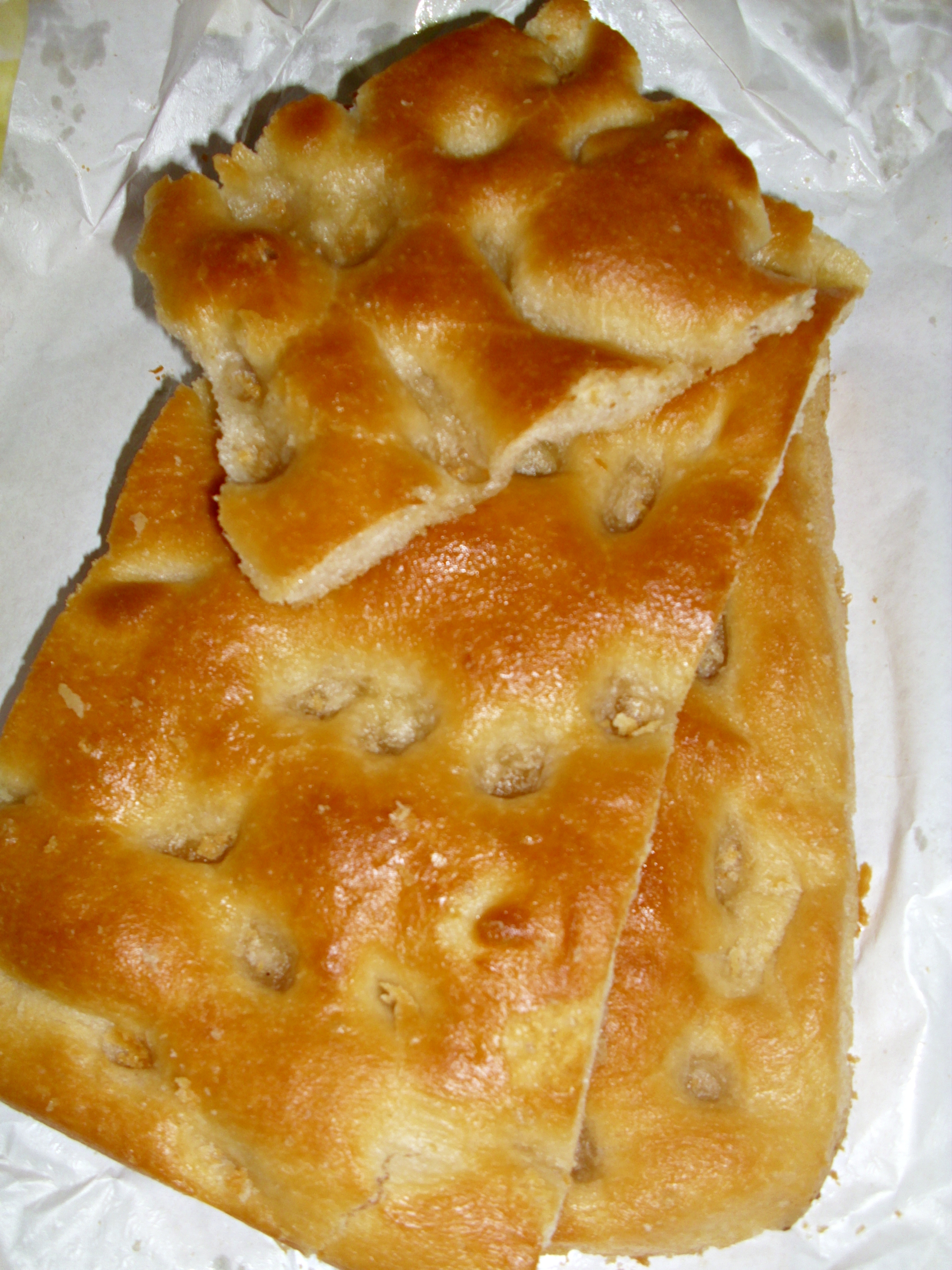
Focaccia genovese
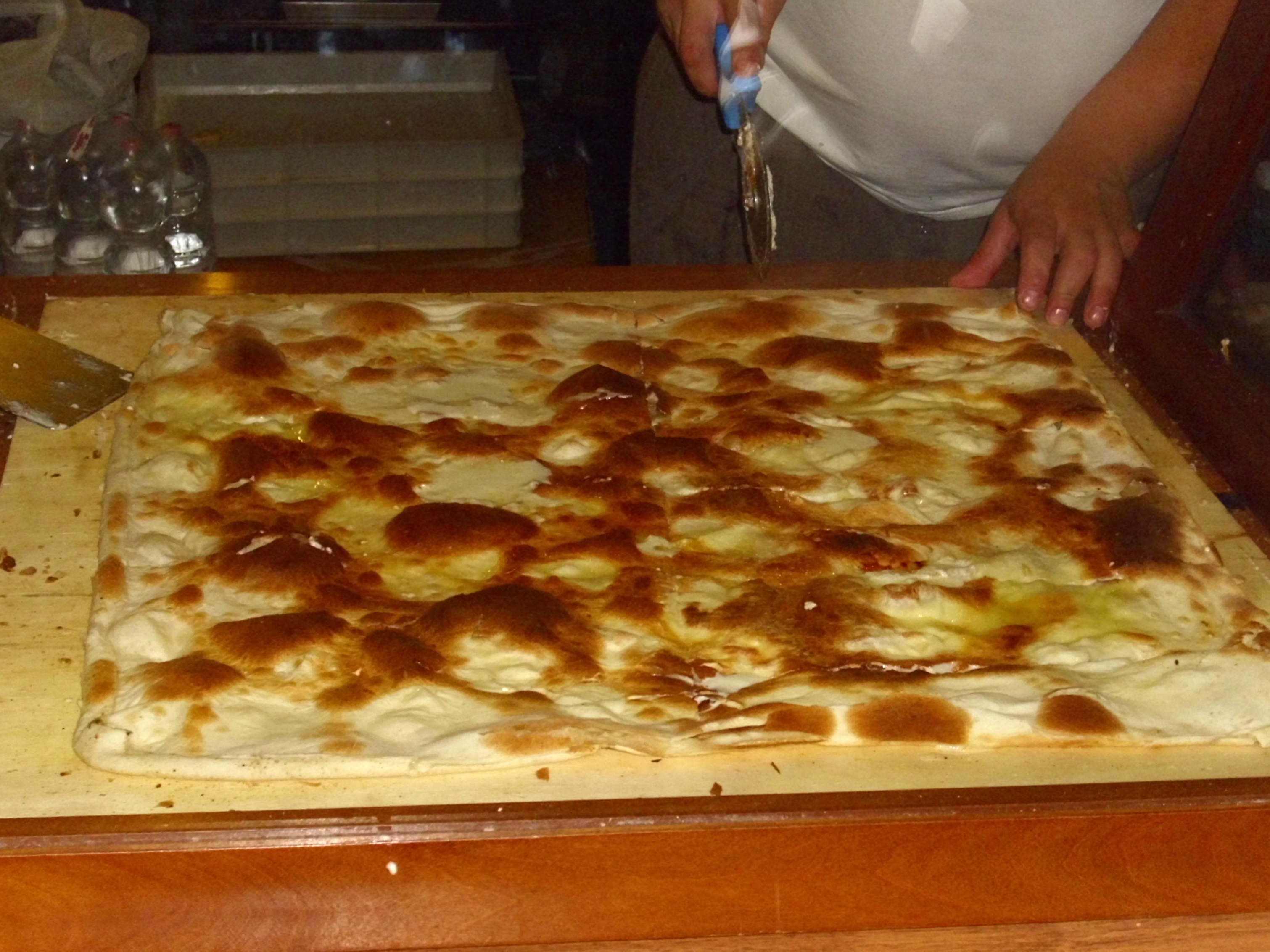
Focaccia al formaggio
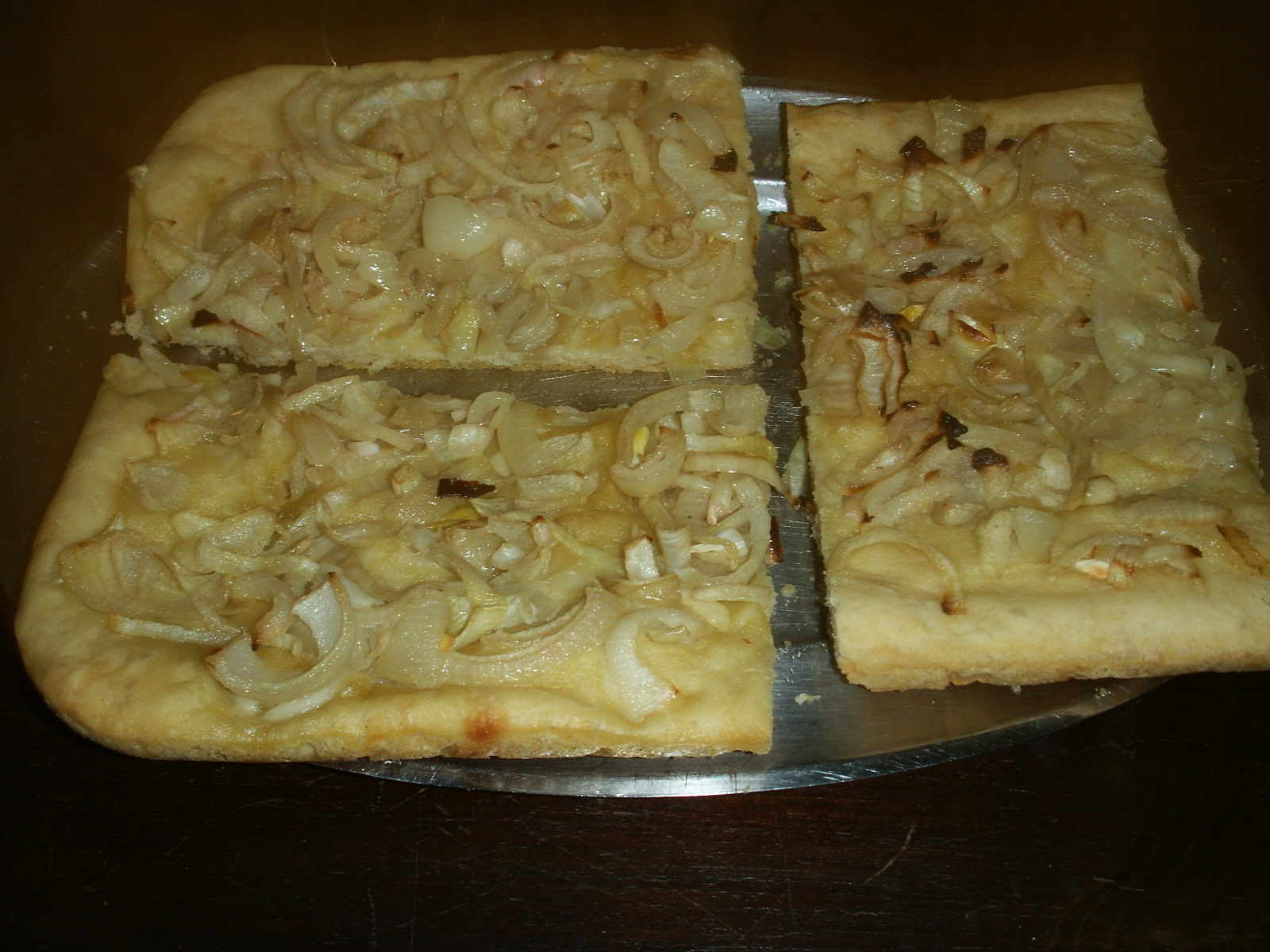
Focaccia con le cipolle
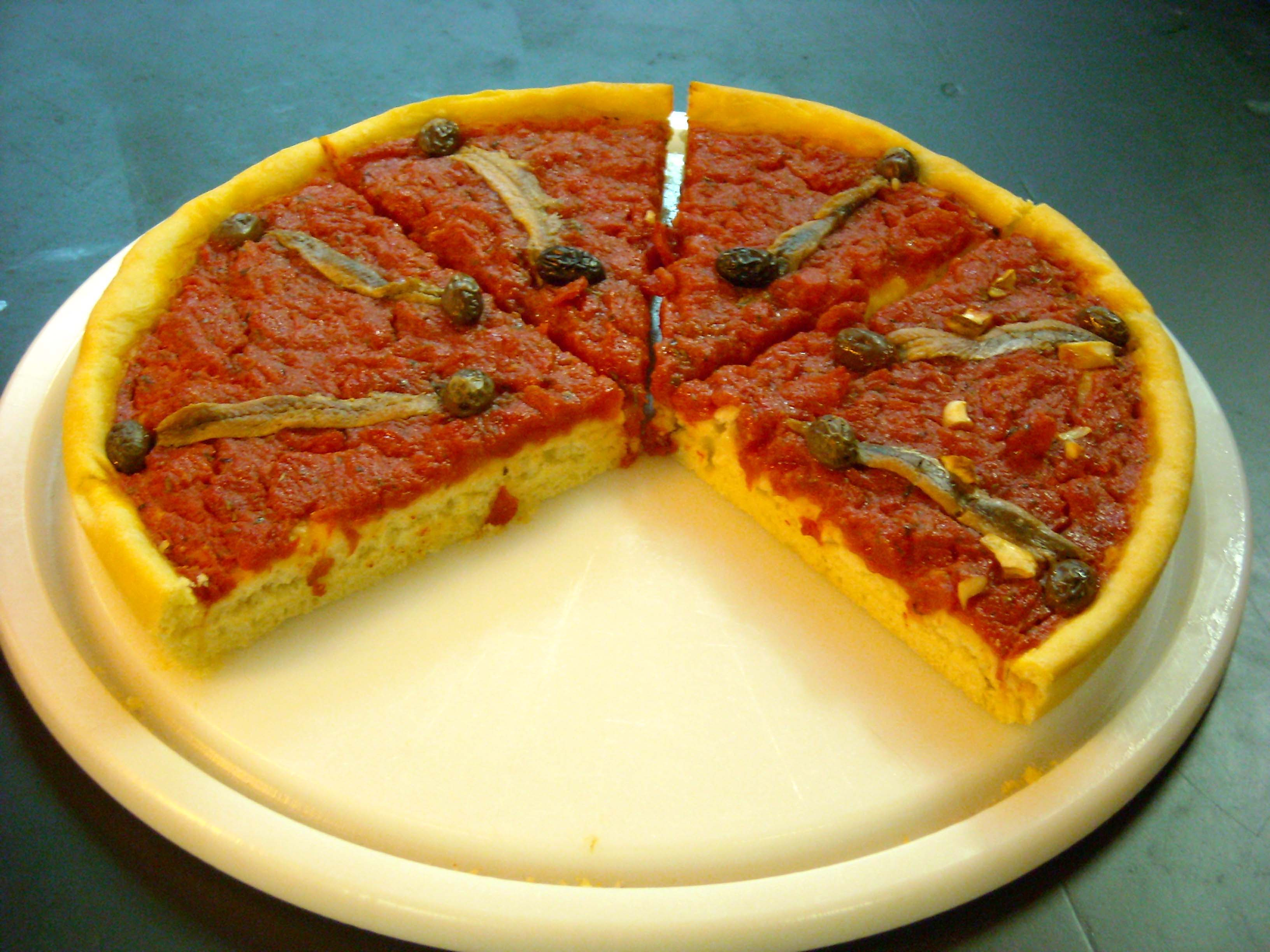
Piscialandrea
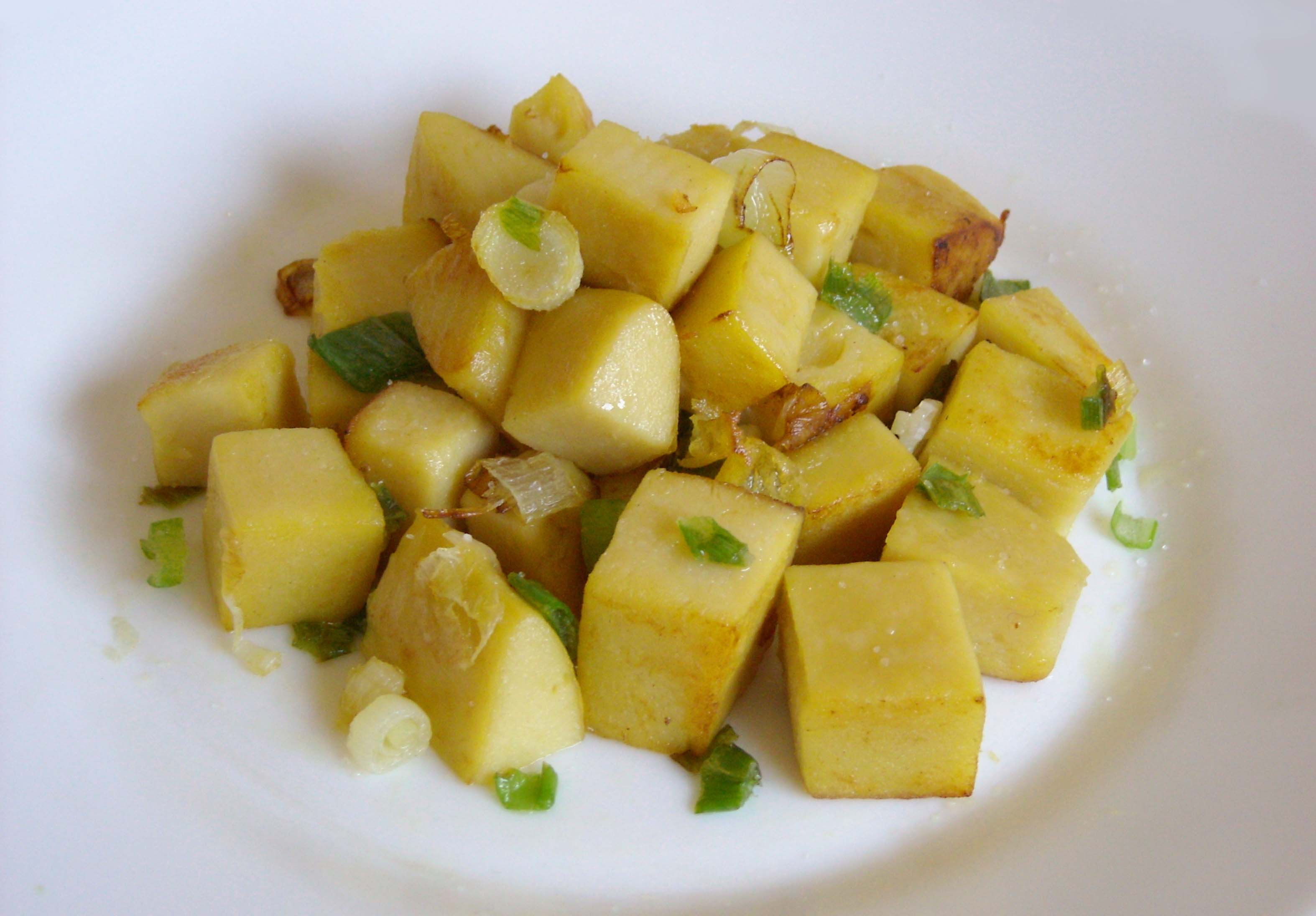
Panissa
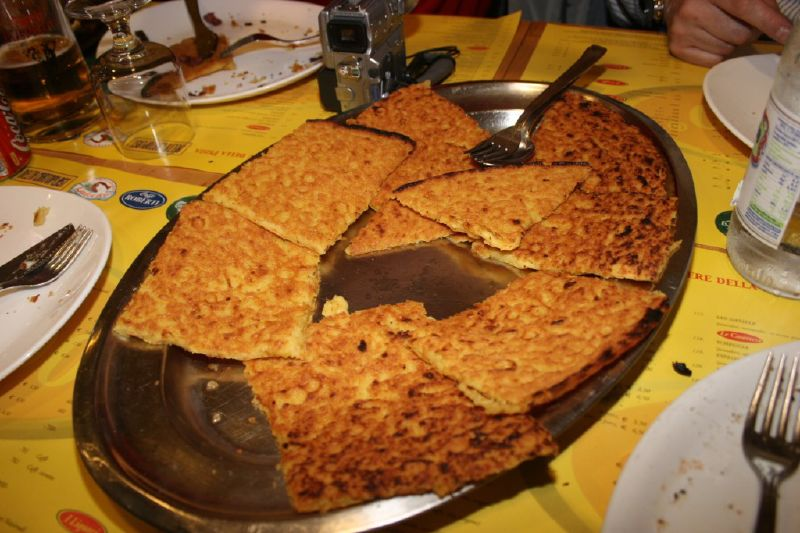
Farinata
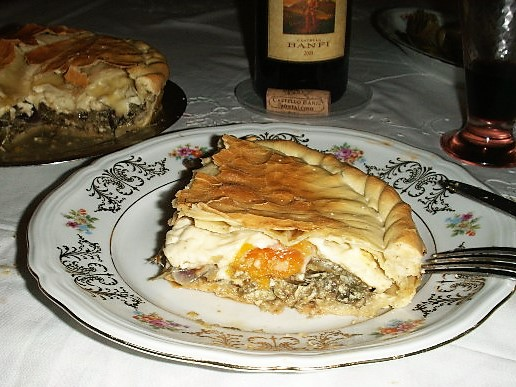
Torta pasqualina
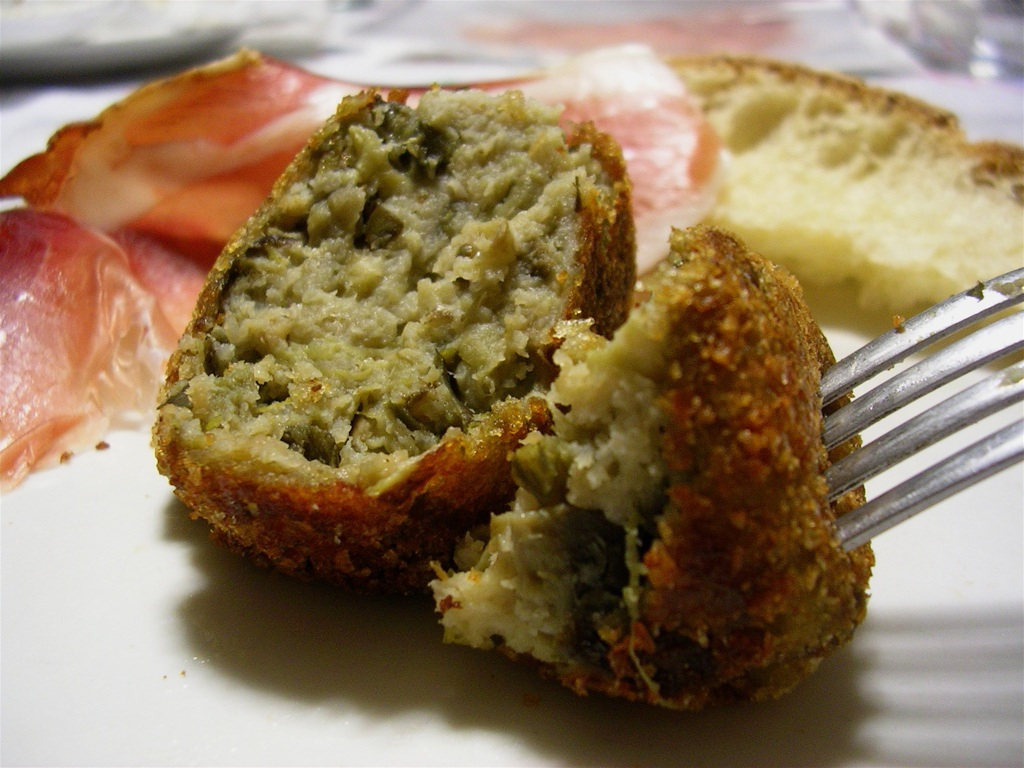
Polpettone alle melanzane
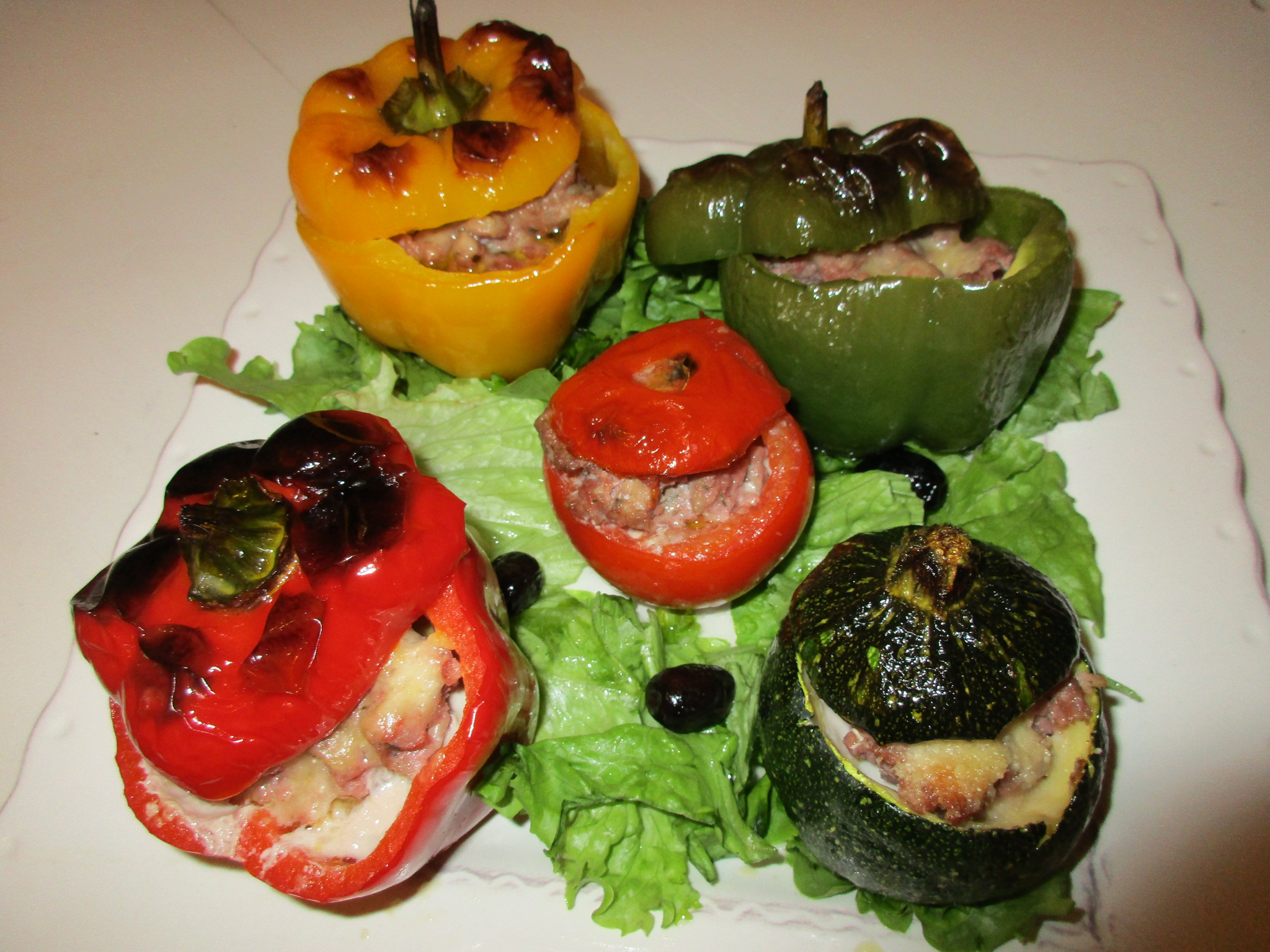
Verdure ripiene
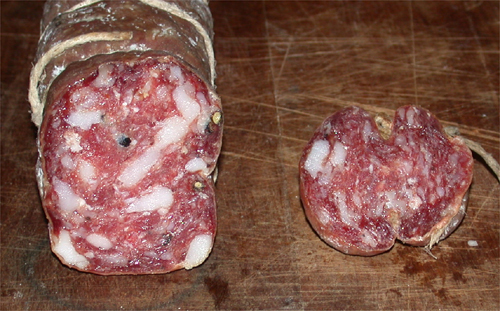
Salame genovese di Sant'Olcese
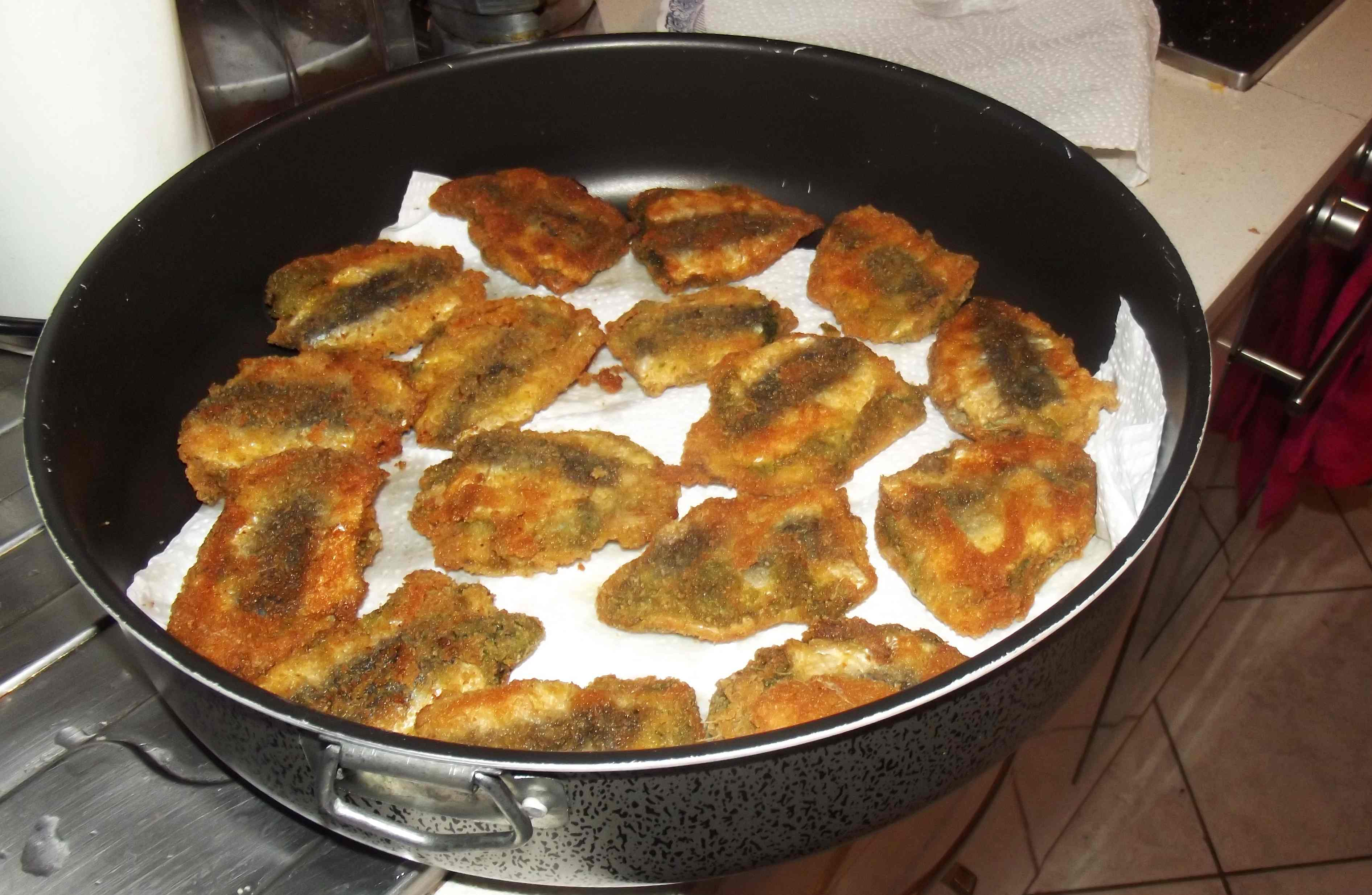
Acciughe ripiene
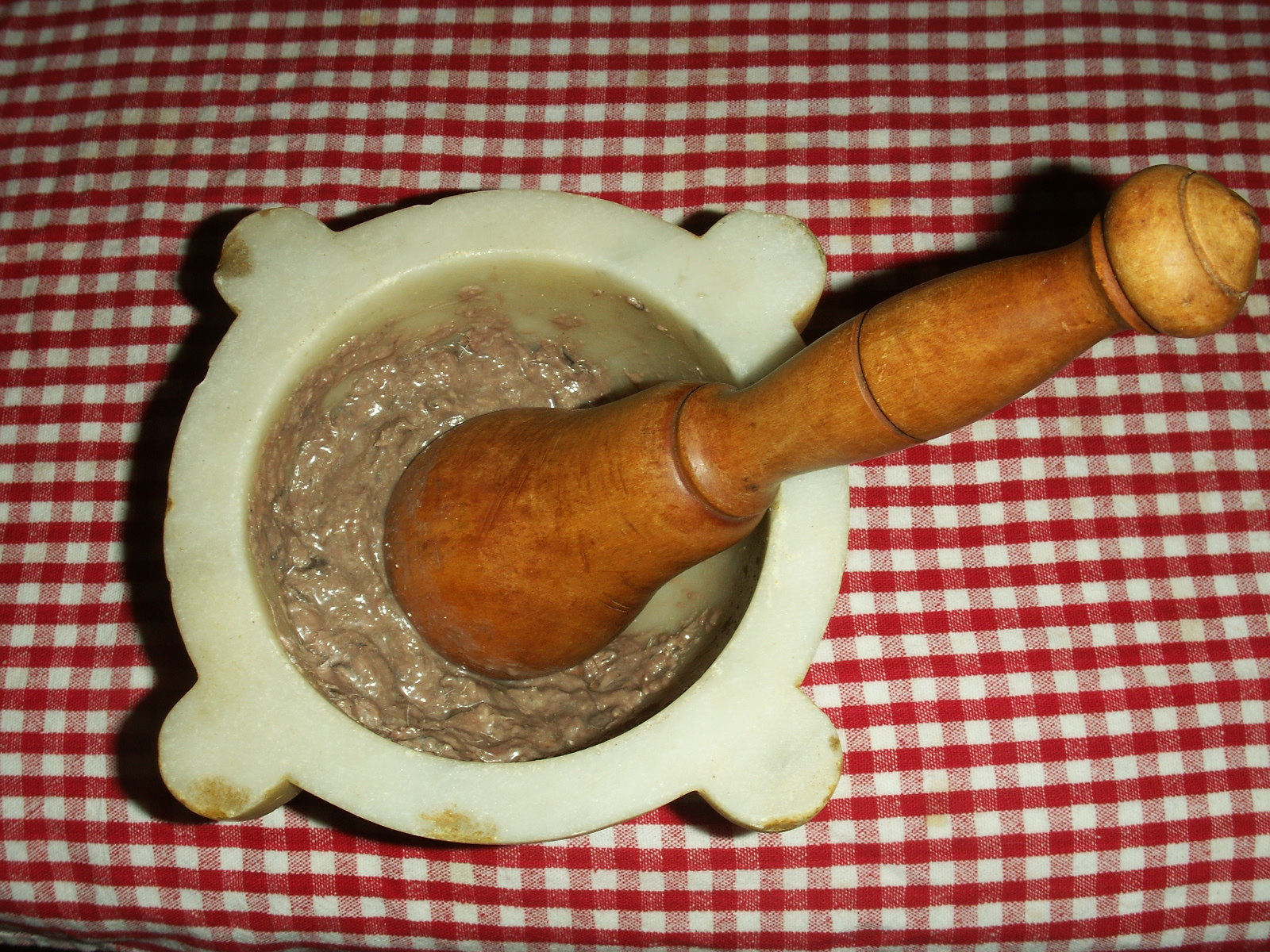
Pasta d'acciughe
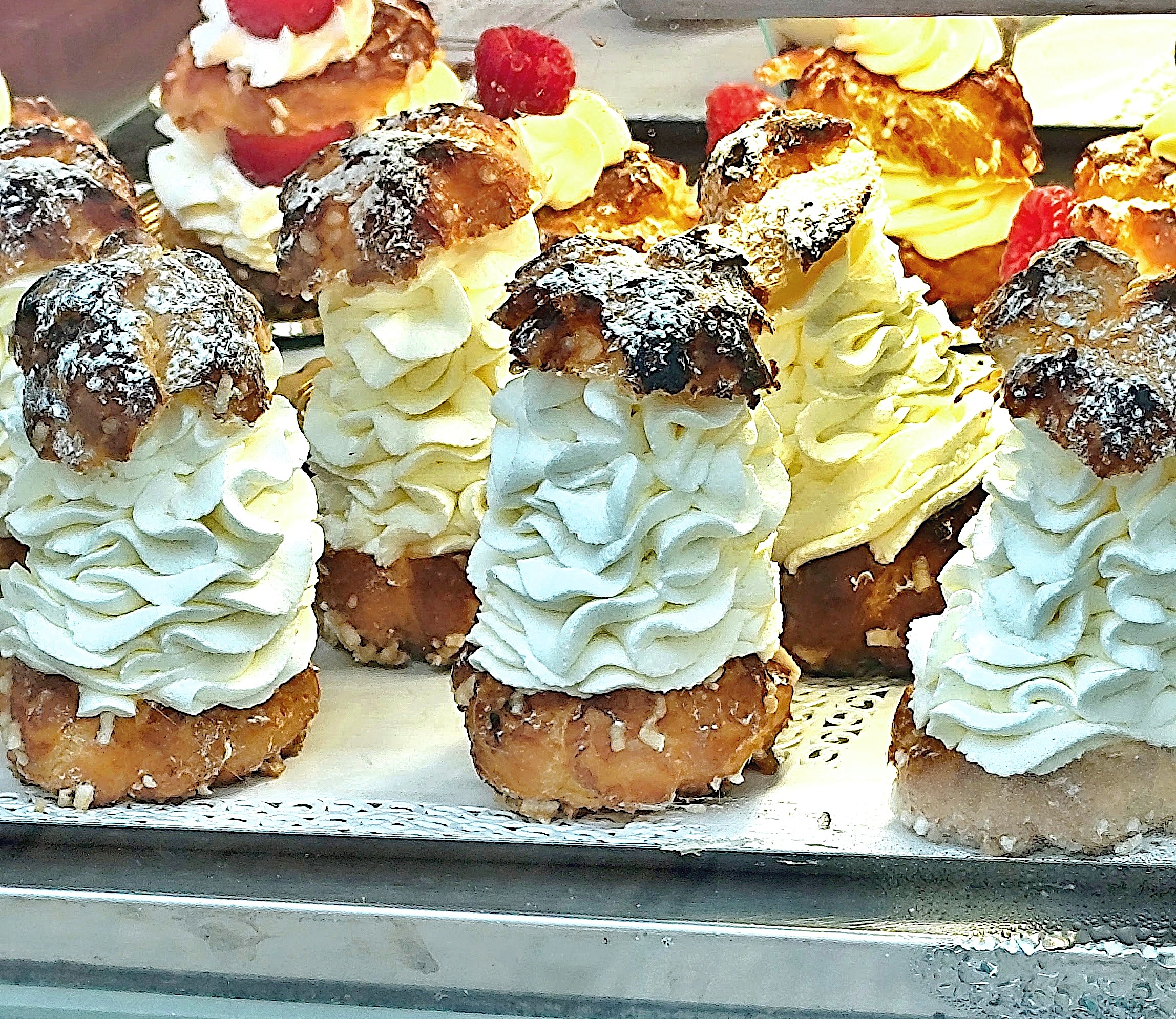
Cavolini
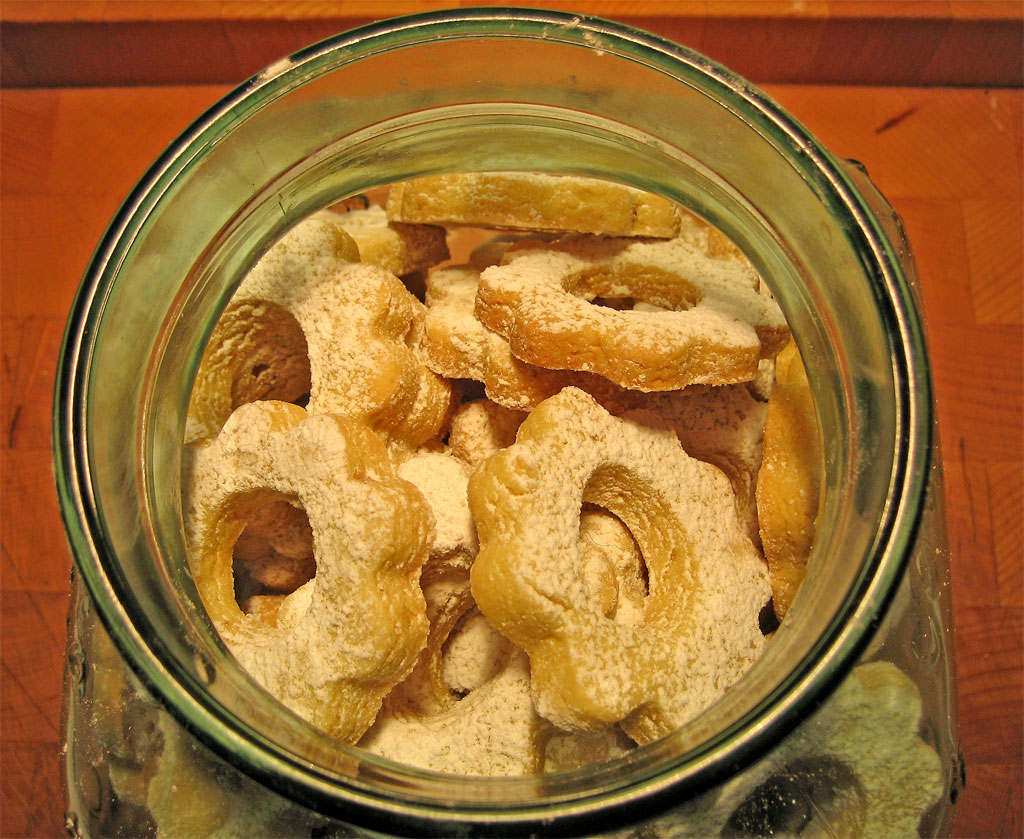
Canestrelli

#### Gastronomia
La cucina ligure prende spunto per la maggior parte delle sue ricette dalla dieta mediterranea, unione culinaria tra i piatti di mare con i prodotti della terra, tuttavia piatti apparentemente semplici sono esaltati nei loro sapori dall'uso delle numerose erbe aromatiche come rosmarino, timo, ecc., che crescono spontaneamente su tutto il territorio, tipiche della macchia mediterranea.
Tra i prodotti locali di grande pregio c'è sicuramente l'olio di oliva, base e condimento dei principali piatti della gastronomia ligure. Nella tabella successiva sono elencati alcuni tra i piatti tipici:
| Antipasti                  | Primi piatti                                       | Secondi piatti                            | Prodotti da forno | Dolci                        |
| -------------------------- | -------------------------------------------------- | ----------------------------------------- | --- | ---------------------------- |
| Focaccette al formaggio    | Corzetti                                           | Coniglio alla genovese con le olive       | Farinata | Pandolce                     |
| Panissa                    | Pansoti conditi con la Salsa di noci               | Stoccafisso in umido con patate           | Farinata di zucca | Biscotti del Lagaccio        |
| Acciughe sotto sale        | Ravioli                                            | Sgombro con piselli                       | Focaccia alla genovese                                                                                               | Canestrello o canestrelletto |
| Pomodori secchi            | Minestrone alla genovese                           | Acciughe al forno con patate              | Focaccia col formaggio                                                                                               | Gobeletti o Cobeletti        |
| Funghi e verdure sott'olio | Trenette al pesto o Linguine al pesto              | Polpo con patate                          | Polpettone di melanzane                                                                                              | Pinolata della Val d'Aveto   |
| Pasta d'acciughe           | Trofiette o Trofie al pesto                        | Cappon magro                              | Baciocca | Pattona                      |
|                            | Mescciüa                                           | Ciuppìn                                   | Torta pasqualina | Spongata                     |
|                            | Pastasciutta di muscoli                            | Capponadda                                | Torte (bietole o di riso)                                                                                            |                              |
|                            | Testaroli bolliti                                  | frittura di gianchetti                    | Micotti |                              |
|                            | Buridda (zuppa di stoccafisso)                     | Bagnùn d'acciughe                         | Torte salate (verdura e riso): Scherpada di Ponzano superiore Stirpada di Calice al Cornoviglio Scarpazza di Sarzana | Tourcett (ciambelline)       |
|                            | Lazarene (lasagna con farina bianca o di castagna) | Cima alla genovese                        | Amaretti di Sassello                                                                                                 |                              |
|                            | Zembi d'arzillo (ravioli di pesce)                 | Trippa alla genovese con patate e fagioli | Focaccia con le cipolle                                                                                              |                              |
|                            |                                                    | Lattughe ripiene                          | |                              |

Tra i prodotti tipici locali della Regione vi sono:

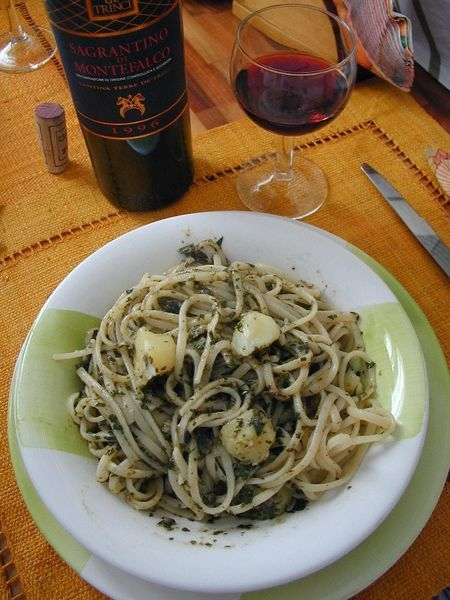
Un piatto di trenette al pesto

| Carne e salumi - la Coppa (Val d'Aveto e Val Graveglia) - la Mostardella di Sant'Olcese - la Pancetta (Val d'Aveto e Val Graveglia) - il Salame con i lardelli (Val d'Aveto e Val Graveglia) - il Salame genovese di Serra Riccò e Sant'Olcese - la Salsiccia ligure - il Sanguinaccio - la Soppressata - la Zerarìa - il Salame crudo (Millesimo) - il Salame di pesce o alla bottarga (Alassio) - il Mosciame di tonno (Alassio) | Formaggi - il Formaggio de San Ste' (Santo Stefano d'Aveto e Rezzoaglio) - la Prescinseua o Quagliata ligure - il Sarasso (Val d'Aveto) - la Formaggetta Savonese (Savona e dintorni) - lo Zuncò (giuncata) Frutta e ortaggi - la Castagna bodrasca, chiavarina, carpinese - le Castagne secche (Calizzano e Murialdo) - le Nocciole (Valle Sturla, Val Graveglia, Val Fontanabuona) - lo Zucchino alberello di Sarzana - la Zucchina trombetta di Albenga - l'Asparago violetto di Albenga - il Carciofo spinoso di Albenga | - la Patata di Pignone - il Cavolo nero della Val di Vara - il Fagiolo bianco (Conio, Pigna e Badalucco) - il Fagiolo di Nasino e di Mangia - il Fagiolo cenerino e lumè di Pignone - la Fagiolana di Torza - la Ciliegia di Castelbianco - la Mela Carlona, Belfiore e la mela Beverino - il Susino dal collo storto - l'Oliva taggiasca - lo Zafferano di Campiglia - l'Aglio di Vessalico |

#### Vini
Nella Città Metropolitana di Genova la tradizione vinicola è confermata soprattutto nella zona di Sestri Levante e nel Tigullio, con principali produzioni vinicole di Bianchetta Genovese, di Moscato bianco, di Vermentino e di Ciliegiolo. Maggiormente diffusi tra il confine della Riviera di Ponente con la Riviera di Levante sono il Pigato e il Rossese.
Nella provincia savonese hanno ottenuto il riconoscimento D.O.C. (Denominazione di Origine Controllata) il Pigato di Ortovero, il Vermentino e il Rossese di Campochiesa. Altri vini, che hanno diritto alla dicitura I.G.T. (Indicazione Geografica Tipica) sono il Lumassina, il Buzzetto, la Granaccia di Quiliano, il Bianco di Calice Ligure, il Mataosso e il Dolcetto delle Langhe Liguri.
Nello spezzino le principali produzioni vinicole della provincia sono il Cinque Terre (DOC), lo Sciachetrà, eccellente e famoso vino liquoroso prodotto anch'esso nelle Cinque Terre, il Levanto e la Vernaccia, provenienti dalla Riviera dei Promontori e il Vermentino delle colline di Luni e di Arcola.

### Lingua e letteratura

#### La lingua ligure

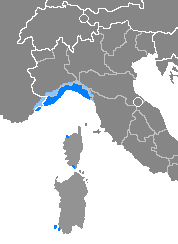
La lingua ligure

Caratteristica di questa regione è la lingua ligure, parlata anche nelle regioni confinanti (Piemonte, Emilia-Romagna), nell'Isola di San Pietro (Carloforte e Calasetta) in Sardegna, in Corsica (Bonifacio, Ajaccio e Calvi), nel confinante Dipartimento delle Alpi Marittime (Mentone, Tenda, Briga, e nella Val Roia) in Francia e nel Principato di Monaco (nella variante dialettale monegasca che è lingua nazionale del paese).
La lingua ligure, seppur sia parlata sempre meno a causa di diversi fattori socio-culturali, è ancora utilizzata, sia per le opere letterarie di cui è stata protagonista, sia per la "ridiffusione" degli ultimi anni, attuata ad esempio da Gilberto Govi o da gruppi musicali come i Buio Pesto, oltre che, come è noto, da Fabrizio De André.
Interessante notare come, il termine ligure (così come la parola Liguria) non compaiono in lingua ligure, in quanto termine relativamente recente. Infatti, fino a tempi recenti, si è sempre parlato di lingua genovese, anche nelle aree più distanti dal capoluogo ligure, non tanto a causa della forte influenza dell'ex-Repubblica di Genova quanto per il significato più lato del termine "genovese" (non in quanto "della città di Genova" quanto "appartenente alla cultura del Dominio genovese"; per comprendere meglio questo concetto, si può fare un paragone con il termine "Romano", che in epoca classica non indica tanto un abitante, o un concetto, relativo alla città di Roma quanto qualcosa di correlato alla cultura della Roma classica; il medesimo concetto è applicabile, per comprendere, alla cultura genovese del Medioevo, più nello specifico dal secolo XII a tutto il secolo XVI).

#### Biblioteche
Il patrimonio complessivo delle biblioteche liguri è stimato in circa 8 milioni di pezzi, non tutti accessibili perché non tutte le biblioteche sono regolarmente funzionanti. Nel Polo SBN Ligure, a gestione regionale, sono stati collocati circa 1,2 milioni pezzi e nel Catalogo delle Biblioteche Liguri si contano oltre 1,1 milioni di titoli (dati 2017); è disponibile una biblioteca digitale regionale. Nei cataloghi informatizzati esistenti in Liguria si stima siano registrati circa 3,5 milioni di pezzi.

## Sport

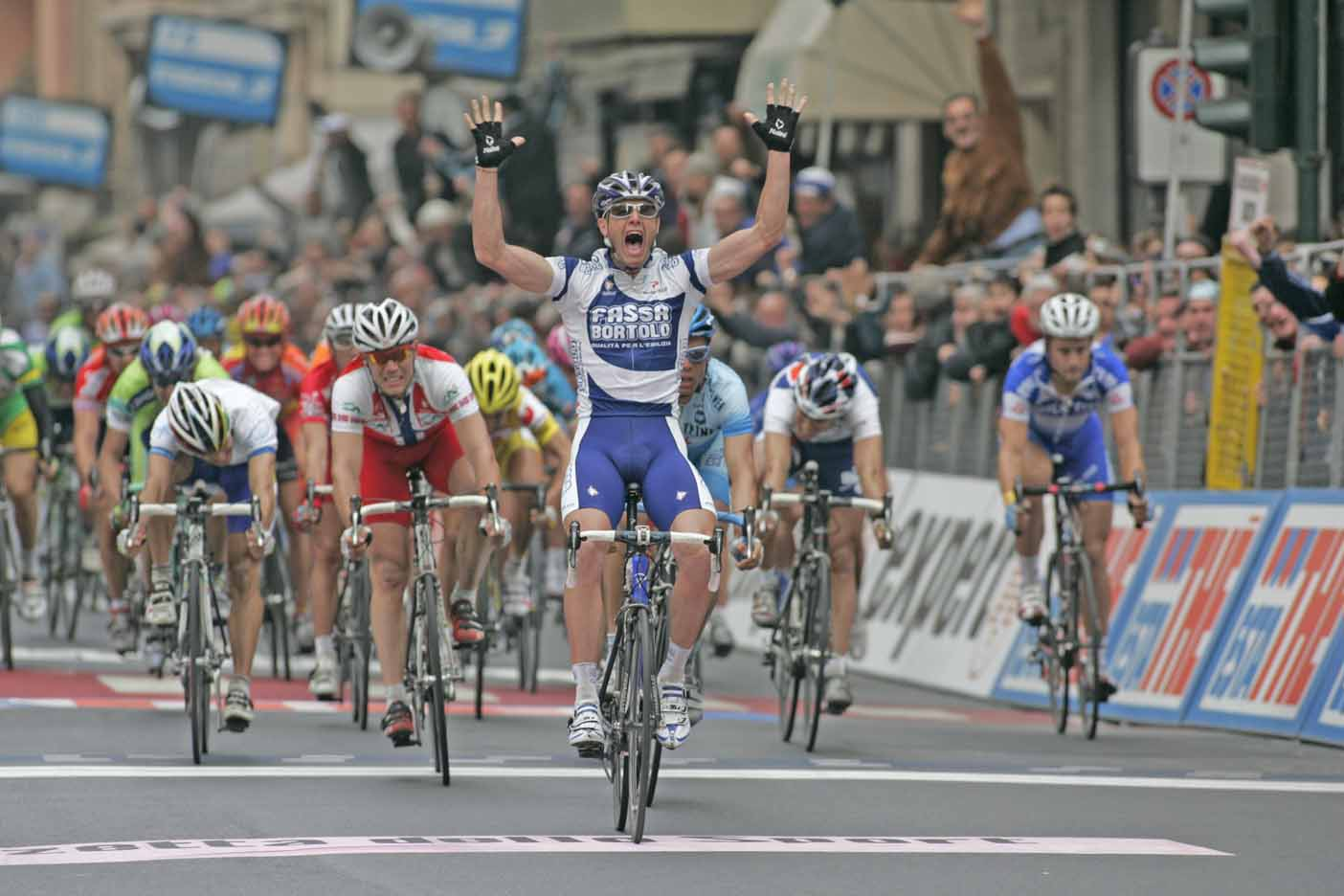
Lo spezzino Alessandro Petacchi vince la Milano-Sanremo nel 2005

Lo sport in Liguria si è diffuso sin dalla seconda metà del XIX secolo con la fondazione di diverse società di ginnastica come la Cristoforo Colombo, una delle più antiche a livello nazionale. Numerosi ginnasti liguri hanno ottenuto la medaglia d'oro nel concorso a squadre ai Giochi olimpici tra il 1912 e il 1932. Luigi Cambiaso, Carlo Fregosi e Mario Lertora vi riuscirono in due diverse edizioni.
Il territorio regionale è sede di importanti manifestazioni sportive, quali la classica del ciclismo Milano-Sanremo nata nel 1907 e inserita nel circuito UCI World Tour e il torneo di tennis Genoa Open Challenger facente parte della serie internazionale ATP Challenger Tour. Altro importante evento sportivo a cadenza annuale è il Rally di Sanremo, che tra il 1973 e il 2003 fece parte del Campionato del mondo rally.
La Liguria vanta inoltre una forte tradizione in due degli sport di squadra più popolari in Italia: il calcio e la pallanuoto. Le compagini liguri hanno infatti ottenuto diverse affermazioni nei tornei nazionali ed europei.
Nel 2024 ACES Europe ha conferito alla Liguria il titolo di Regione europea dello sport per l'anno 2025.

### Calcio
Le squadre calcistiche liguri che hanno ottenuto più successi sono il Genoa e la Sampdoria, protagoniste del Derby di Genova. Il Genoa è detentore di nove Scudetti ed una Coppa Italia, mentre la Sampdoria vanta uno Scudetto, quattro Coppe Italia, una Supercoppa italiana ed una Coppa delle Coppe.

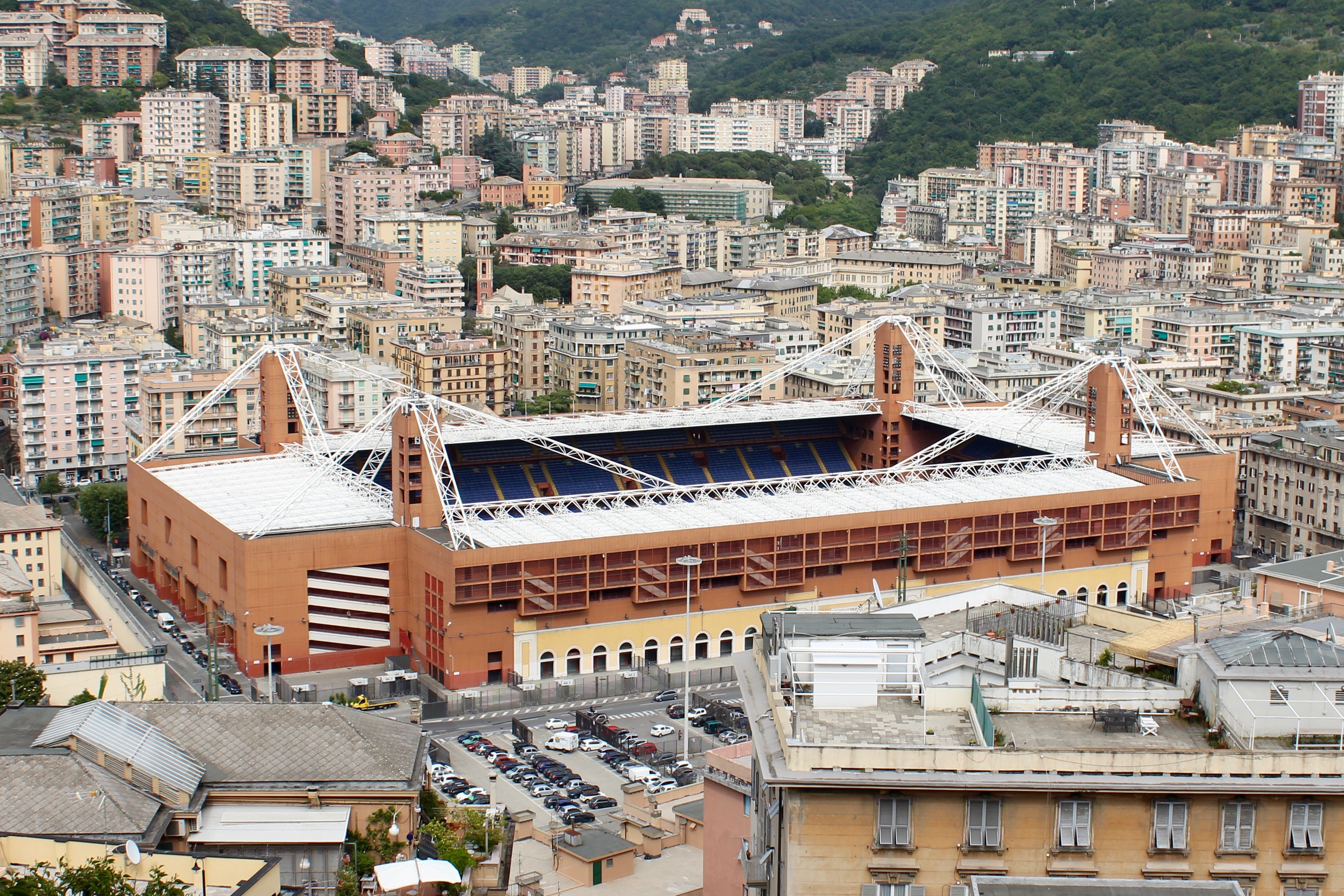
Lo Stadio Luigi Ferraris di Genova

Al 2025 il Genoa milita in Serie A. La Sampdoria è iscritta in Serie B assieme ad altre due squadre regionali: lo Spezia e la Virtus Entella. Giocano tra i dilettanti altre tre società dall'importante tradizione sportiva: la Sanremese, il Savona ed il Sestri Levante.
Tra gli impianti sportivi regionali il più capiente è lo Stadio Luigi Ferraris di Genova, che ha anche ospitato partite di ben due diverse edizioni dei campionati mondiali di calcio.

### Pallanuoto
Sono sette le squadre pallanuotistiche liguri che hanno vinto almeno uno scudetto: la Pro Recco vanta trentatré affermazioni, l'Andrea Doria otto, il Camogli sei, il Genoa quattro, il Savona tre, il Bogliasco e lo Sturla una. La Pro Recco e il Savona, che hanno ottenuto la vittoria di trofei anche in ambito europeo, militano in Serie A1 assieme al Quinto.
Nella pallanuoto femminile tre compagini regionali hanno vinto il massimo campionato: Imperia, Pro Recco e Rapallo. Il Rapallo milita in Serie A1 assieme al Bogliasco.
I giocatori liguri hanno sempre fornito apporto alle Nazionali vincitrici della medaglia d'oro ai Giochi Olimpici e ai Campionati mondiali. Tra questi Gianni Averaimo, Alessandro Bovo e Ferdinando Gandolfi hanno conquistato entrambi i riconoscimenti.
Genova è stata sede della Super Final della World League di pallanuoto nel 2008 e delle Final Eight di Champions League di pallanuoto nel 2003 e nel 2018.

## Sanità
Al 2024, il 75% del bilancio regionale è assorbito dalla sanità che chiude il 2023 con un disavanzo di 230 milioni di euro (di cui 140 per a.Li.Sa.).
Nella regione con più anziani in Italia, la sanità ha un prevalente carattere privatistico, con più di mille ambulatori e cliniche convenzionati (e non) e il 5% della popolazione che rinuncia a curarsi. La Liguria è la terza regione in Italia per la percentuale di medici e infermieri in rapporto alla popolazione: 2.3 medici e 6.65 infermieri ogni mille abitanti.